# Saint-Étienne
Pour les articles homonymes, voir Saint-Étienne (homonymie).
Saint-Étienne (/sɛ̃.t‿e.tjɛn/), appelée « Sainté » en langage familier,, renommée Armeville à la Révolution française, est une commune française située au sud-ouest de Lyon (60 km environ), au sud-est de Clermont-Ferrand (90 km environ) et dans le quart-sud-est de la France, en région Auvergne-Rhône-Alpes. C'est le chef-lieu du département de la Loire.
Avec 172 569 habitants en 2022, elle est la 14e commune la plus peuplée de France (2021) et la 2e commune d'Auvergne-Rhône-Alpes. Saint-Étienne Métropole (53 communes) constitue par sa population (407 700 habitants en 2022) la 3e métropole régionale après la métropole de Grenoble Alpes et la métropole de Lyon. La commune est par ailleurs la ville-centre d'une unité urbaine de 375 797 habitants, regroupant 32 communes, la seizième de France par sa population et la commune-centre d'une vaste aire d'attraction de 502 196 habitants en 2022, la dix-septième de France, regroupant 105 communes.
Longtemps connue comme étant la ville française « de l'arme, du cycle et du ruban » ainsi qu'un important centre d'extraction houillère, Saint-Étienne est engagée dans un vaste programme de rénovation urbaine visant à conduire la transition du stade de cité industrielle héritée du XIXe siècle à celui de « capitale du design » du XXIe siècle. Cette démarche a été reconnue avec l'entrée de Saint-Étienne dans le réseau des villes créatives UNESCO en 2010. La ville est également connue pour son club de football, l'Association sportive de Saint-Étienne.

## Géographie

### Situation
La ville se trouve sur la vallée du Furan (ou Furens), qui prend sa source dans le massif du Pilat au sud de la ville. Une partie du territoire de la commune (commune associée de Rochetaillée) s'inscrit dans le parc naturel régional du Pilat.
Au nord, Paris est à une distance de 523 km ;
au nord-est, Lyon est à 62 km ;
au sud-est, Vienne est à 51 km et Valence à 121 km ; au sud, le Puy-en-Velay se trouve à 75 km ; à l'ouest Clermont-Ferrand est distante de 144 km.
Le quartier de Saint-Victor-sur-Loire, non contigu de la ville de Saint-Étienne (à 15 minutes du centre-ville), a pour communes limitrophes – en plus de Roche-la-Molière et Saint-Genest-Lerpt qui font le lien avec la ville-centre – Saint-Just-Saint-Rambert, Chambles, Çaloire et Unieux.
Saint-Étienne constitue le cœur d'une aire urbaine de plus de 500 000 habitants, dont la surface est en forte extension ces dernières années[Lesquelles ?] (selon l'Insee). Elle englobe plusieurs agglomérations proches : vallée de l'Ondaine, vallée du Gier (Saint-Chamond), plaine du Forez avec Andrézieux-Bouthéon et La Fouillouse.

### Communes limitrophes
Exclave de Saint-Victor-sur-Loire
Ville

### Hydrographie
La ville est séparée par deux bassins versants :
- celui de la Loire avec le Furan qui traverse, presque intégralement recouvert, la ville du sud au nord et qui se jette dans la Loire ;
- celui du Rhône avec le Janon, qui se jette dans le Gier, un affluent du Rhône.

### Géologie et relief

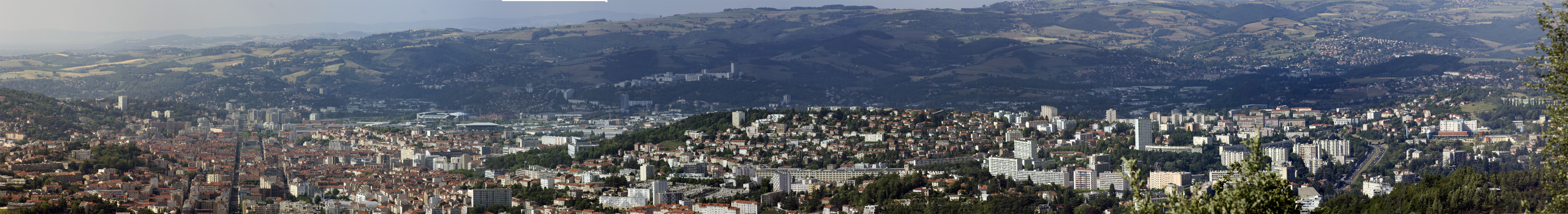
Panorama de la ville de Saint-Étienne.

La superficie de la commune est de 79,97 km2 ; son altitude varie de 422 à 1 177 mètres.
La commune est située au centre du bassin houiller de la Loire dont l'étude systématique a conduit à la définition d'un étage géologique dit « Stéphanien », correspondant à la fin du Carbonifère. Ce bassin est constitué essentiellement d'une alternance de dépôts de grès (grès, conglomérat, brèches) et d'argilites et contenant de nombreuses veines de charbon. Le bassin est encadré par trois massifs de moyenne montagne d'age hercynien et constitués de roches magmatiques et métamorphiques : monts du Lyonnais au Nord, massif du Pilat au Sud, monts du Forez à l'ouest.
Après Madrid et Sofia, Saint-Étienne est l'une des plus grandes villes d'altitude d'Europe (env. 170 000 habitants à plus de 480 m d'altitude). La ville est très vallonnée et la tradition locale lui attribue sept collines comme Rome, Nîmes, Besançon, Lisbonne, Yaoundé et Bergen.
Le territoire communal est traversé par la ligne de partage des eaux entre l'Atlantique et la Méditerranée.
Les quartiers ouest de la ville sont situés sur le méridien de Bruxelles : celui-ci passe par les quartiers de Bel-Air, Côte-Chaude et Michon.

### Climat
Pour des articles plus généraux, voir Climat d'Auvergne-Rhône-Alpes et Climat de la Loire.
En 2010, le climat de la commune est de type climat des marges montagnardes, selon une étude du Centre national de la recherche scientifique s'appuyant sur une série de données couvrant la période 1971-2000. En 2020, Météo-France publie une typologie des climats de la France métropolitaine dans laquelle la commune est exposée à un climat de montagne ou de marges de montagne et est dans la région climatique Nord-est du Massif Central, caractérisée par une pluviométrie annuelle de 800 à 1 200 mm, bien répartie dans l’année.
Pour la période 1971-2000, la température annuelle moyenne dans la ville est de 10,3 °C, avec une amplitude thermique annuelle de 16,7 °C. Le cumul annuel moyen de précipitations est de 779 mm, avec 8,7 jours de précipitations en janvier et 6,8 jours en juillet. Pour la période 1991-2020, la température moyenne annuelle observée sur la station météorologique installée sur la commune est de 11,4 °C et le cumul annuel moyen de précipitations est de 793,9 mm,. Pour l'avenir, les paramètres climatiques de la commune estimés pour 2050 selon différents scénarios d'émission de gaz à effet de serre sont consultables sur un site dédié publié par Météo-France en novembre 2022.
| Mois                                  | jan.           | fév.           | mars           | avril         | mai          | juin          | jui.         | août          | sep.          | oct.          | nov.          | déc.           | année      |
| ------------------------------------- | -------------- | -------------- | -------------- | ------------- | ------------ | ------------- | ------------ | ------------- | ------------- | ------------- | ------------- | -------------- | ---------- |
| Température minimale moyenne (°C)     | 0,2            | −0,1           | 2,5            | 5,8           | 9,1          | 13,1          | 14,7         | 14,2          | 11            | 8,3           | 4,2           | 1,1            | 7          |
| Température moyenne (°C)              | 3              | 3,4            | 7,1            | 10,8          | 14,1         | 18,6          | 20,5         | 19,9          | 16,1          | 12,2          | 7,4           | 4,1            | 11,4       |
| Température maximale moyenne (°C)     | 5,9            | 6,9            | 11,6           | 15,8          | 19,1         | 24            | 26,3         | 25,6          | 21,3          | 16,2          | 10,6          | 7,1            | 15,9       |
| Record de froid (°C) date du record   | −12,9 13.01.03 | −15,6 05.02.12 | −16,5 01.03.05 | −4,5 08.04.21 | 0,1 06.05.10 | 4,4 02.06.06  | 7,4 10.07.07 | 7,4 31.08.06  | 2,1 27.09.10  | −5 26.10.03   | −8,7 28.11.13 | −11,1 26.12.10 | −16,5 2005 |
| Record de chaleur (°C) date du record | 18,2 10.01.15  | 20,9 23.02.20  | 24 30.03.21    | 27,8 22.04.18 | 32 13.05.15  | 36,8 27.06.19 | 39 07.07.15  | 38,6 24.08.23 | 33,5 05.09.23 | 29,9 02.10.23 | 23,1 02.11.20 | 18,3 05.12.06  | 39 2015    |
| Précipitations (mm)                   | 41,8           | 38,7           | 39,7           | 62,7          | 83,7         | 80,6          | 78,7         | 79,4          | 65,1          | 81            | 87,1          | 55,4           | 793,9      |

## Urbanisme

### Typologie
Au 1er janvier 2024, Saint-Étienne est catégorisée grand centre urbain, selon la nouvelle grille communale de densité à sept niveaux définie par l'Insee en 2022.
Elle appartient à l'unité urbaine de Saint-Étienne, une agglomération inter-départementale regroupant 32  communes, dont elle est ville-centre,,. Par ailleurs la commune fait partie de l'aire d'attraction de Saint-Étienne, dont elle est la commune-centre,. Cette aire, qui regroupe 105 communes, est catégorisée dans les aires de 200 000 à moins de 700 000 habitants,.

### Occupation des sols
L'occupation des sols de la commune, telle qu'elle ressort de la base de données européenne d’occupation biophysique des sols Corine Land Cover (CLC), est marquée par l'importance des territoires artificialisés (44,4 % en 2018), en augmentation par rapport à 1990 (41,8 %). La répartition détaillée en 2018 est la suivante :
forêts (27,1 %), zones urbanisées (24,6 %), prairies (17,9 %), zones industrielles ou commerciales et réseaux de communication (14,8 %), zones agricoles hétérogènes (6,1 %), espaces verts artificialisés, non agricoles (5,1 %), milieux à végétation arbustive et/ou herbacée (3,3 %), eaux continentales (1,3 %). L'évolution de l’occupation des sols de la commune et de ses infrastructures peut être observée sur les différentes représentations cartographiques du territoire : la carte de Cassini (XVIIIe siècle), la carte d'état-major (1820-1866) et les cartes ou photos aériennes de l'IGN pour la période actuelle (1950 à aujourd'hui).

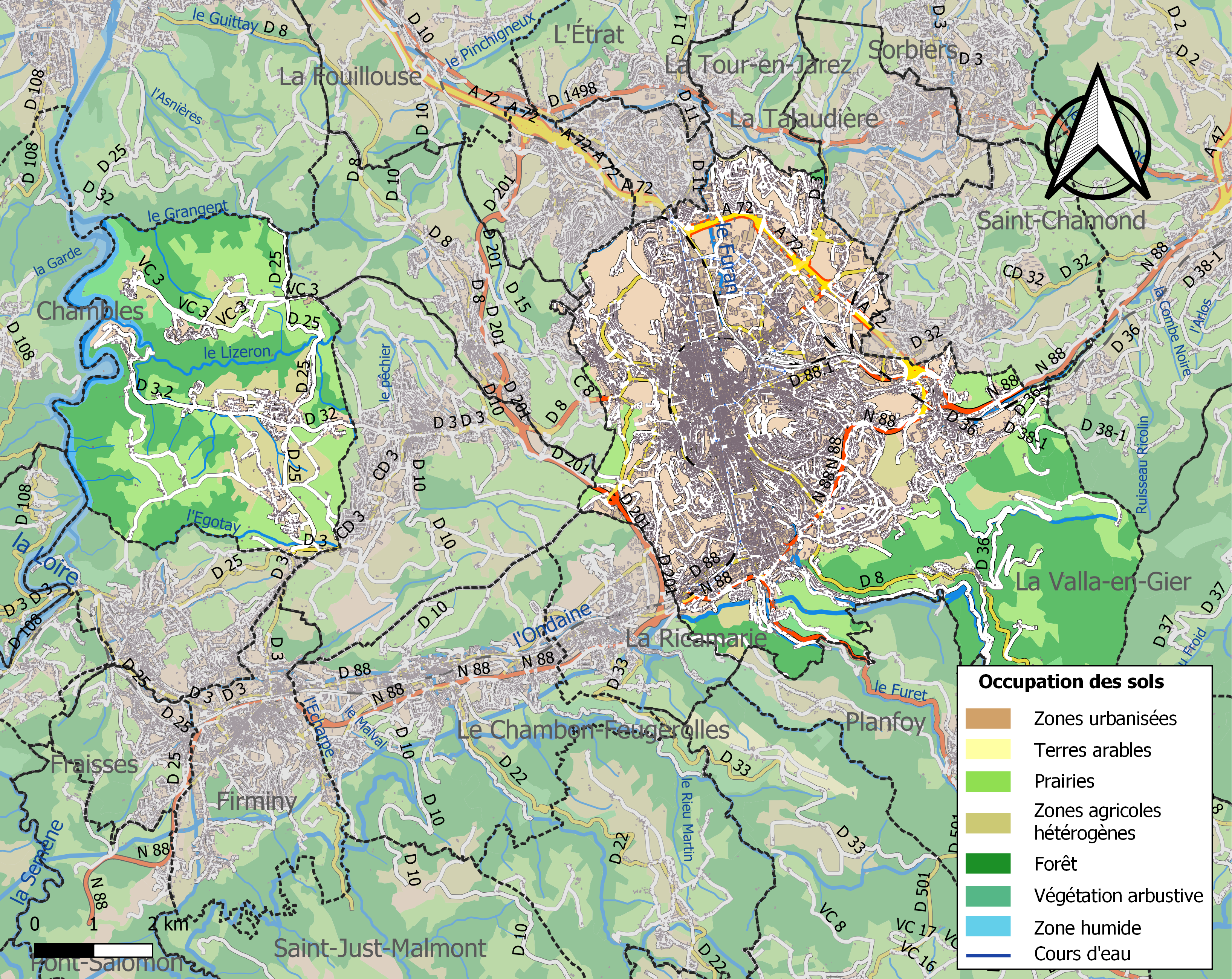
Carte des infrastructures et de l'occupation des sols de la commune en 2018 (CLC).

### Morphologie urbaine
Originellement implantée autour de la place Grenette, la ville de Saint-Étienne se développe jusqu'au XVIIIe siècle selon un axe est-ouest, de part et d'autre du Furan : acquisitions du Pré de la Foire (place du Peuple) jusqu'au Treuil de la Montat (actuelle place Fourneyron), développement du faubourg le long de la rue Saint-Jacques (rue des martyrs de Vingré). Jusqu'au XVIIIe siècle, le développement urbain suit principalement le tracé est-ouest (rue de Lyon - rue de Tarentaize), la ville étant enclavée au nord et au sud par des biens appartenant à l'Église (couvent Sainte-Catherine, paroisse de Valbenoite…). C'est seulement après la Révolution française (1789) et la nationalisation des biens du clergé que l'axe de développement urbain pivote, en suivant désormais le cours du Furan, vers le nord et vers le sud.
Au XIXe siècle, le développement économique et industriel (passementerie, armurerie…) va fournir à la bourgeoisie locale l'occasion d'organiser un nouveau plan de ville néoclassique qui se superpose à celui de la ville ancienne et de ses faubourgs.
Le centre-ville est depuis le XIXe siècle organisé suivant le plan en damier mis au point par l'architecte voyer Dalgabio. La fin du XIXe siècle marquera une certaine rupture dans ce plan en damier, puisque des « courbes » apparaissent : cours Fauriel bordé de contre-allées et d'arbres (dans le cadre du courant hygiéniste au XIXe siècle), cours Victor-Hugo, avenue de la Libération…
L'absence d'initiative patronale dans la construction de logement ouvrier va progressivement entraîner une crise du logement dans les années 1910-1920.
Les lendemains de la Seconde Guerre mondiale sont marqués par la construction des premiers grands ensembles (quartier de Beaulieu) et la construction progressive dans les années 1970 des quartiers Sud-Est (La Métare, La Palle, Montchovet) ainsi que la construction de Montreynaud, et des quartiers de logements sociaux de Solaure (sud) et de la Cotonne (sud-ouest).

### Annexions

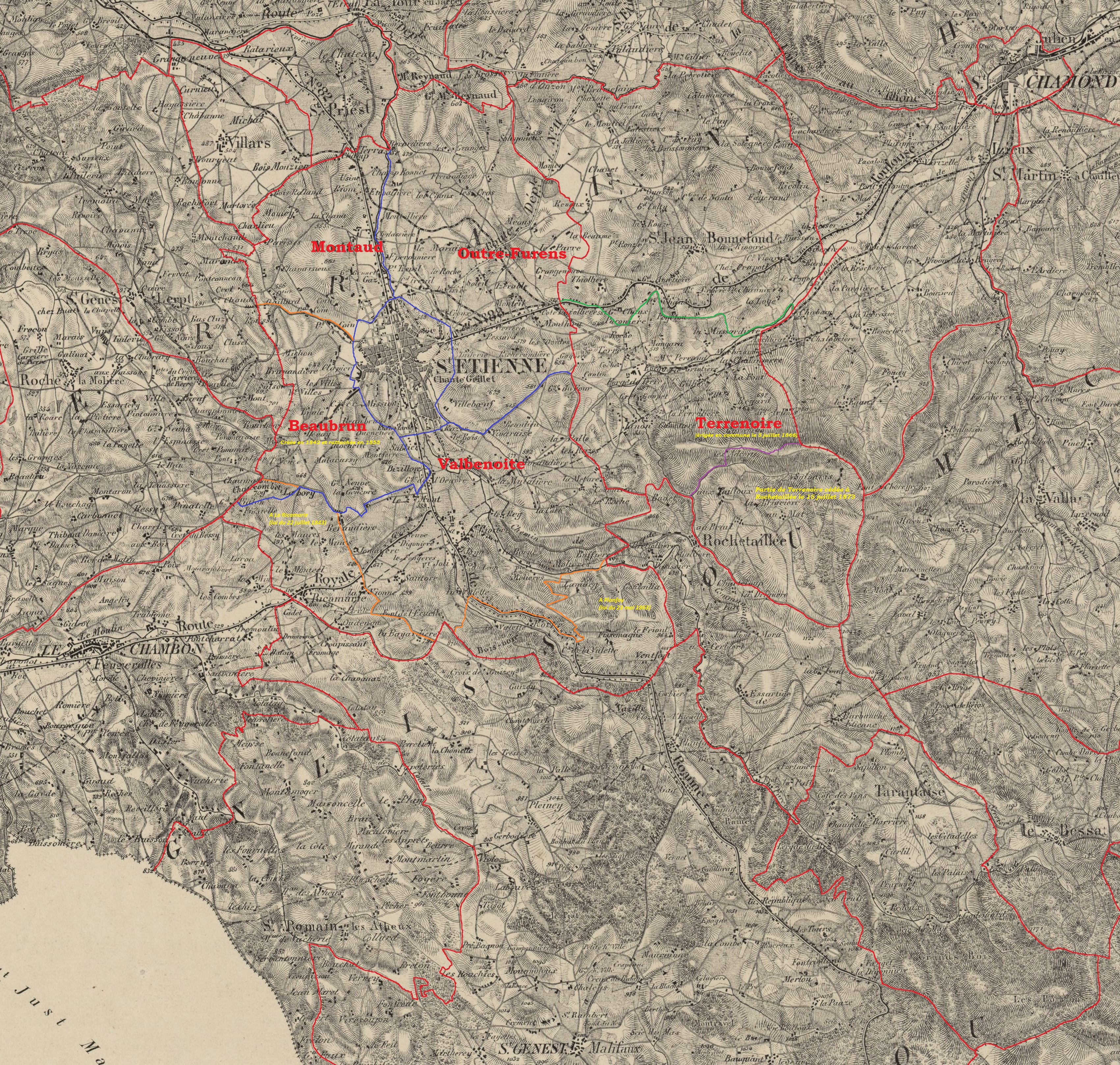
Carte de l'arrondissement de St Étienne de 1840, montrant les modifications de limites communales et les communes ayant intégré le territoire de la commune de St-Etienne depuis 1840

La ville s'est agrandie à plusieurs reprises depuis le début du dix-neuvième siècle, annexant de nombreuses communes.
Avec la loi du 31 mars 1855, sont concernées les communes de :
- Montaud
- Outre-Furan
- Beaubrun
- Valbenoîte

Avec ces nouveaux territoires, la superficie de la ville passe de 256 à 3 986 hectares, pour une population de 94 432 habitants ;
En 1969, c'est la commune de Saint-Victor-sur-Loire qui est à son tour annexée (territoire non contiguë au reste de Saint-Étienne, cas présenté par moins d'une centaine de communes françaises (voir la liste d'enclaves et d'exclaves intérieures de la France);
En 1970, la commune de Terrenoire est annexée, après avoir été commune indépendante depuis 1866 ;
En 1973, finalement, c'est la commune de Rochetaillée (avec le statut de commune associée (757 habitants en 1999).

### Quartiers

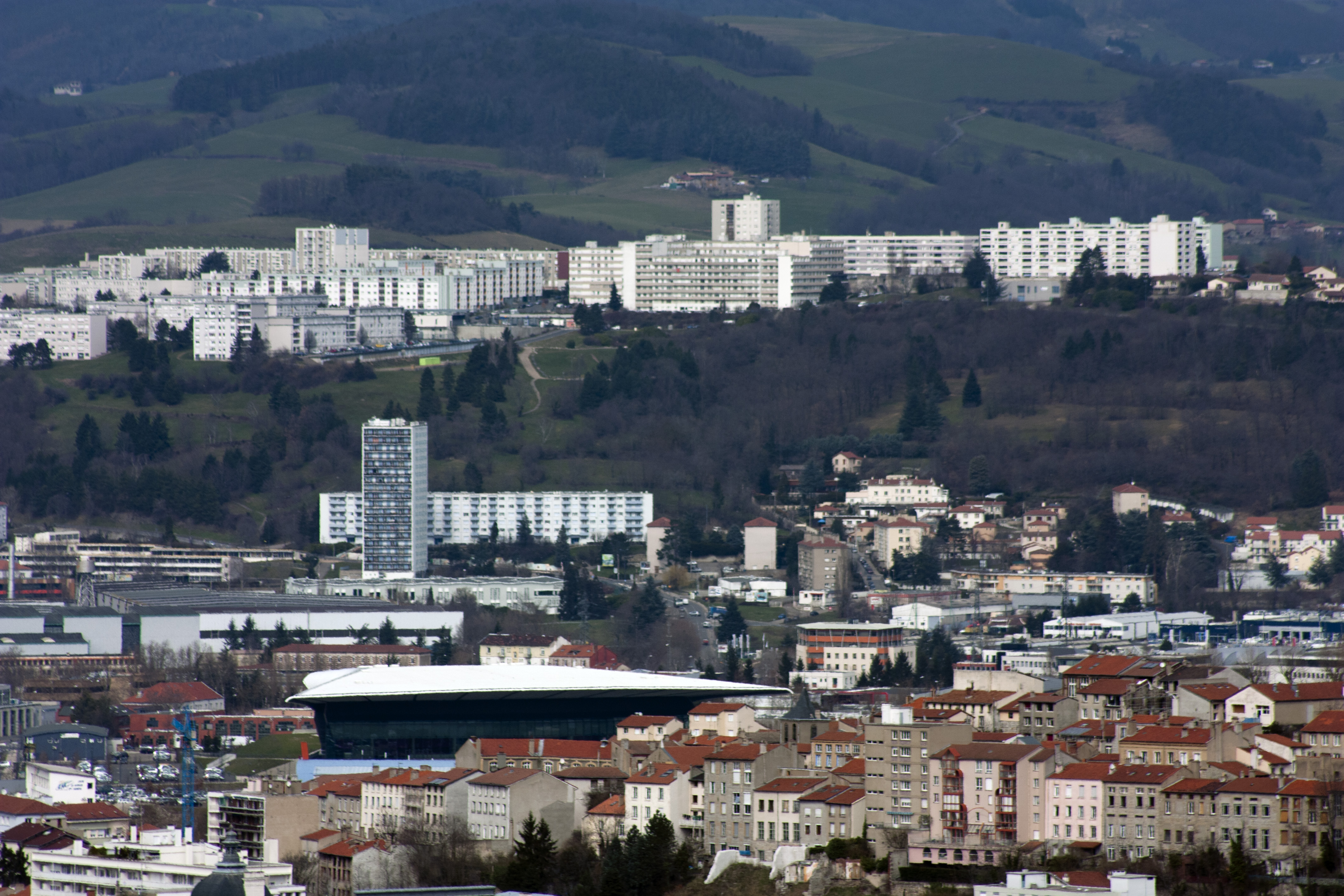
Quartier Montreynaud.

Le territoire de Saint-Étienne se caractérise par une diversité relative de quartiers, reflet de son héritage industriel et des évolutions urbaines qu’elle a connues. Cette variété se manifeste tant dans la configuration des espaces bâtis que dans la répartition sociale des habitants.
Le centre-ville historique, regroupant notamment les quartiers de Saint-Jacques, Chavanelle, Badouillère / Saint-Roch et Jacquard, présente un tissu urbain dense mêlant rues anciennes et axes plus larges. Le parc immobilier y est composé de bâtiments datant du XVIIIe au XXe siècle. Ce cœur urbain est encore majoritairement habité par une population modeste, en partie issue de l’immigration.
Autour de ce centre, les anciens faubourgs ouvriers — tels que le Crêt de Roc, la Colline des Pères, Tarentaize, Beaubrun, Pierre Sémard ou Séverine — se sont principalement développés à la fin du XIXe et au début du XXe siècle, en lien avec l’essor industriel. Ces quartiers mixtes, composés d’habitations collectives et individuelles, conservent une identité populaire affirmée. Si certains connaissent des difficultés sociales qui se sont parfois enracinées au fil du temps, ils font également l’objet de programmes de réhabilitation visant à améliorer les conditions de vie.
En périphérie, les grands ensembles tels que La Métare / Le Portail Rouge, Beaulieu / Montchovet / Marandinière et Montreynaud, construits majoritairement entre les années 1950 et 1970 dans le cadre des politiques nationales de logements sociaux d’après-guerre, regroupent une population importante et sont souvent associés à des enjeux sociaux importants.
À l’inverse, certains secteurs résidentiels, comme le cours Fauriel ou les collines de Villebœuf et de la Vivaraize, se distinguent par une morphologie plus aérée, avec une architecture variée et un environnement plus verdoyant. Ces quartiers accueillent en général des ménages aux revenus supérieurs à la moyenne locale. Toutefois, ces revenus restent souvent inférieurs à ceux des zones les plus aisées de la métropole stéphanoise ou à la moyenne nationale, témoignant d’une mixité sociale réelle mais nuancée.
Ainsi, la morphologie urbaine de Saint-Étienne — articulée autour d’un centre ancien dense, de faubourgs ouvriers, de grands ensembles périphériques et de secteurs résidentiels plus ouverts — structure une organisation socio-spatiale où persiste une forte identité populaire, accompagnée d’une mixité sociale relative et de dynamiques de fragilité qui traduisent les mutations contemporaines de la ville.

### Projets d'aménagements

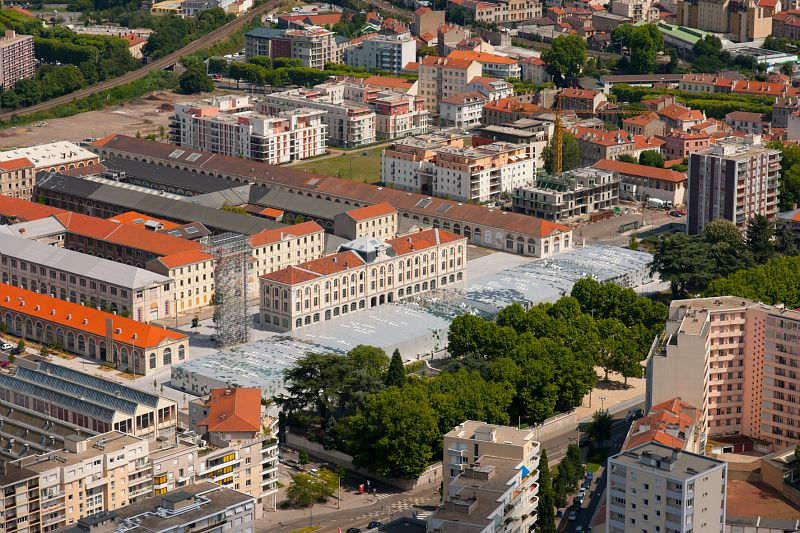
Cité du design au cœur du quartier créatif Manufacture à Saint-Étienne.

L'EPASE (L'Établissement public d’aménagement de Saint-Étienne créé en janvier 2007) et Saint-Étienne Métropole affichent une volonté de mutation du territoire stéphanois à travers plusieurs projets vitrines :
- L'aménagement autour de la Cité du design et des équipements les plus emblématiques de Saint-Étienne (Zénith, le nouveau site de la Comédie, le Fil) du quartier de la Manufacture destiné à la créativité et l'innovation. Organisé sur le modèle d'une ville-parc, à 10 minutes de Châteaucreux et de sa gare TGV, ce site est proposé comme nouveau centre de l'agglomération stéphanoise destiné aux activités économiques et culturelles.
- Autour du pôle d'échanges multimodal de Châteaucreux, aménagement d'un quartier d'affaires destiné aux activités tertiaires. Siège mondial du groupe Casino, ce quartier est le deuxième pôle tertiaire de l'aire métropolitaine. Un programme hôtelier va venir compléter l'offre d'ici 2016.
- Sur le secteur du Pont-de-l'Âne - Monthieu, principale entrée de Saint-Étienne depuis Lyon par A47, dans un quartier qui jouit d'une situation géographique privilégiée, développement de la zone commerciale, de l'habitat et renforcement de l'activité économique.
- Cœur de ville, projet d'amélioration du cadre de vie de ses habitants et constitution en centre-ville le premier pôle commercial à ciel ouvert de l'agglomération.
- Réaménagement et mise en valeur du site du puits Couriot[28].
- Ainsi que nombre d'autres projets d'envergure moins importante (construction de logements, démolition d'immeubles anciens jugés « insalubres », projets économiques, embellissement de places et rues, « mise en valeur » du patrimoine…).

Pour la conduite de l'ensemble de ces projets, la ville est intégrée au Pôle Métropolitain constitué des agglomérations de Lyon, Saint-Étienne, Porte de l'Isère et ViennAgglo.
- Construction d'un hôpital gérontologique sur le site de l'hôpital Bellevue et agrandissement du service de médecine physique et de réadaptation (MPR) sur le même site.
- Reconversion du quartier du Pont-de-l'Âne - Monthieu en y construisant Steel, un grand centre commercial occupant 79 000 mètres carrés, ouvert en septembre 2020 (60 enseignes et 2 000 places de parking).
- Construction d'une nouvelle ligne de tram inaugurée en novembre 2019 qui dessert le Zénith, la Comédie de Saint-Etienne, le Technopôle et le quartier du soleil.

### Codification postale

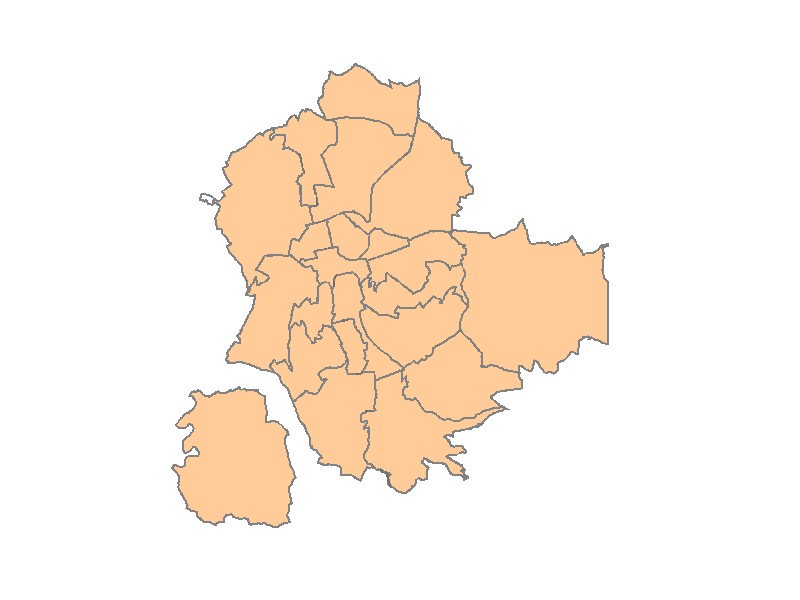
Plan des quartiers de Saint-Étienne.

Compte tenu de l’étendue de la ville, il y a trois codes postaux :
- Saint-Étienne Nord (nord-ouest / nord-est + centre-ville) : 42000 ;
- Saint-Étienne Sud (+ Rochetaillée) : 42100 ;
- Saint-Victor-sur-Loire est rattaché au bureau distributeur de Roche-la-Molière dont le code postal est 42230.

## Mobilité
Comme la plupart des grandes villes de France, Saint-Étienne connaît des problèmes de circulation. Les grands axes de circulation intra-muros sont souvent considérés comme insuffisants. L'autoroute A72 sert de périphérique nord et est, la route nationale 88 de périphérique sud et la D201 de périphérique Ouest. Toutefois, des actions ont été entreprises pour remédier à ce trafic : création d'une deuxième ligne de tramway en 2006 et d'une troisième en 2019 (pour réduire la place de l'automobile en centre-ville et améliorer globalement la qualité de vie des habitants), création d'un boulevard urbain entourant le centre, réouverture d'axes traversant le centre-ville.

### Voies routières
- A47 : vers Saint-Chamond, Lyon, Vienne, Marseille via l'A7, Aéroport Lyon Saint Exupéry via (A46, A43)
- A72 : vers Roanne, Montbrison et Thiers, Clermont-Ferrand via l'A89, Paris via Roanne (N 7)
- N 88 : vers Toulouse via Yssingeaux, Le Puy-en-Velay, Mende et Albi.
- N 82 : vers Bourg-Argental en passant par le col de la République

L'A47, gratuite, est une des autoroutes interurbaines les plus fréquentées de France, et la saturation est très proche. Pour résoudre ce problème, le conseil général de la Loire et la Chambre de commerce et d'industrie de Saint-Étienne / Montbrison et Saint-Étienne Métropole préconisent une deuxième autoroute, l'A45, à péage, qui serait plus sécurisée et adaptée au trafic. Les opposants préconisent la mise en place du ferroutage pour le transport de marchandises entre Saint-Étienne et Lyon ainsi que l'amélioration de la liaison ferroviaire existante pour le trafic voyageurs, et l'élargissement à 2 × 3 voies de l'A47 sur tout son parcours. Finalement le projet de l'A45 est abandonné en octobre 2018.

### Vélos en libre service et auto-partage

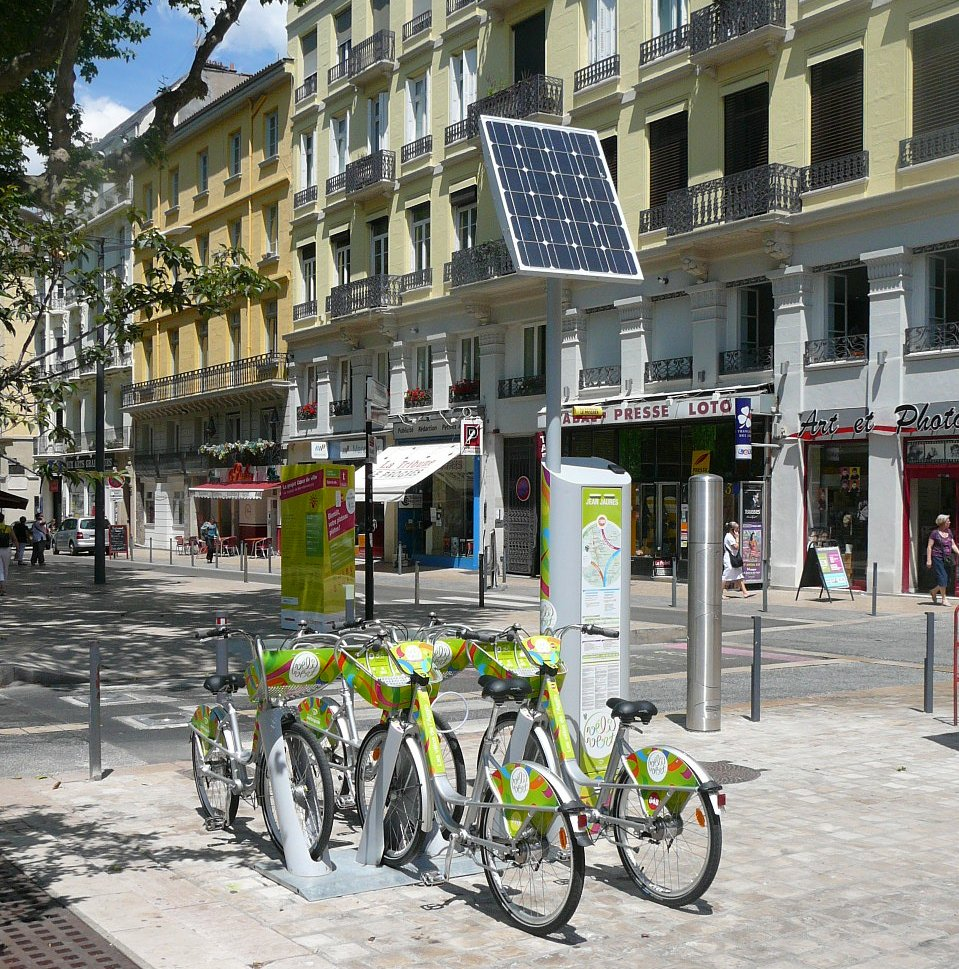
Station Vélivert située place Jean-Jaurès.

Un service de vélos en libre service, nommé Vélivert et comprenant 1050 vélos à assistance électriques répartis dans l'agglomération, a été mis en place en juin 2010, renouvelé en juin 2023 par la société Smoove. De plus, Saint-Étienne bénéficie du service coopératif Citiz Alpes-Loire qui propose actuellement[Quand ?] dix-neuf véhicules en auto-partage dans tout le centre-ville.

### Transport ferroviaire
- Saint-Étienne - Châteaucreux : quatre TGV directs/jour en direction de Paris (moins de 3 h), liaisons directes TER avec Montbrison, Le Puy et Roanne, ainsi que près de 60 allers-retours quotidiens en direction de Lyon (40 à 46 minutes).
- Saint-Étienne - Carnot.
- Saint-Étienne - Bellevue.
- Saint-Étienne - Le Clapier.
- Saint-Étienne - La Terrasse.

La ligne TER Saint Étienne-Lyon est la ligne de chemin de fer la plus fréquentée de France après les lignes d'Île-de-France.

### Transports en commun

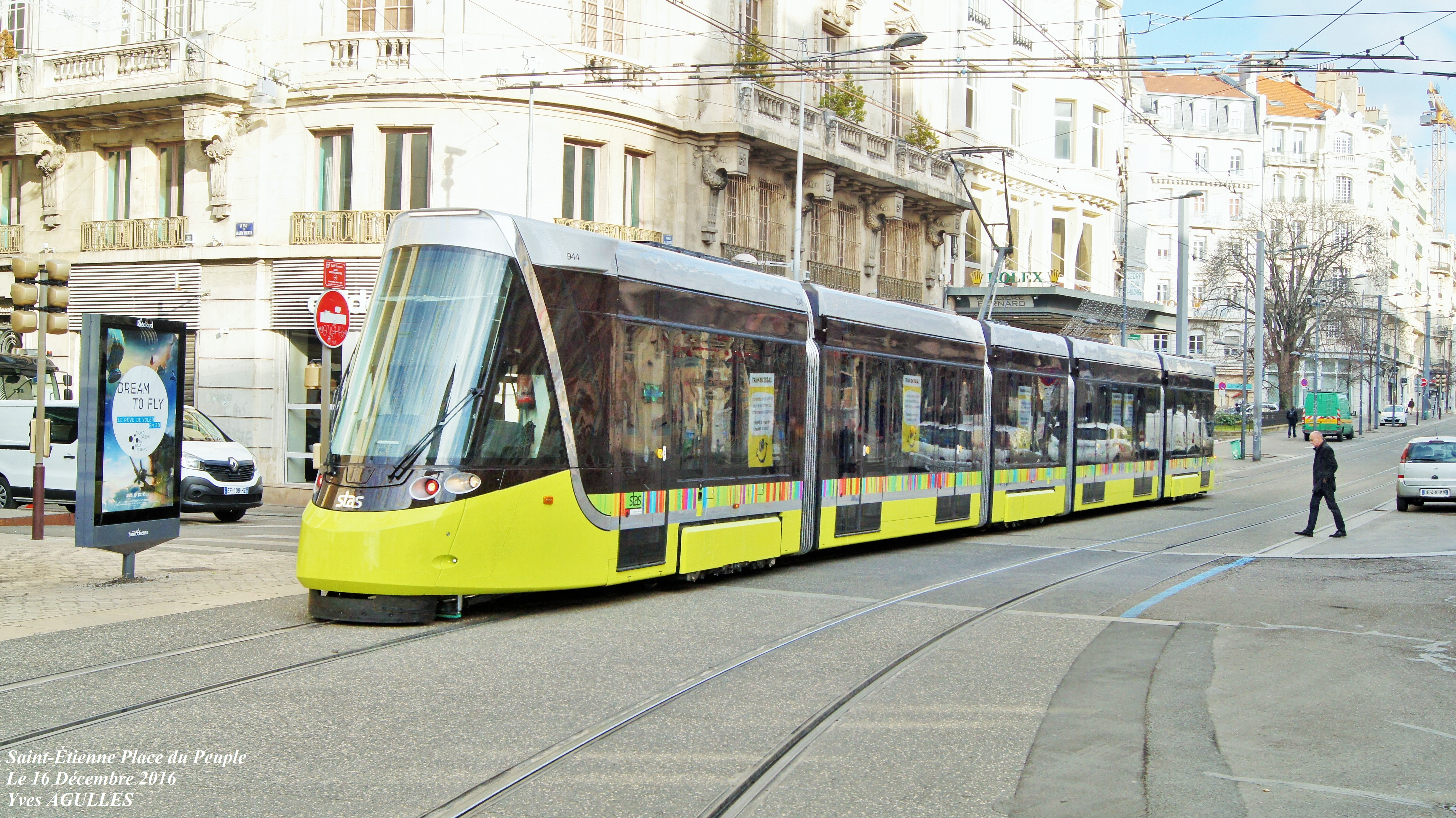
Rame du tramway de Saint-Étienne, Place du peuple.

Saint-Étienne est l'une des rares villes de France à avoir conservé son tramway en permanence depuis ses origines. Celui-ci a en effet fonctionné sans interruption depuis sa création, en 1881. Il a bénéficié d'extensions en 2006 et en 2019, reliant le centre-ville à la gare ferroviaire de Châteaucreux mais aussi aux secteurs Soleil et Technopole ainsi qu'une desserte plus approfondie du Zénith et du stade Geoffroy Guichard.
La STAS gère et exploite le réseau de transports urbains de Saint-Étienne et son agglomération. Elle est chargée d'assurer le service de transport dans 45 communes de l'agglomération stéphanoise.
Le réseau est composé de trois lignes de tramway (16,3 km de lignes), plus de 69 lignes régulières (cinq de soirée et deux de nuit) dont 98 % des véhicules roulent à l'énergie propre (trolleybus électrique, bus au gazole blanc).
La carte OùRA! permet non seulement de voyager sur tout le réseau STAS, en chargeant ses titres de transports, mais aussi de combiner ses déplacements avec d'autres modes de transport comme les TER Rhône-Alpes, les réseaux de transport en commun de Valence, Grenoble ou Lyon, ou encore de louer un vélo en libre service.
Depuis 2013, l'abonnement mensuel « T-libr » a été mis en place avec cinq réseaux de transports possibles et des trajets illimités sur les réseaux de son choix dans l'aire métropolitaine lyonnaise : TCL (SYTRAL Mobilités), TER Auvergne-Rhône-Alpes (Région Auvergne-Rhône-Alpes), STAS (Saint-Étienne Métropole), L'va (Vienne Condrieu Agglomération), Ruban (Communauté d'agglomération Porte de l'Isère).

### Transports aériens
- L'aéroport de Saint-Étienne-Loire offre des liaisons charters ou des vols privés. Les vols réguliers y ont repris depuis peu[32].
- L’aérodrome de Saint-Galmier situé dans la métropole stéphanoise.
- L'aéroport de Lyon-Saint-Exupéry se trouve à une heure de Saint-Étienne en voiture.
- L’aéroport de Clermont-Ferrand-Auvergne se trouve à une heure et demie de Saint-Étienne en voiture.

## Toponymie
Saint-Étienne est un hagiotoponyme issu de la dédicace d'une « chapelle haute » dont la localisation est aujourd'hui inconnue (ancienne chapelle Sainte-Barbe ?).
Les premières mentions donnent Sanctus Stephanus de Furano (Saint-Étienne de Furan) vers l'an mil et Willelmus de Furano (Guillaume de Furan) en 1125.
Ainsi, il est probable que la rivière Furan ait servi initialement à dénommer la localité, avant d'être adjoint au nom du patron de la chapelle haute, le protomartyr Étienne.
La ville est nommée Saint-Étienne-en-Forez sur la carte de Cassini établie entre 1762 et 1765.
La ville étant connue pour ses fabriques d'armes, elle fut momentanément renommée Armeville ou Commune d'Armes pendant la Révolution française.
Saint-Étienne est dénommée en francoprovençal Sant-Etiève ou Sant-Tsiève, en occitan Sant Estève.
L'appellation Saint-Étienne-sur-Loire, donnée à la ville par un arrêté préfectoral lors de la fusion des communes de Saint-Étienne et de Saint-Victor-sur-Loire en 1969, n'a jamais été utilisée et n'a jamais été prise en compte par l'État.

## Histoire

### Préhistoire et Antiquité
Peu de traces d'occupation précoce sur la vallée du Furan ont été mises au jour. Sur le site de la Font-Ria (Saint-Genest-Malifaux) ont été signalés des débris lithiques (nuclei, lamelles, grattoirs, racloirs, déchets de fabrication d'outillage en silex) dont la datation est incertaine. Ont été recueillis des tessons de poteries grises peu épaisses qui pourraient appartenir à la Tène finale. Le même site a livré également quelques fragments de céramique rouge/orange, un fragment de col d'amphore, un tesson de rebord de vase, micacé à l'intérieur.
En revanche, trois routes anciennes sur la ligne de partage des eaux ont été identifiées et ont été l'objet de découvertes archéologiques modestes :

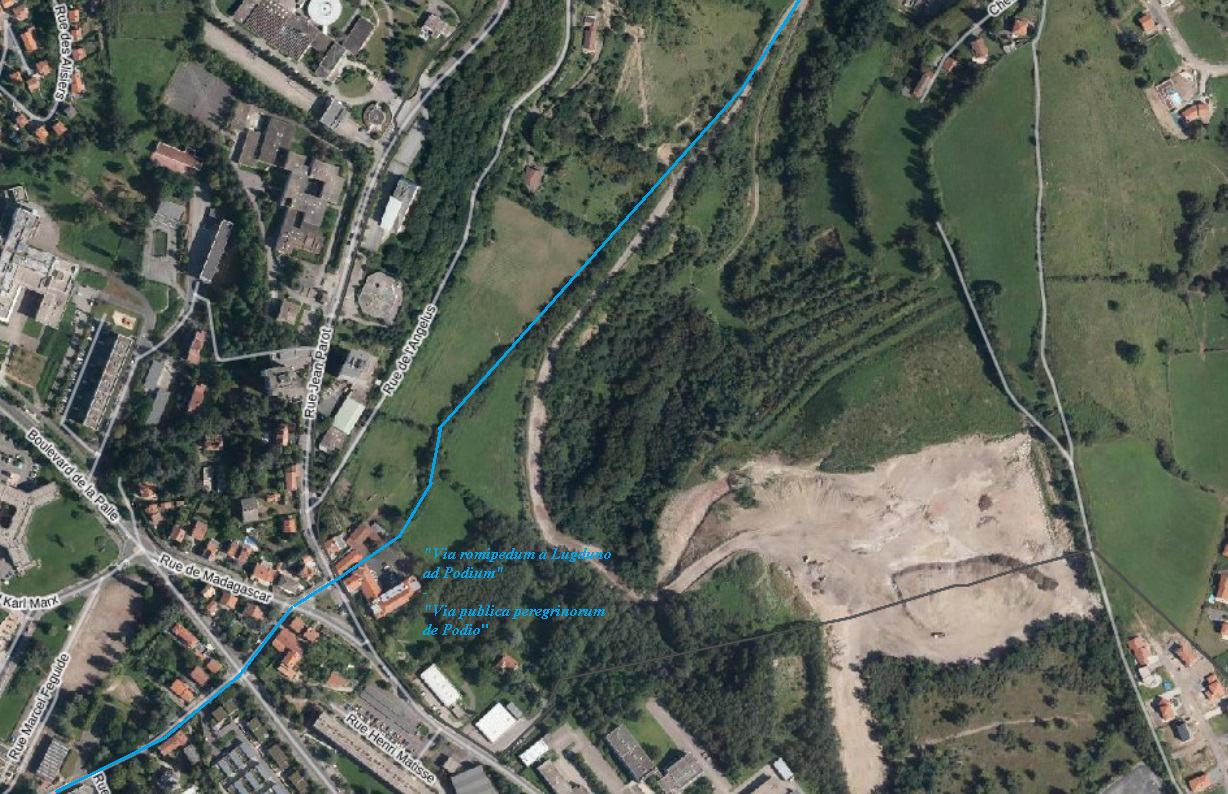
Géolocalisation de l'ancienne voie des pèlerins du Puy, Saint-Étienne.

- une transaction de 1243[38],[39],[40] fait mention d'une voie importante passant au sud de la ville, la via romipedum a Lugduno ad Podium (voie des pèlerins de Lyon au Puy), toujours visible aujourd'hui de part et d'autre de la ligne de partage des eaux[Note 5] correspondant peut-être à une voie plus ancienne. À proximité des vestiges de la briqueterie romaine du Janon, elle longeait au sud le lieu-dit Brutéon[41] et se situerait potentiellement dans le prolongement des bornes (milliaires ?) signalées au lieu-dit l'Etrat-sous-Gillière et Pavillon-Blanc (Terrenoire)[42]. Sur ce même axe plus à l'ouest, à la Mulatière (au niveau de l'actuelle rue de Dunkerque), a été découverte, vers 1885, une pièce d'argent à l'effigie de Vesta, denier consulaire de P. Sulpitius Galba, édile curule de Rome en 69 av. J.-C.[43],[36] ;
- une ancienne voie pavée a été mise au jour rue de Fontainebleau (actuelle rue Étienne-Mimard) lors de travaux de nivellement réalisés en août 1895[44] et un as de Néron avait été découvert au même endroit en 1883[45],[36]. Empruntant un pont sur le Furan, cette ancienne voie (désignée dans les sources de la fin du Moyen Âge comme un ancien itinéraire public) traversait alors l'ancienne ville[46]. Le toponyme Violette (actuel square Violette) est un dérivé classique de Via Lata (voie large) ;

| - Ancienne route de Vienne à l'Auvergne (1767-1773), Saint-Étienne. |

- une autre voie ancienne reliant Vienne à l'Auvergne passait à moins d'un kilomètre au nord de l'enceinte de Saint-Étienne, dans le prolongement de l'actuelle rue des Frères-Chappes, où fut découvert un bronze moyen de Trajan[47],[36], son tracé passant au milieu de l'actuelle place Jean-Jaurès, en direction du secteur Quartier Gaillard/Maisons Rouges/Marandon et de Saint-Victor-sur-Loire. Utilisée jusqu'à la mise en place du plan en damier Dalgabio, elle est visible sur le plan de la ville de 1763-1773.

Le secteur étant constitué d'une série de cols et de seuils sur la ligne de partage des eaux, la route entre Rhône et Loire mentionnée par Strabon passait probablement à proximité de l'emplacement de l'actuelle ville de Saint-Étienne : cette route de 800 stades entre Rhône et Loire empruntait la vallée du Gier puis vraisemblablement celles du Langonand ou du Furan. Long d'environ 140 km de Vienne à Roanne (point où la Loire devenait navigable), ce chemin vers le nord évitait ainsi la navigation à contre-courant sur le Rhône puis la Saône.
Le bois Monzil, à Villars, a été l'objet de découvertes modestes en novembre 1831.
Dans le territoire de la paroisse de Saint-Étienne, plusieurs lieux-dits Mathouret/Martorey ont été identifiés et pourraient potentiellement correspondre à l'emplacement de cimetières paléochrétiens :
- sur l'ancienne route de Saint-Chamond entre Monteux et le Monteil[52] ;
- entre le Mont et la Grange-de-l'Œuvre (actuelle place du Bicentenaire) à l'emplacement de la gare de Bellevue[53] ;
- entre la place Polignais et l'actuelle gare du Clapier[54] ;
- près de Chavassieu[55].

Les lieux-dits petit Charlieu et grand Charlieu (secteur du Golf) indiquent la présence de terres du fisc carolingien (carolus locus).

### Moyen Âge
Les archives de la ville de Saint-Étienne ayant été détruites au moins à trois reprises (1359, 1569 et 1793), le fonds documentaire permettant de retracer l'histoire de la ville à la période médiévale est très réduit.

#### Premières mentions de Saint-Étienne-de-Furan
La mention à la cure de Saint-Étienne de Furan au sein du vaste archiprêtré de Jarez, telle que reprise postérieurement dans les pancartes et pouillés,, atteste d'une fondation antérieure au début du XIe siècle. La dédicace au protomartyr Étienne de l'église permettrait théoriquement de faire remonter la fondation à la deuxième moitié du Ve siècle ; le vocable « Saint-Étienne » étant généralement associé aux anciens vici mérovingiens ou chefs-lieux de comté carolingiens.
Deux mentions tardives à une ancienne chapelle supérieure dédiée à Saint-Étienne et à un chapelain semblent indiquer l'existence d'une chapelle antérieure à l'actuelle église paroissiale et à laquelle elle aurait transmis la dédicace. La localisation de cette première chapelle (castrale ?) est aujourd'hui incertaine.
Une première mention à Guillaume de Furan (Willelmus de Furano) apparaît dans un acte de rétrocession concernant l'église Saint-Victor de Saint-Victor-sur-Loire en 1125,. Associée à une seconde, un siècle plus tard, dans la notice sur Renaud de Forez, elles indiqueraient potentiellement la présence du bourg sur le cours de la rivière éponyme.
La ville médiévale abritait un hôpital dont on ignore la date de fondation.
Une mention à la ville de Saint-Étienne-de-Furan et au manse de la Varenne apparaît dans l'obituaire de l'Église de Lyon.

#### XIIesiècle:Saint-Étienne-de-Furanaux confins duroyaume de Franceet de l'Empire.

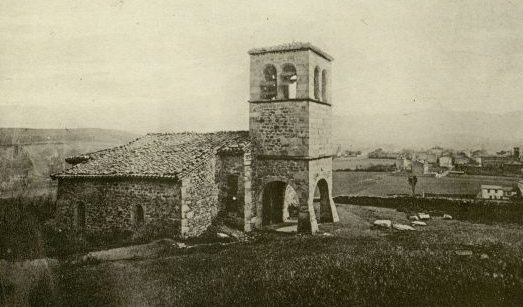
L'ancienne église de Saint-Priest-en-Jarez, vers 1902.

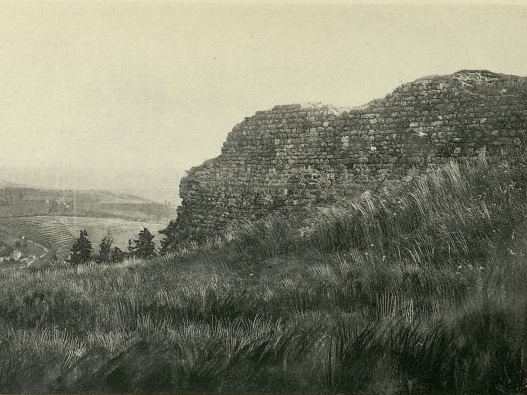
Les ruines du château de Saint-Priest-en-Jarez, vers 1902.

C'est dans le contexte troublé de guerre entre le comte de Forez et l'archevêque de Lyon que la région stéphanoise apparaît dans les sources historiques.

#### 1157-1167: la guerre en Lyonnais
Dès 1156, l'affirmation de l'autorité impériale sur l'ancien royaume rodolphien associée au conflit opposant Frédéric Barberousse au pape Alexandre III (réfugié en France en 1163) exacerbent les tensions entre les grandes familles de la région autour de la question des droits ancestraux sur la ville de Lyon.
Aux marges du royaume de France et du Saint-Empire, le conflit oppose alors le comte Guigues II de Forez (issu de la maison d'Albon, élevé à la cour du roi de France, allié de Louis VII et partisan d'Alexandre III) et l'archevêque de Lyon Héracle de Montboissier (issu d'une puissante famille auvergnate, vassal de Frédéric Barberousse, investi par lui du titre d'exarque de Bourgogne par la bulle de 1157 et des droits régaliens sur Lyon (au détriment du comte et du chapitre de Saint-Jean,).
Le château de Saint-Priest-en-Jarez (au mandement duquel Saint-Étienne resta rattachée jusqu'à la fin de l'Ancien Régime) est cité pour la première fois en 1167 parmi l'ensemble des places fortes sur lesquelles Guy II de Forez, en proie aux attaques conjuguées du comte Géraud de Mâcon et des schismatiques lyonnais voués à l'Empire teutonique, obtint de Louis VII les droits régaliens.
Le comte est rétabli dans ses droits sur Lyon par la transaction de 1167 conclue avec Pierre II de Tarentaise. Mais l'intrication des droits publics et privés de la famille comtale contraint Guigues II à vendre ses possessions lyonnaises à l'Église, assurant probablement à son fils cadet Renaud l'accession à la dignité épiscopale.

#### 1173: aux lendemains de laPermutatio
Entérinant le partage des possessions de l'Église et du comte, l'acte indique que l'archevêque de Lyon restituait au comte le serment de fidélité du seigneur de Saint-Priest Gaudemar de Jarez,. L'accord définissait également qu'entre Saint-Chamond, La Tour-en-Jarez et Saint-Priest-en-Jarez, ils ne pouvaient plus désormais faire stationner des troupes.

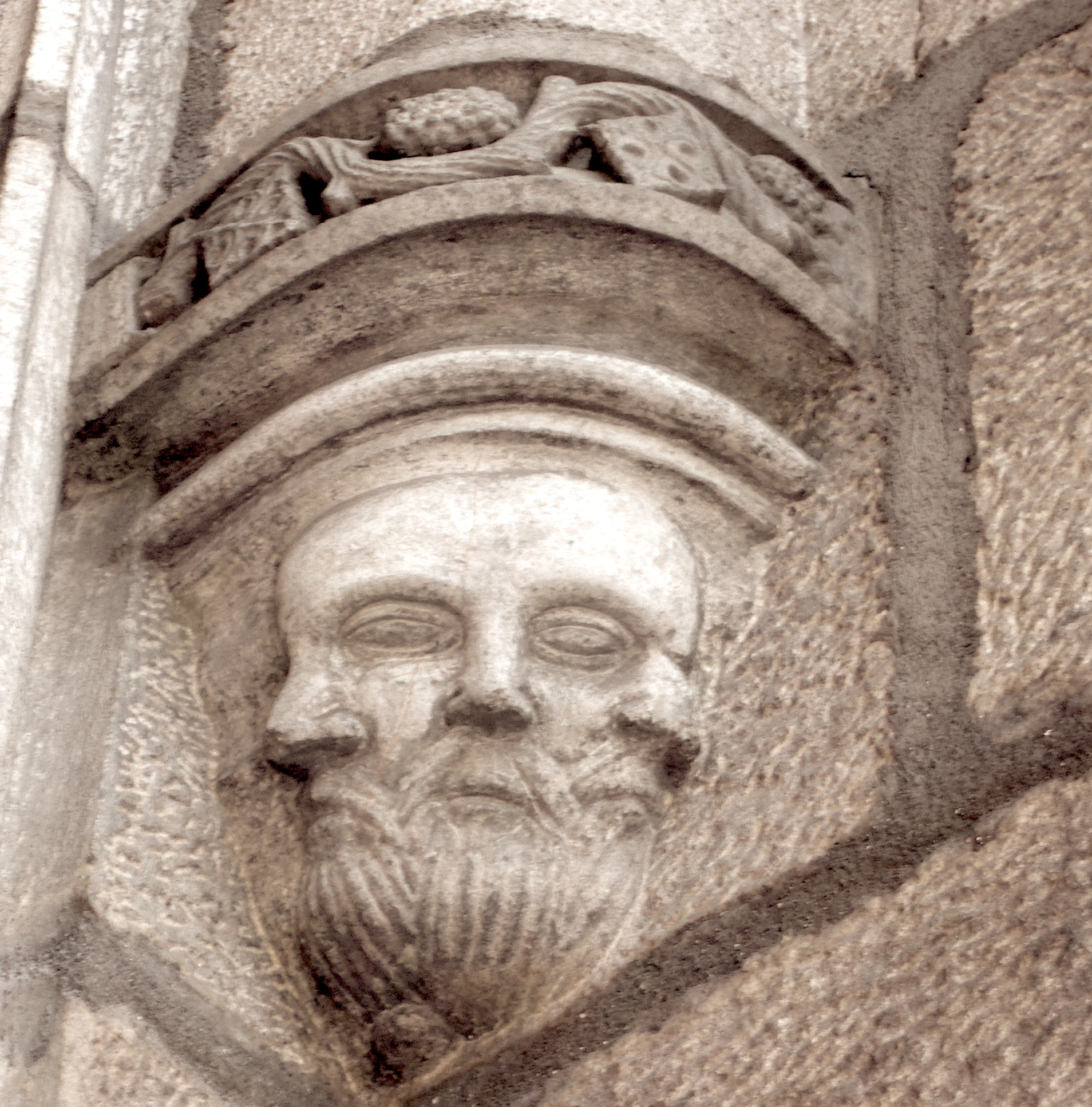
Modillon tricéphale de la Grande Église.

Deux mentions directes à Saint-Étienne-de-Furan apparaissent une dizaine d'années plus tard dans les actes relatifs à la fondation de l'abbaye de Valbenoîte :
- Une copie partielle de la bulle pontificale de Lucius III relative à la fondation de l'abbaye (juin-septembre 1184) indiquerait que Brian de Lavieu, qui fut partie prenante dans la guerre contre le comte[82] et qui est donné pour être son neveu, aurait fait don à l'abbaye de ses possessions au Verney dans le territoire de Saint-Étienne"[83];
- En 1195, en présence de Guy II de Forez et de son fils Renaud archevêque de Lyon, la femme de Brian de Lavieu, Villelma de Roussillon[84] aurait donné à Valbenoîte ses terrains du champ de L'Orme[85] situés dans la paroisse de Saint-Étienne de Furan[86],[87],[88].

Vers 1180, la région stéphanoise aux confins du royaume de France et de l'Empire.

Le patronage de l'église de Saint-Étienne-de-Furan fut contesté à l'Église de Lyon par Guichard Durgel, seigneur de Saint-Priest, en 1270. Une commission fut nommée en 1278 et après enquête le doyen de Montbrison confirma que Saint-Étienne-de-Furan était placée sous le patronage du seigneur de Saint-Priest-en-Jarez depuis sa fondation,,,, attestant pour E. Fournial d'une organisation antérieure à la réforme grégorienne.
Au lendemain de la scission Forez-Lyonnais de 1173, la paroisse est une enclave placée sous la protection du seigneur de Saint-Priest (vassal du roi de France par son serment de fidélité au comte de Forez) au milieu d'un ensemble de paroisses cédées par le comte ou laissées à la liberté de l'Église de Lyon dans la permutation de 1173, et ce jusqu'en 1278.
Entre 1173 et 1278, Saint-Étienne marqua donc pendant un siècle la limite entre les territoires contrôlé par le comte sous la souveraineté du roi de France et les possessions de la seigneurie épiscopale lyonnaise, dépendance lointaine du Saint-Empire jusqu'en 1312.
On ignore aujourd'hui quelle forme pouvait prendre à cette date le bourg situé sur les rives du Furan. L'organisation de paroisse de Saint-Étienne-de-Furan au XIIIe siècle met en lumière un territoire étonnement vaste, s'étendant sur l'ensemble du mandement des sources du Furan à Saint-Priest-en-Jarez et comprenant alors les principaux cols et seuils sur les routes publiques reliant Rhône et Loire.

#### Organisation politique auxXIIIe–XIVesiècles: leconsulat

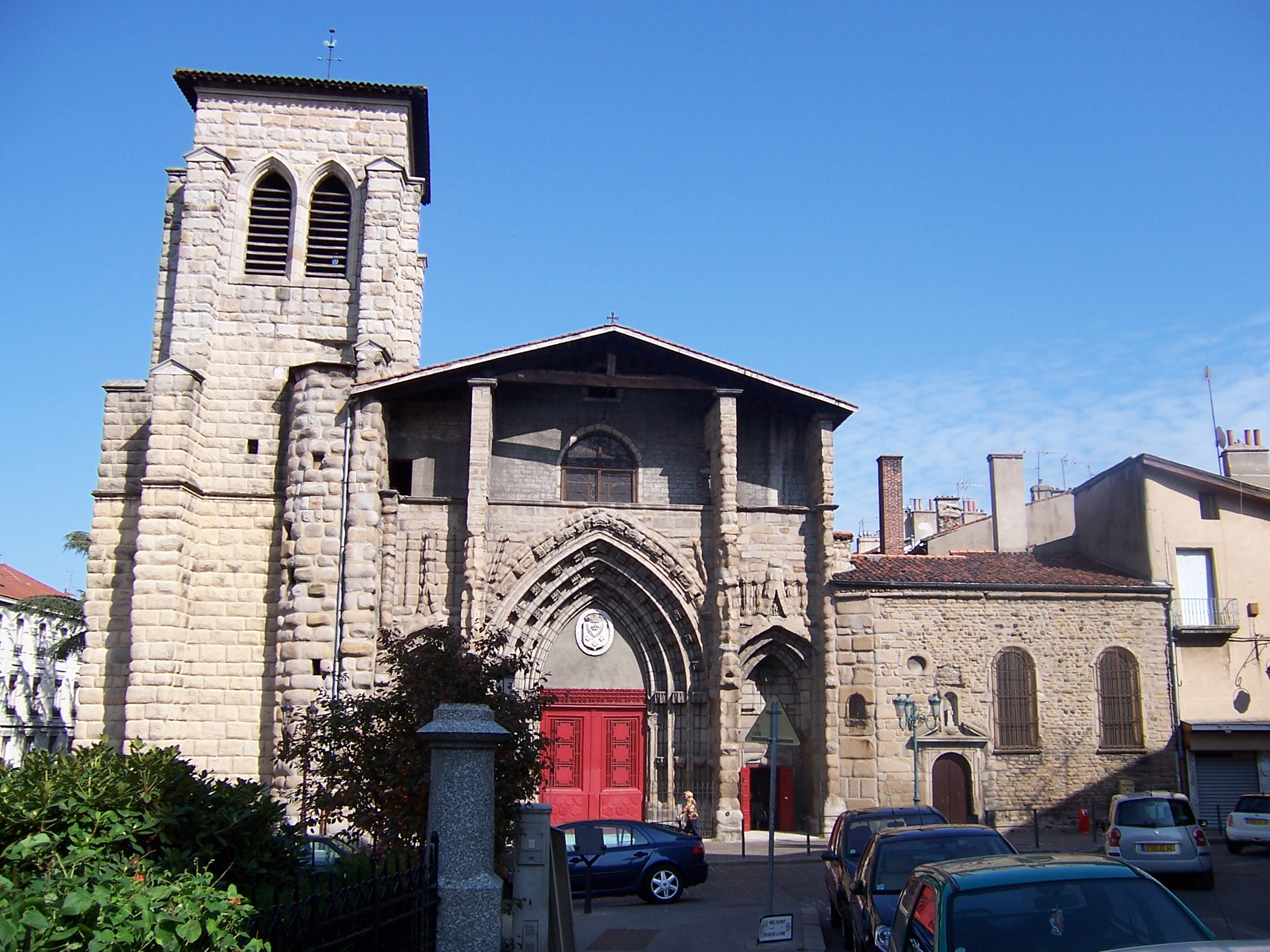
L'église Saint-Étienne (dite Grande Église).

Les habitants de Saint-Étienne-de-Furan, comme tous ceux de l'ensemble du Forez à la même période, semblent avoir bénéficié de la pleine possession de leurs terres et ne pas avoir été contraints à un quelconque servage par l'autorité civile seigneuriale. Le seigneur de Saint-Priest est alors investi dans les sources des seuls droits de haute-justice et d'administration des routes du mandement. De même, le comte de Forez ne semble pas être intervenu d'une quelconque manière dans les affaires de la petite cité.
Saint-Étienne-de-Furan apparaît alors comme une ville de consulat : une petite république de droit romain antique régie par une assemblée délibérante. La communauté formée par les habitants du bourg de Saint-Étienne-de-Furan nommaient des consuls, gérant alors la petite cité avec une apparente autonomie.
Les habitants de la vaste paroisse, probablement constituée aux XIIe – XIIIe siècles et qui s'étendait tout au long du cours du Furan, élisaient également des syndics. L'ensemble du mandement de Saint-Priest a vraisemblablement bénéficié de franchises municipales dont les titres furent apparemment perdus lors du pillage de la ville.
En 1310, le seigneur de Saint-Priest fit donation de 100 sols viennois pour la construction de l’église de Saint-Étienne de Furan. On ignore toujours si cette église a été effectivement reconstruite à l'emplacement d'une l'église initiale et, si ce ne fut pas le cas, quelle était l'emplacement de l'ancienne église ou de la chapelle haute dédiée à saint Étienne, mentionnée en 1287 et vers 1360.

#### XIVesiècle: les ravages de laguerre de Cent Ans.

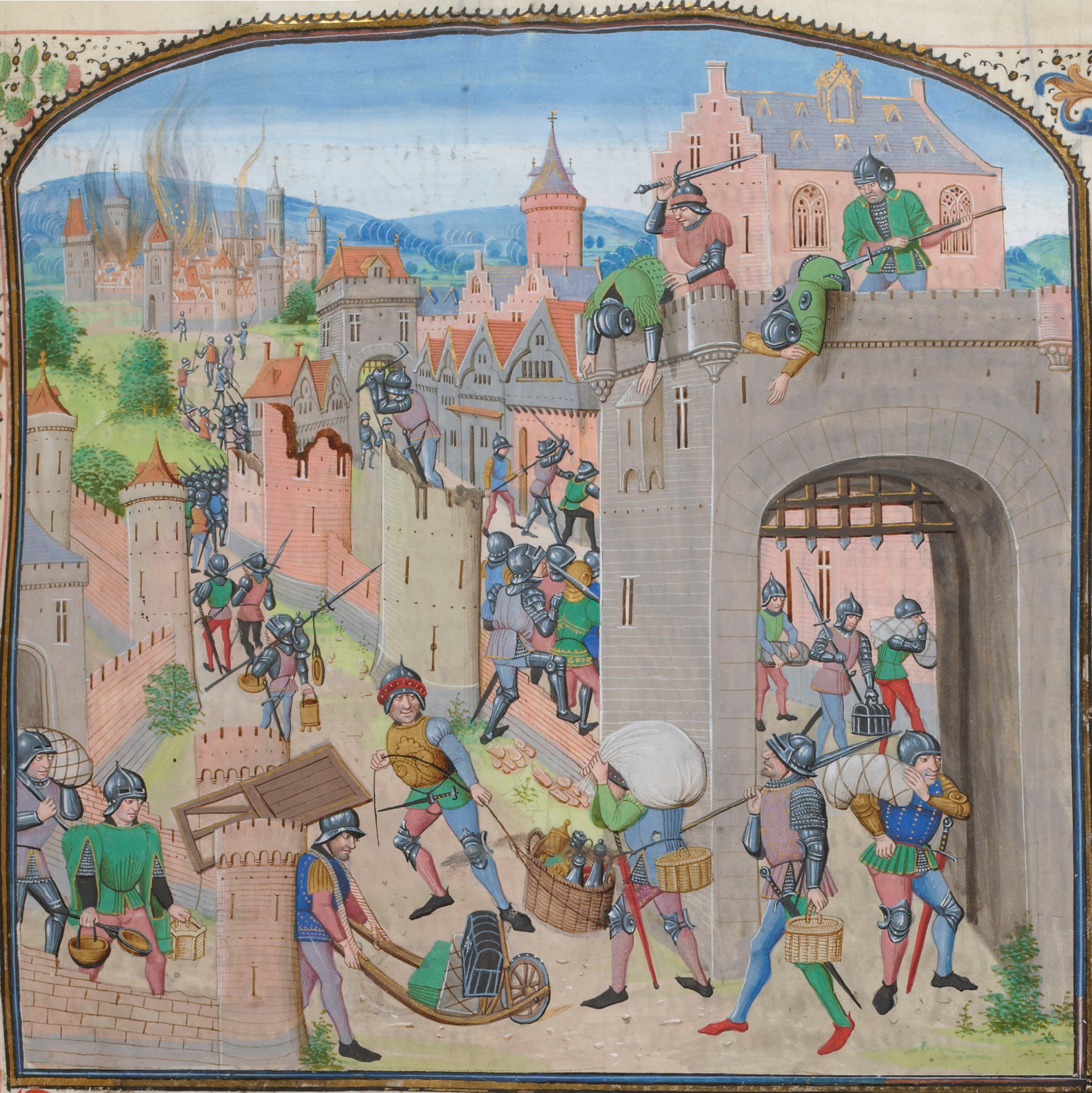
La bataille de Brignais.

La région stéphanoise fut durement éprouvée par la guerre de Cent Ans. Située sur une étroite zone de contact entre le comté de Toulouse et le duché de Bourgogne, elle vit le passage au moins à deux reprises des compagnies de mercenaires.
Le pillage de la ville est attribué rétrospectivement aux Tard-Venus, qui traversèrent le pays en 1359 (pillage de l’abbaye de Valbenoîte et de Montbrison), en 1361 (prise de Montbrison puis de Rive-de-Gier) et encore en 1362 (à la suite de la bataille de Brignais). Conformément aux dispositions de la permutation de 1173, Saint-Étienne ne possédait pas alors de fortifications : la ville eut à subir les exactions, voire l'occupation permanente, des troupes de mercenaires.
Les sources postérieures indiquent que c'est lors de ces événements que les archives ainsi que les anciens titres de la ville furent détruites.

#### XVesiècle: affirmation de l'autonomie communale et essor urbain

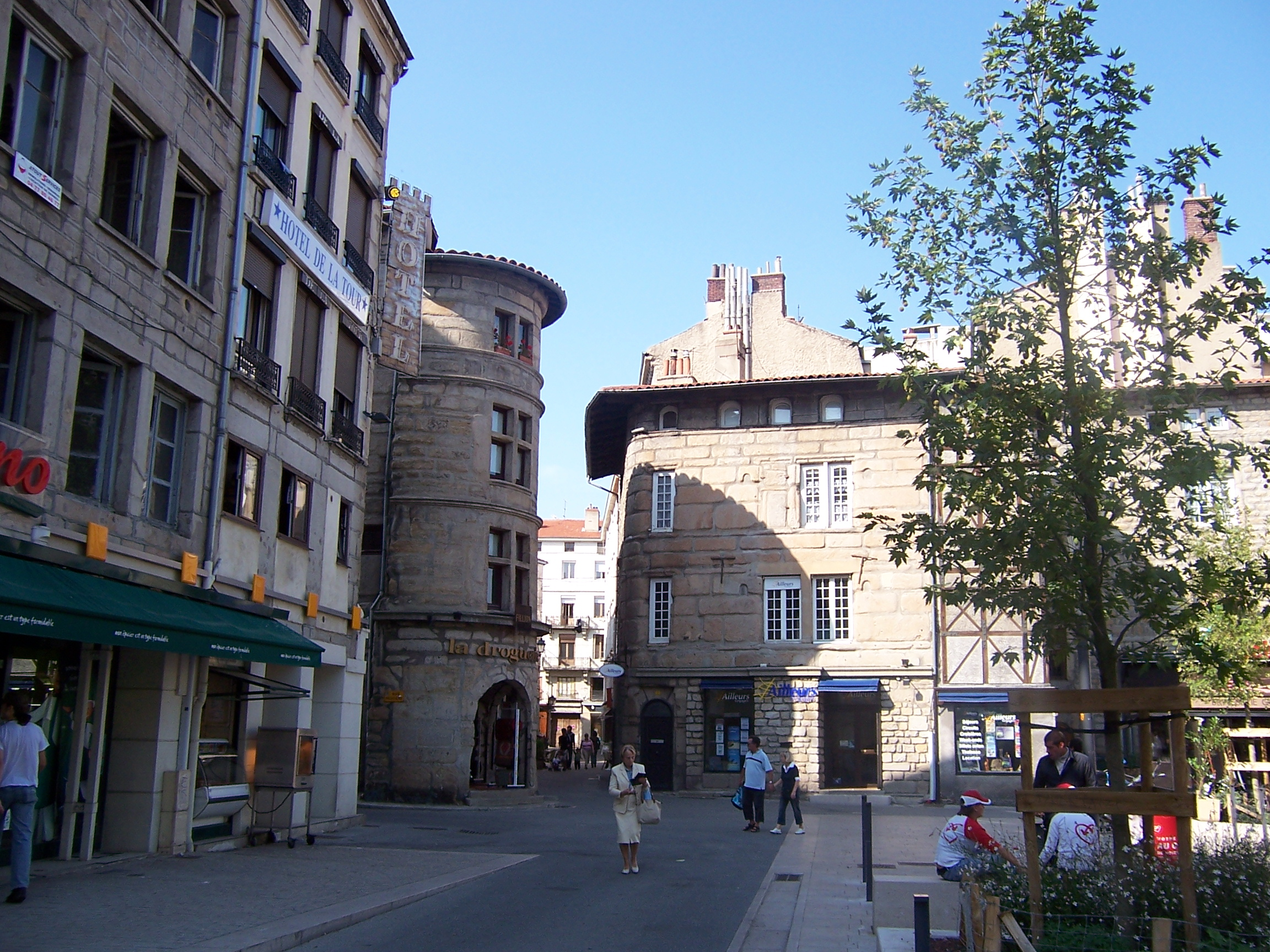
Emplacement de l'ancienne porte de Furan sur le pré de la Foire, actuelle place du Peuple.

Le 28 décembre 1410, les consuls firent l'acquisition, pour la ville, du Pré de la foire sur la rive droite du Furan (actuelle place du Peuple). Elle faisait déjà office de place publique (servitio reipublicae), pour les marchés, pour les jeux et les promenades. Elle servait également d'entrepôt pour les bois de charpente et autres matériaux de construction.
À la même période, la communauté possédait également de longue date la place du Treyve du village de la Monta (actuelle place Fourneyron) ainsi que des droits d'usages anciens sur les routes et chemins publics.
C'est, selon les chroniqueurs, entre 1435 et 1444, que les habitants de Saint-Étienne ont obtenu, par lettres patentes du roi Charles VII, l'autorisation de construire un mur d'enceinte, il confia alors les clefs de la ville aux consuls. Cette autorisation royale témoigne de l'importance de la ville qui comptait probablement déjà entre 2 000 et 3 000 habitants, (soit une population comparable à celle de Montbrison, Grenoble, Chambéry ou Clermont-Ferrand à la même période). Si l'édification s'est déroulée comme dans le reste du royaume à l'époque, le financement des travaux a vraisemblablement été assuré par la levée d'une taxe spéciale sur la production locale (produits manufacturés, minerai de fer local ou houille).
Le chœur de l'église fut reconstruit dans les années 1470-1480.

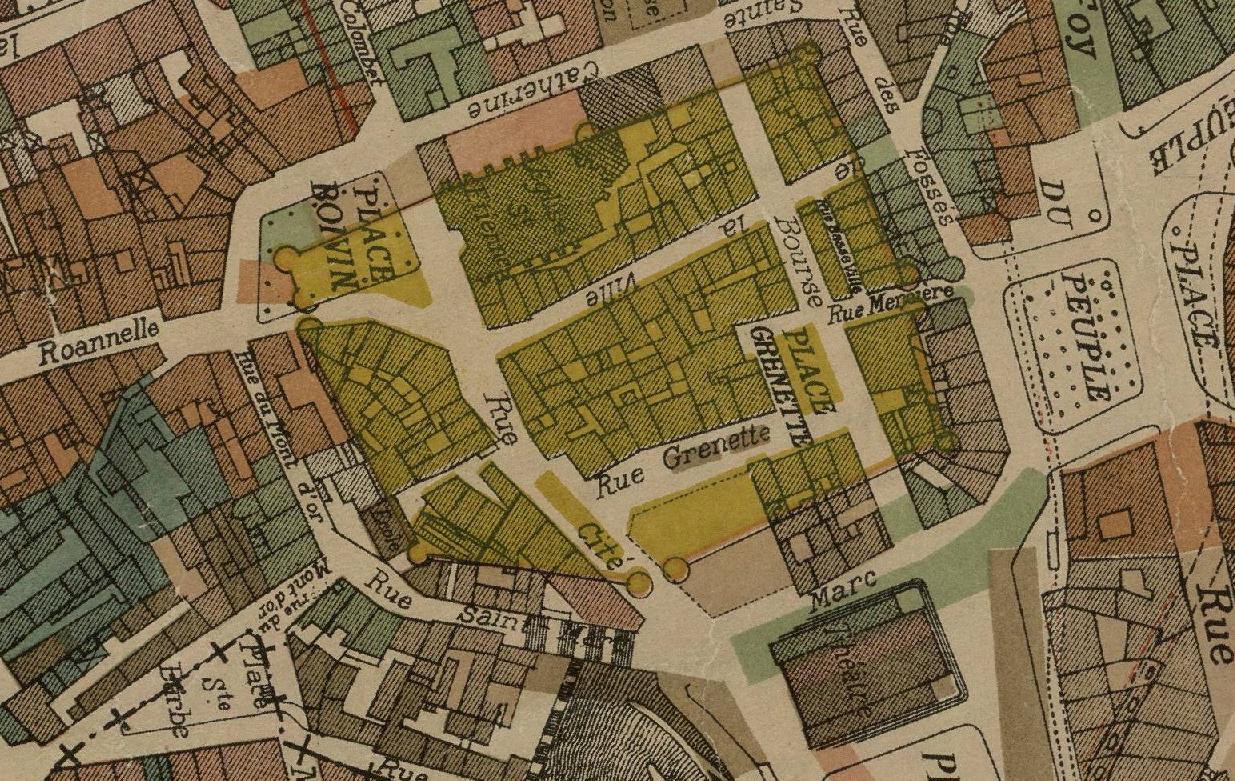
Périmètre des anciennes fortifications apparaissant sur un plan de 1905-1906.

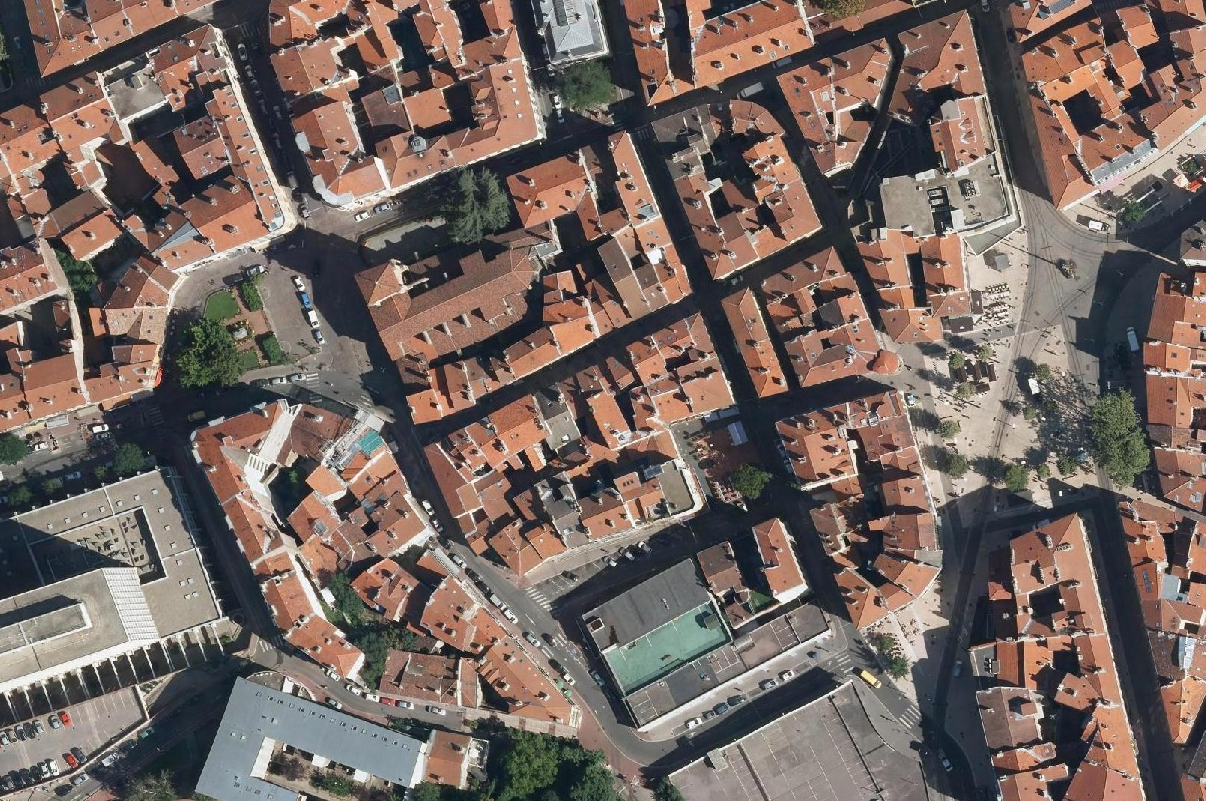
Périmètre des anciennes fortifications dans le parcellaire actuel (2014).

En 1477, les Durgel de Saint-Priest ajoutèrent à leur nom « et de Saint-Étienne ». La cité (alors composée plus de deux cents maisons) se concentrait alors en contrebas du Mont d'or (colline Sainte-Barbe) autour de l'actuelle place Grenette et de la Grande Église.
Au début du XVIe siècle, les relations semblent se dégrader rapidement entre le seigneur de Saint-Priest et les bourgeois de Saint-Étienne. La population de Saint-Étienne ayant alors sensiblement augmenté ; le seigneur de Saint-Priest s'étant approprié par bail emphytéotique (abénevis) des terrains dépendants de la ville et attenants à la route publique entre le Treyve de la Monta (place Fourneyron) et le pré de la Foire (place du Peuple). Les consuls réagirent et il s'ensuivit une série de procès devant le juge ordinaire de Forez, le sénéchal de Lyon et jusqu'au Parlement de Paris.
Finalement, en 1534, les consuls, habitants et manants de Saint-Étienne-de-Furan, conformément aux lettres patentes, se virent confirmer le « gouvernement » des portes et des murailles de la ville et, entre autres choses, le droit de nommer les consuls chaque année et celui de s'assembler « à leur gré, dans la maison de ville, pour la chose publique ».
Avec l’essor économique et démographique, les deux faubourgs se développèrent autour des murailles :
- à l'ouest à Polignais et Tarentaize autour de la place Roannelle[123] ;
- à l'est au-delà du Pré de la Foire, le long du chemin qui conduisait à Valbenoîte, l'actuel quartier Saint-Jacques[124].

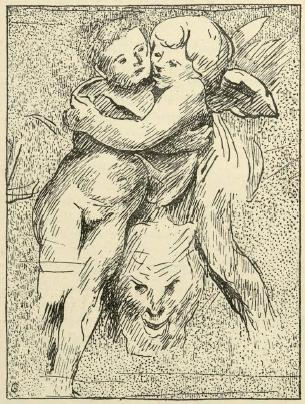
Restes de peintures, rue de la Ville, 1902.
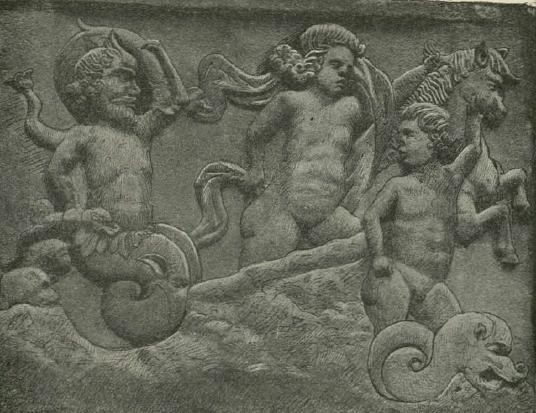
Sculptures rue de la Ville, 1902.

### Epoque moderne

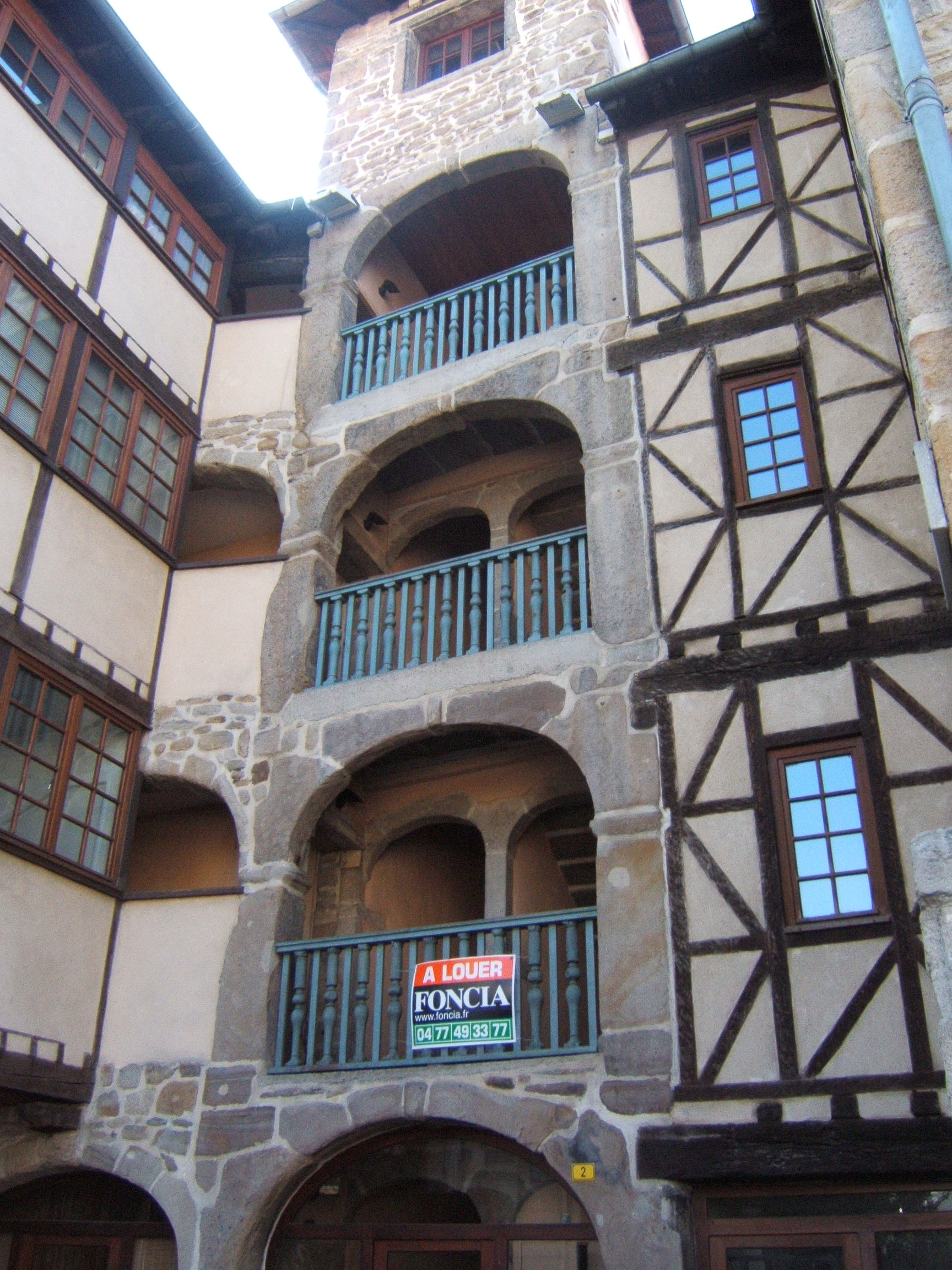
Ancienne maison restaurée.

Dès le XVe siècle, il s'était constitué un centre important de production métallurgique (armes blanches, puis armes à feu dès les guerres d'Italie) et l’armurerie va désormais faire la renommée de la ville avec la production d'armes de guerre (ou de commerce) ; on y compte plus de 600 armuriers en 1669. La petite métallurgie donne naissance à une production très variée, appelée « clincaillerie » (quincaillerie).
Il se développe aussi la fabrication de rubans, importée d’Italie dès le XVIe siècle.
En 1535, le roi François Ier dépêche à Saint-Étienne Georges de Virgile pour organiser la production d'armes pour les guerres d'Italie.
Au début de 1569, la ville est prise par l’amiral de Coligny, au cours de la troisième guerre de Religion. Les archives de la ville sont à nouveau détruites.
Dès 1592, Papire Masson écrit : « Cette ville est célèbre dans toute l'Europe par l'industrie de ses habitants qui ont des ateliers semblables aux forges de Vulcain où se fabriquent toutes sortes d'objets de quincaillerie, les armes de chasse et de guerre. »
Le XVIe siècle est marqué par une augmentation sensible de la population : d'environ 3 700 habitants en 1515 à plus de 10 000 en 1582, surclassant déjà largement Montbrison et ses 3 000 âmes.
De 1628 à 1630 une épidémie de peste bubonique fait de 7 000 à 8 000 morts pour une population estimée à 17 000 habitants.
La ville, située sur la ligne de partage des eaux, entretient des relations étroites avec les villes de la façade atlantique et particulièrement avec la capitale de l'Aquitaine. En 1638, Claude Henrys note que « ceux de Saint-Étienne ont beaucoup de commerce dans la ville de Bordeaux ».
En 1641, Saint-Étienne passe de la maison des Durgel à celle des Chalus, une branche apparentée.
En 1667, les échevins et consuls sont établis en corps et communauté par lettres patentes de Louis XIV.
En 1693-1694, une maladie épidémique fit suite à une disette de 18 mois et tua 10 000 habitants sur les 28 000 que comptait la ville.
En janvier 1723, François de Chalus vend pour 400 000 livres la seigneurie de Saint-Priest et de Saint-Étienne à Abraham Peyrenc de Moras, qui mourut sans héritier. Gilbert des Voisins la vendit à son tour à Louis XVI le 2 février 1787, pour la somme de 1 million 335 935 livres. Ce dernier y maintient la justice seigneuriale.

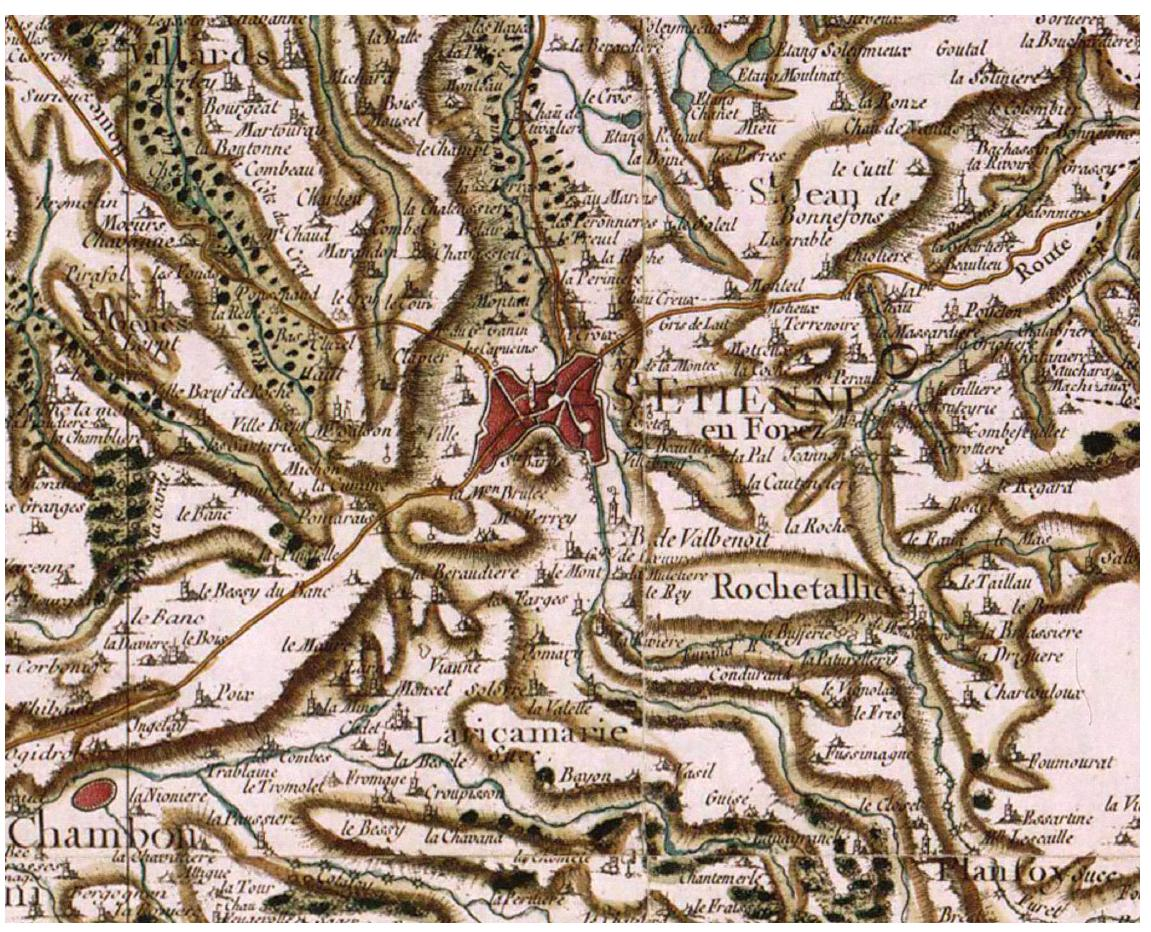
Carte de Cassini de la région stéphanoise en 1764.

À la fin de l'Ancien Régime, la ville est dite : « La plus considérable du Forez, la seconde du gouvernement du Lyonnais, renommée par ses manufactures et son commerce en armes, clinquaille et rubans ». Sa population d'environ 26 000 habitants est comparable à celles de Grenoble, Bourges, Tours, Limoges ou Besançon à la même période.

### Epoque contemporaine

#### Révolution française et Empire
La période révolutionnaire permet à la municipalité d’acheter des terrains confisqués au clergé et à la noblesse. L'architecte Pierre-Antoine Dalgabio établi un nouveau plan de la ville en 1792. La ville de Saint-Étienne jusqu'alors orientée est-ouest suivant la route de Lyon au Puy-en-Velay (voir : Rue de Lyon) adopte un nouvel axe nord-sud suivant la route de Paris à Annonay, la Grand’rue.
Dans le cadre de la politique de déchristianisation de la Convention, la ville prend momentanément le nom d'Armeville.

#### XIXe siècle
Jusqu'au milieu du XIXe siècle, la ville dépend toujours administrativement de la préfecture installée à Feurs (chef-lieu de la Loire de 1793 à 1795) puis à Montbrison. En 1855, Saint-Étienne, en raison de son rapide développement industriel et démographique, devient chef-lieu du département (décret impérial du 25 juillet 1855).
Au moment de la révolution industrielle s'y développent les métiers de la métallurgie lourde grâce à l'exploitation industrielle en France des mines de charbon. Dans le même temps, Saint-Étienne devient un important centre de production de ruban, en dépit de la concurrence de Bâle.
La population atteint près de 100 000 habitants en 1856, après avoir quintuplé en seulement 35 ans, essor l'un des plus rapides de France à l'époque, favorisé par celui des mines de charbon, lui-même permis par les deux premières lignes de chemin de fer du continent européen, la ligne de Saint-Étienne à Andrézieux et la ligne de Saint-Étienne à Lyon, qui désenclavent une ville dont l'altitude moyenne dépasse 500 mètres. Cet essor, fulgurant dans les années 1830, fait écho à celui constaté dans les années 1780 dans l'autre partie, plus orientale, du bassin houiller de la Loire, qui a elle bénéficié du creusement d'un canal le long du Gier, le canal de Givors, ouvert en 1781, avec une production de charbon passée de 70 000 tonnes en 1779 à 100 000 tonnes en 1789, soit 45 % de plus en dix ans après. Dans l'autre partie, plus occidentale, du bassin houiller de la Loire, celle de Saint-Étienne, la production de charbon a progressé plus tard mais plus vite, dépassant celle du Gier en 1834 et dopant le total de  celle du bassin houiller de la Loire : 222 700 tonnes en 1825 puis 300000 en 1833 et 573 000 en 1836, un quasi triplement en 11 ans. Pour la seule ville de Saint-Étienne, elle était de 19 600 tonnes en 1812, avec 15 puits pour la plupart de moins de 50 mètres. Pour l'ensemble du bassin, elle est passée de 61 000 tonnes en 1790 à 284 600 tonnes en 1830 puis 467 000 en 1835, soit un doublement en seulement cinq ans, les années de la voie ferrée nouvelle. Vers 1830, l'apparition des bennes montées sur roues y a contribué. Dès 1832, les mineurs du Gier se sentent concurrencés par ceux de l'ouest et en 1837, ils réagissent en formant la Compagnie des mines de la Loire, qui achète des concessions à l'ouest et devient vraiment opérationnelle en 1846 quand elle regroupe 82 % de la production du bassin.

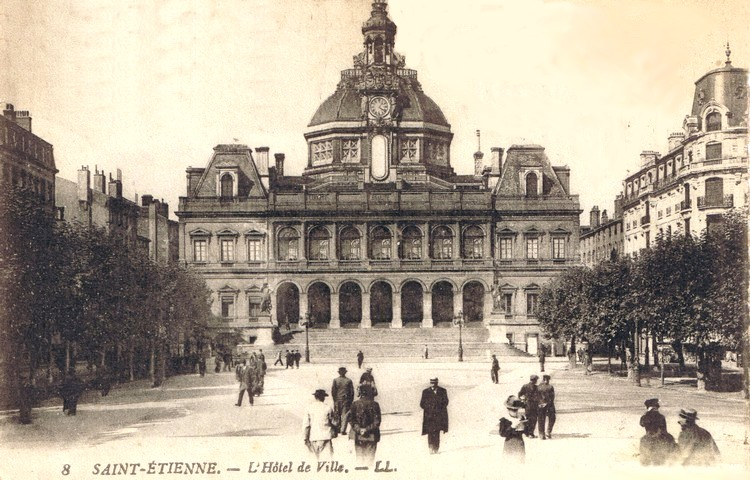
L'hôtel de ville de Saint-Étienne avant la disparition de son dôme.

##### 1800-1850: les mines et le chemin de fer et l'industraialisation
Dans le secteur du Gier en 1812, alors plus avancé en production comme en technique, seulement une seule mine utilise encore la remontée du charbon à dos d'homme, même si de nombreux puits existent, dont 30 dépassent la profondeur de cent mètres et six celle de deux cent mètres, mais dans celui de Saint-Étienne un seul atteint cent mètres, alors qu'il s'agit de plus en plus clairement des mêmes couches de charbon, qui ont tendance à affleurer vers l'est, d'où une exploitation plus tôt et plus avancée. Ce sera seulement en 1814 que la première concession d’État sera accordée dans le secteur de Saint-Étienne, où la production était encore dépendante de la remontée à dos d'homme, dans des sacs, à l'exception de 3 ou 4 puits. Ce sera grâce à l'essor du secteur de Saint-Étienne que la production de l'ensemble du bassin va ensuite quintupler rapidement, passant de 296637 tonnes en 1814 à un million de tonnes en 1836 puis
1,51 million de tonnes en 1851, pour représenter 54% du total de la production française de charbon. En 1859, le bassin est à égalité avec celui du Nord-Pas-de-Calais, qui vient d'émerger très rapidement, avec 2 millions de tonnes chacun et devient le 1er bassin de France en 1864, mais celle de la Loire continue à progresser car en 1873 elle atteignait 3,3 millions,.

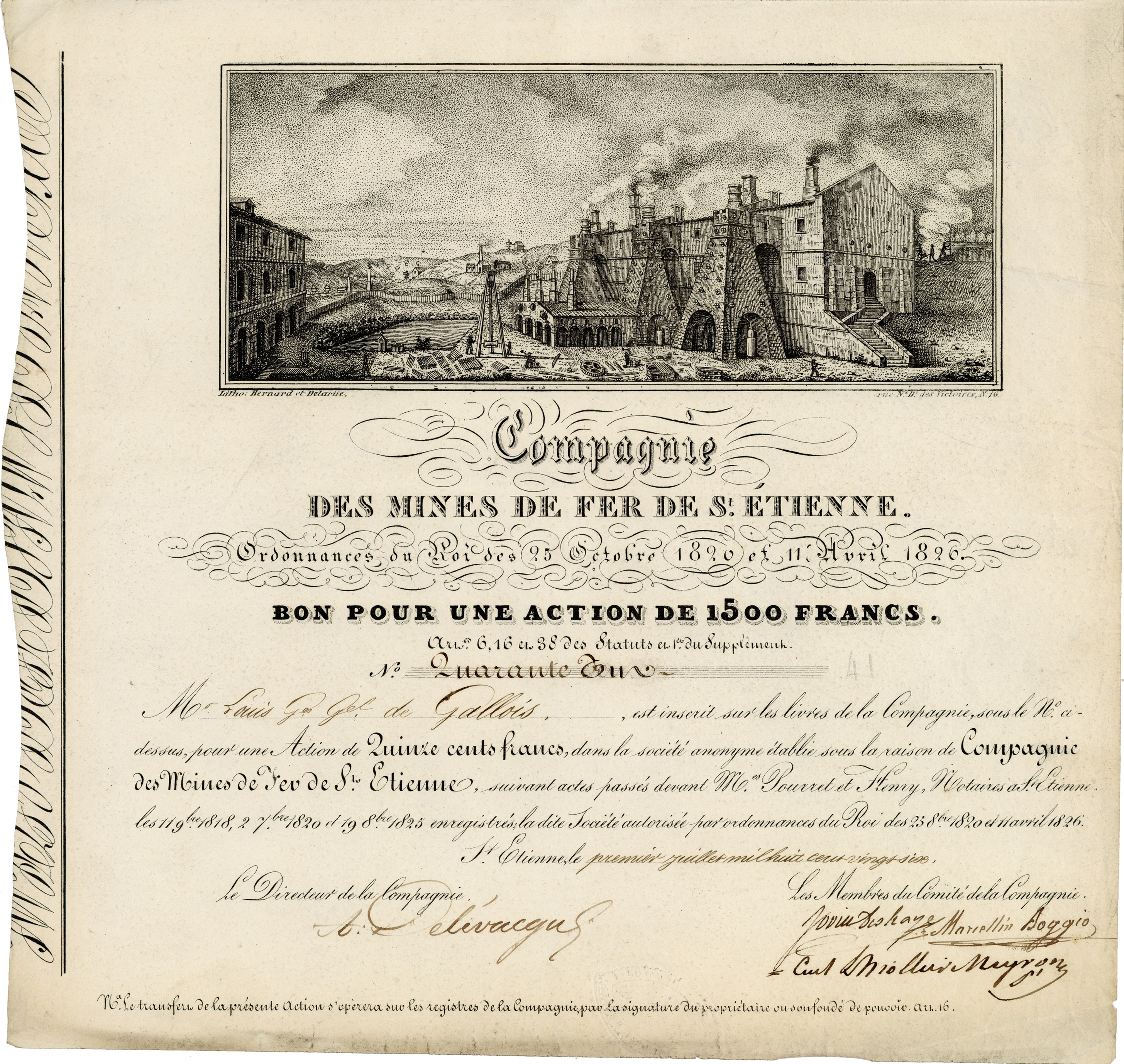
Action de 1.500 francs de la Compagnie des Mines de Fer de St-Étienne, émise le 1er juillet 1826, signée par le directeur Délévacque, successeur de Louis de Gallois

Dans la continuité de la loi sur les mines du 21 avril 1810, le regain d'intérêt du pouvoir central français pour l'activité industrielle stéphanoise conduit à la mise en œuvre d'un grand projet d'aménagement à l'échelle du bassin visant à assurer la production d'acier nécessaire au complexe militaro-industriel français. Cette loi donne un grand rôle et un grand pouvoir à l’État en matière de charbon. Avec le soutien des milieux d'affaire les ingénieurs des mines Louis de Gallois et Louis-Antoine Beaunier apparaissent alors à la conduite de ce projet d'ampleur, probablement inspiré du modèle britannique, visant à regrouper la production de houille et de minerai de fer, des batteries de fours à coke, des forges et hauts-fourneaux et la conception d'un réseau de transport adapté.
Rapatrié à la suite de la perte des départements étrangers, l'ancien directeur de l'école des mines de Geislautern en Sarre, Louis-Antoine Beaunier, qui avait déjà réalisé à la suite de la loi de 1810 la topographie extérieure et souterraine du bassin, se voit confier l'arrondissement minéralogique de Saint-Étienne. Il propose la création d'une école des mineurs à Saint-Étienne dont la création fut officialisée par ordonnance de Louis XVIII le 2 août 1816.
Le 5 mai 1821 il demande la concession d'une voie ferrée de Saint-Étienne à Andrézieux, longue de près de 18 km. Louis XVIII accorde la concession le 26 février 1823 du premier réseau ferré d'Europe continentale. Cette première ligne, uniquement destinée aux marchandises tractées par des chevaux, donnait accès aux rambertes de la Loire en aboutissant au port d'Andrézieux. Le charbon embarqué sur le fleuve partait à destination de la façade atlantique, se posant en concurrent des charbons du Nord et de Valenciennes.
À Saint-Étienne, le 27 octobre 1824, le gouvernement délivre la première concession minière.
L'ingénieur des mines Marc Seguin fait au cours de son voyage en Angleterre la connaissance de George Stephenson qui construit alors la ligne de train de Darlington à Stockton. L'adoption en France d'un système de transport qu'il a apprécié durant ce voyage lui paraît indispensable. Il obtient en 1826 la concession de la ligne de Saint-Étienne à Lyon par la vallée du Gier. Ce trajet de 57 km facilitera le transport du charbon et des produits industriels de cette importante région minière. Les travaux sur l'ensemble de la ligne commencent en septembre 1826, avant l'approbation du tracé. Trois stations intermédiaires sont établies, à Givors, Rive-de-Gier et Saint-Chamond. La section Givors - La Grand-Croix est ouverte le 28 juin 1830 ; celle de Givors - Lyon le 3 avril 1832 ; et celle de La Grand-Croix - Saint-Étienne le 1er octobre 1832 pour les voyageurs et le 25 février 1833 pour les marchandises. La ligne est exploitée à la fois par traction animale et par locomotive depuis l'origine. Elle a coûté plus cher que prévu car elle nécessite la construction de nombreux ouvrages d'art dans un sous-sol mal connu.
En 1827, c'est la mise en service du premier chemin de fer français entre Saint-Étienne et la Loire à Andrézieux, puis la construction de la ligne Saint-Étienne - Lyon.
La traction à vapeur remplace rapidement la traction animale, grâce à Marc Seguin grâce à la première locomotive, encore expérimentale.
En 1832, Marc Seguin commence la construction de la deuxième ligne de chemin de fer de Saint-Étienne à Lyon. En 1833, une ligne de voyageurs est créée reliant Roanne à Saint-Étienne et à Lyon.
C'est seulement le 1er août 1844 que la première locomotive arrive à Saint-Étienne du fait de la dure rampe venant de Rive-de-Gier. Autrefois pénalisée par son enclavement géographique, la région stéphanoise va alors connaître un essor économique et démographique important.
En 1833, est concédé dans le même département le premier tramway français faisant la liaison Montbrison - Montrond (Montbrison étant à l'époque la préfecture du département). C'est la première voie ferrée posée sur route, affectée au transport des voyageurs et marchandises. Ce tramway est mis en service en 1838.
Barthélemy Thimonnier y conçoit la première machine à coudre en 1830.
En 1848, Saint-Étienne montre grand enthousiasme à la chute de Louis-Philippe et la proclamation de la République. Le drapeau rouge est hissé pour la première fois sur l'hôtel de ville. Pas pour longtemps : dans les mois suivant le coup d'État du 2 décembre 1851, les arbres de la Liberté, plantés à Saint-Étienne durant les événements de 1848, sont arrachés et une quinzaine de socialistes locaux sont arrêtés. Le 18 septembre 1852, le Prince-Président, à deux mois d'être empereur, visite Saint-Étienne dans l'enthousiasme populaire - Edmond Texier écrit dans le Siècle :

« Il y a un mois, Saint-Étienne nommait Jules Favre membre du Conseil général, aujourd'hui cette ville crie « Vive l'Empereur ! » La légende impériale est toujours vivante dans le souvenir du campagnard et de l'ouvrier. Mais les drapeaux serrés, les échafaudages disparus, les uns retournent à la charrue, les autres à l'atelier et tous, à leurs instincts démocratiques. »

##### 1850 - 1939: les industries et les mouvements ouvriers
Le retour de l'Empire stoppe temporairement les grèves ; elles reprennent en 1865 quand plusieurs milliers de veloutiers font grève pendant quelques jours.
En 1868, les passementiers stéphanois accueillent la première antenne française de l'Association Internationale des Travailleurs (A.I.T), formé à Londres en 1864. De son apport s'ensuivit la création des comités dont le plus célèbre à Saint-Étienne est celui de la rue de la Vierge : futur « Comité central des quatre cantons », il sera le point de départ de l'insurrection de 1871.

Affiche appelant la population stéphanoise au calme lors de la commune de 1871.

En 1869, les chaudronniers font grève (de même que les chapeliers à Chazelles-sur-Lyon, les teinturiers à Izieux…). La fusillade du Brûlé, à La Ricamarie, ébranle profondément les convictions patriotiques de la population.
Lors du plébiscite de mai 1870 (destiné à affermir le régime en arguant de sa libéralisation et en faisant adopter au passage l'idée de la transmission par ordre de primogéniture mâle, autrement dit de Napoléon III à son fils), les libéraux (et Napoléon III) recueillent en France une large majorité de « oui » ; Saint-Étienne va à rebours : vingt-huit radicaux et seulement deux libéraux sont élus aux municipales du 7 juillet. L'Empire s'effondre deux mois plus tard à Sedan.
Parallèlement à tous ces mouvements politiques, le développement industriel et donc économique, est en plein essor à Saint-Étienne :
En 1860, est fondée une épicerie dans un ancien cabaret dit « Le Casino Lyrique ». Le public baptisera l'établissement « Au Casino », devenu « Casino ». Geoffroy Guichard la rachète en 1892, puis fonde en 1898 la société des magasins Guichard Perrachon, à l'origine du Groupe Casino.
Du 24 au 28 mars 1871, la Commune de Saint-Étienne embrase la ville. Le préfet de la Loire Henri de l’Espée est tué. Michel Rondet, alors inspecteur de la garde communale, est condamné à cinq ans de prison.
1881 voit la mise en service du réseau de tramway « Saint-Étienne - Firminy - Rive-de-Gier » (65 km), ainsi que la première ligne de tramway de Saint-Étienne.
En 1882, alors que Victor Duchamp est maire de Saint-Étienne, le congrès de la Fédération des travailleurs socialistes de France se tient à la « salle du Cirque ». À la suite de l'opposition entre « possibilistes » ou « broussistes » de Paul Brousse et marxistes menés par Jules Guesde, ces derniers quittent la FTSF pour créer le Parti ouvrier français.
La marque des Cycles Mercier est fondée à Saint-Étienne par Émile Mercier (1899-1973) en 1919, ainsi que la marque Automoto qui fabriquait des motos.
En 1885, Étienne Mimard, armurier originaire de Sens, fonde avec un autre armurier, Pierre Blachon, la Manufacture Française d'Armes et Cycles de Saint-Étienne, devenue Manufrance en 1947. Mimard dirige l'entreprise de sa création à 1944. Quelques années après la reprise de la société Martinier-Collin, Mimard et Blachon s'installent dans le site construit Cours Fauriel à partir de 1892 par l'architecte Lamaizière. Le bilan de leurs innovations est important : ils ont créé à la fois une grande manufacture, un centre d'innovation technique, un système inédit de vente par correspondance et un centre d'édition (Tarif-Album, Le Chasseur français).
Pendant la répression de janvier et février 1894, la police y effectue des perquisitions visant les anarchistes qui y résident, sans réel succès,,. 
Le 28 octobre 1890, l'ingénieur des mines Henry Kuss prend le poste d'ingénieur ordinaire du sous-arrondissement minéralogique-Ouest dans le bassin houiller de Saint-Étienne. Des catastrophes successives (Jabin (1871, 1876), Châtelus (1887), Verpilleux (1889) et Villebœuf (1890) y ont douloureusement attiré l'attention publique. Il n'y reste que six mois mais, durant ce court délai, il fait appliquer avec grande rigueur dans les exploitations des trois importantes Sociétés de Roche-la-Molière et Firminy, de Montrambert et La Béraudière, et des Mines de la Loire, des mesures de sécurité pour prévenir les explosions attribuées à l'époque au grisou mais le plus souvent directement liées aux poussiers. Ces mesures seront plus tard codifiées par l'Administration dans des règlements généraux.
En 1901, la liaison Saint-Étienne – Saint-Héand (14 km) et la liaison Saint-Étienne – Saint-Chamond (15 km) sont mises en place. En 1905, la liaison Saint-Étienne – Pélussin (32 km) est ouverte. En 1933, la liaison Saint-Étienne – Saint-Chamond est fermée. La liaison Saint-Étienne - Pélussin l'est à son tour, suivie en 1937 par la liaison Saint-Étienne – Saint-Héand.

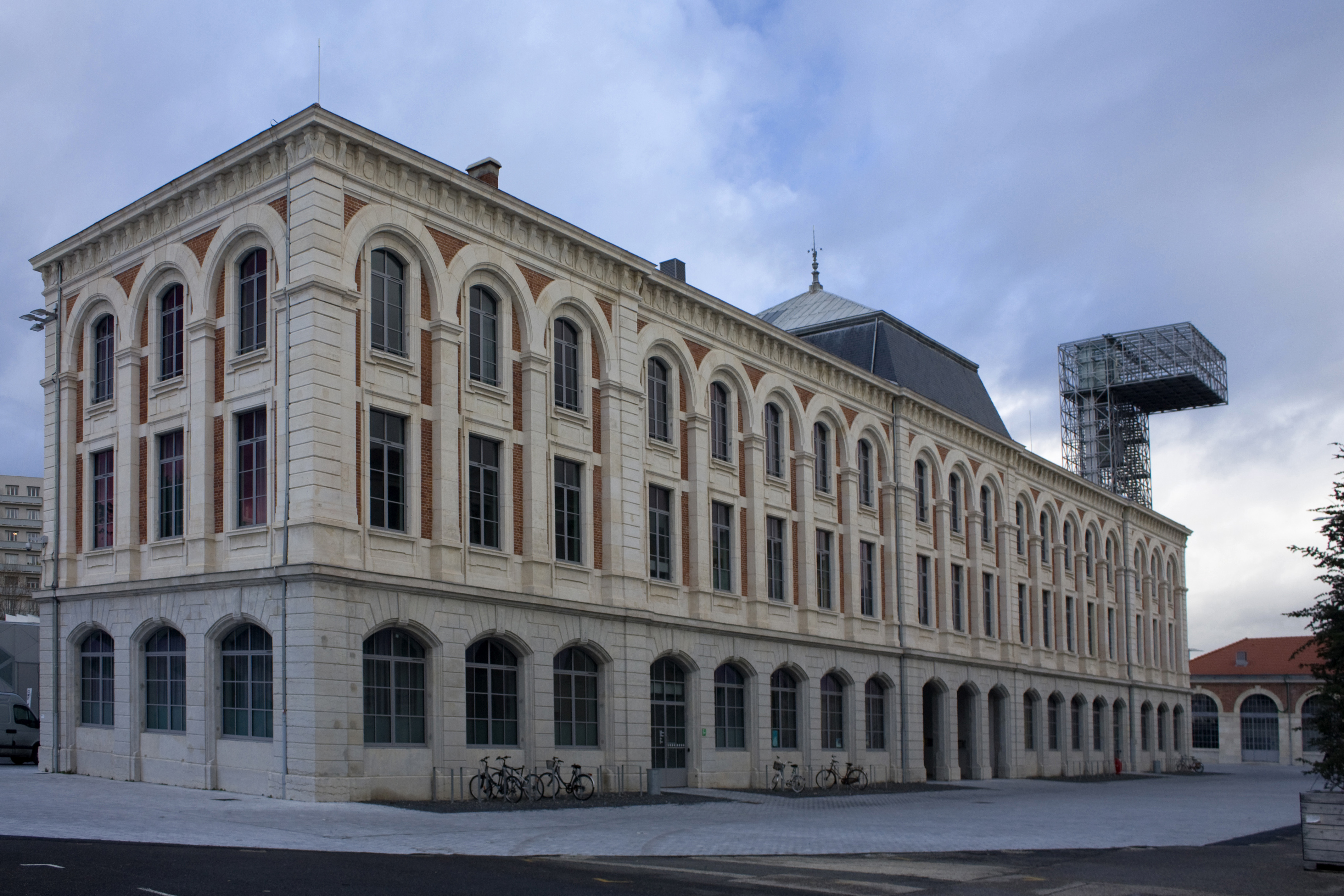
La Manufacture d'armes de Saint-Étienne.

Au début du XXe siècle, l'industrie de l'arme est dominée par la Manufacture d'armes de Saint-Étienne (MAS) pour le matériel militaire et la Manufacture française d'armes et cycles (Manufrance), ainsi que de nombreux artisans pour les fusils civils.
L'immigration, qui avait commencé à Saint-Étienne au milieu de XIXe siècle, s'intensifie pendant la première guerre mondiale, pour remplacer la main d'œuvre française partie au front et pour continuer de soutenir le développement industriel de la ville. C'est ainsi que le nombre d'habitants passa de 148 600 en 1911 à 212 000 en 1918 (c'est-à-dire plus qu'en 2020). Les nationalités représentées étaient principalement polonaise et italienne, puis venaient la marocaine, l'espagnole et l'arménienne. Les Polonais et les Marocains, grâce à leur expérience antérieure, étaient souvent employés dans les mines ; les Italiens dans le bâtiment ; les Espagnols dans la métallurgie ; les Arméniens dans le textile. Alors qu'Européens et Européennes venaient souvent en famille, quand ce n'était pas avec les membres du clergé de leur religion, les immigrés issus des colonies venaient souvent seuls et il arrivait qu'ils se mariaient avec une Française au cours de leur intégration. Les carrés musulmans des cimetières de la ville témoignent de ces unions. Ainsi, en 1936, à l'apogée de cette vague d'immigration, il y avait 15 000 étrangers à Saint-Étienne.

#### Seconde Guerre mondiale
Après l'armistice, Saint-Étienne se retrouve en zone libre. En 1941, le maréchal Pétain vient présenter à Saint-Étienne la « Charte du travail » (collaboration patronat-salariés).
La ville est touchée par un bombardement américain dans la matinée du 26 mai 1944. La cible est la gare de triage et les infrastructures ferroviaires. Ce jour-là, le bombardement fait partie d'une opération américaine plus large de bombardement de nœuds ferroviaires importants de la moitié sud de la France, en prévision du débarquement de Normandie et dans le but de ralentir la remontée des renforts allemands vers le front. Durant 18 minutes, une escadrille de bombardiers B17 va lâcher près de 1 800 bombes sur la ville. Si l'objectif est partiellement atteint, le bombardement touche aussi largement les quartiers Châteaucreux, du Soleil, Saint-François et Tardy. On compte environ 1 000 morts et disparus et 1 100 bâtiments détruits. À la suite de ce bombardement, le 6 juin 1944, Pétain se rendra à Lyon puis à Saint-Étienne.
Saint-Étienne est libérée le 1er septembre par les troupes débarquées en Provence, 15 jours plus tôt.

#### Après-Guerre
L'immigration vers Saint-Étienne reprend après guerre, avec l'arrivée de nombreux Algériens et Portugais. Cependant, concernant les Algériens, il est difficile d'avoir une idée précise de l'évolution car ils ne sont comptabilisés comme étrangers qu'à partir du recensement de 1975. Il semble, par exemple, que Saint-Étienne ait été un centre important de résistance du peuple algérien durant la guerre d'Algérie. Au recensement de 1975, les Algériens représentent 45 % des immigrés, suivi à 17 % par les Italiens et les Italiennes. La majorité des migrants venait d'un milieu paysan. Cette origine rurale a durablement marqué la ville, se trouvant en corrélation avec les villages historiques qui la composent, comme Beaubrun, Le Soleil. Ces villages existaient déjà avant la Révolution et avaient pourtant été annexés par la ville lors de son expansion. Mais ils sont restés vivaces, autour de leur marché, de leur église, grâce à la sensibilité rurale des nouveaux arrivants. En retour, ces anciens villages ont facilité l'intégration des migrants, dont beaucoup témoignent d'un fort attachement à leur lieu de vie, attachement qu'ils ont transmis à leurs enfants, et c'est ainsi que l'on trouve des familles issues de l'immigration profondément attachées à un coin de la ville depuis plusieurs générations.
Un des traits à souligner de l'identité stéphanoise est la précarité économique et sociale, à tel point qu'elle forme dans cette  ville une homogénéité sociologique. De ce fait, les immigrés n'étaient pas en opposition économique avec les locaux, ce qui facilitait leur intégration, contrairement à ce qui se passait dans d'autres villes de France. La vie miséreuse des ouvriers et ouvrières du XIXe siècle reste présente dans la mémoire collective. Pour la plupart, le confort moderne ne devient une réalité qu'à partir des années 1980. En 1968 encore, la moitié des logements de la ville n'a pas de WC individuel. En 1975, 68 % de la population n'a pas dépassé le niveau de l'école élémentaire.
Dans les années 1970, Saint-Étienne et la France sont admiratifs de l'épopée des Verts dans le championnat européen de foot ; celle-ci se finit par une finale perdue contre le Bayern de Munich et le défilé de l’équipe sur l’avenue des Champs-Élysées.
Depuis les années 1970, les grandes industries stéphanoises connaissent de nombreuses difficultés. Depuis la fin des années 1960, les Houillères de la Loire sont déficitaires à cause de la concurrence du pétrole et du charbon des pays étrangers, beaucoup moins chers sur le plan des coûts de production et surtout des frais de transport. De 26 029 employés en 1945, les effectifs sont ramenés sous le seuil des 10 000 en 1963. Quand le puits Couriot ferme ses portes en 1973, ils ne sont plus que 3 000 employés des houillères. Le dernier puits du bassin stéphanois - le puits Pigeot - ferme en 1983.
Manufrance dépose le bilan en 1986, la Manufacture Royale d'Armes gérée par GIAT industries licencie de plus en plus. Cet important repli économique passe aussi par une baisse démographique. D'une population de 225 825 habitants en 1968, dans ses limites actuelles, la ville est passée à 201 569 en 1990 et 176 800 en 2004 ; léger accroissement cependant à 177 500 en 2006.
La sidérurgie ligérienne subit des restructurations identiques. Ascometal, entreprise spécialisée dans la fabrication d'aciers spéciaux, hérite dans les années 1980 d'une aciérie vieillissante (180 tacier/employé alors que la moyenne européenne est à 500) et chargée à 60%, dont la retructuration est inévitable. À la fin des années 1980, l'usine du Marais passe de 800 à 300 salariés avec la fermeture de l'aciérie en 1989, puis du train de laminage deux ans plus tard. En 2014, il n'y reste plus que 63 employés.
Ce déclin industriel touche l'ensemble des vallées de l'Ondaine et du Giers, l'ancien bassin industriel stéphanois. En conséquence, les classes moyennes quittent celui-ci pour émigrer vers les communes de la couronne, la plaine du Forez et plus loin, la Haute-Loire. Pourtant, dans les années 1990, l'exode continue, alors que le tissu industriel se reconstitue par un fort réseau de petites entreprises. La décroissance démographique, d'ampleur exceptionnelle pour une ville de France, devient un problème en lui-même. On parlera de décroissance urbaine.
De fortes rivalités, apparues dans les années 1970, entre la ville et sa périphérie, autour de l'enjeu de l'accueil de nouvelles entreprises, compliquèrent la recherche d'une réponse politique. Elles aboutissent à l'échec de l'établissement d'un schéma de cohérence territoriale. L'arrivée de Michel Thiollière à la mairie permet d'aplanir les disputes. Les résultats catastrophiques du recensement de 1999 firent prendre conscience à l'ensemble des élus de la gravité du problème. À partir de 2001, un réseau d'acteurs, principalement publics, commence à se structurer pour relancer l'habitat à moyen terme.
Mais le cas de la ville étant très particulier par rapport au reste du pays, les acteurs locaux doivent bricoler des solutions peu courantes, à partir de politiques nationales qui ignorent la décroissance démographique. Pour l'État, le redressement de la ville est un objectif important, pour assurer la compétitivité de la région Auvergne-Rhône-Alpes. Il cherche à privilégier la compétitivité économique par l'arrivée de cadres supérieurs et d'une classe aisée, comme partout ailleurs. Mais pour la ville, l'important est de stabiliser les familles, en facilitant l'accession à la propriété en son sein. Il s'ensuit des politiques basées sur des hypothèses volontaristes tablant sur des augmentations de populations peu crédibles, même si le déclin démographique s'est aujourd'hui, en 2017, arrêté.

#### L'histoire minière, élément du paysage urbain contemporain
Le bassin de Saint-Étienne fut en France le berceau de l'exploitation de la houille et la ville lui doit en grande partie son essor du XIXe siècle. La présence du charbon est directement liée à l'essor de la métallurgie, élément moteur de la révolution industrielle. La création des premières lignes de chemins de fer à Saint-Étienne est liée au besoin de transporter le charbon vers la Loire pour l'exporter en direction du Nord de la France par exemple.
L’ancienne ligne de chemin de fer reliant Firminy à Saint-Just-Saint-Rambert, ouverte en 1885 suivant le tracé des gorges de la Loire, est toujours visible lors de la baisse du niveau de l'eau : ses viaducs et ses tunnels réapparaissent et sont pour la plupart très bien conservés.
Saint-Étienne est le seul exemple français d'un développement de l'activité minière au cœur même d'une grande ville.
Le paysage se transforme notamment avec la création de puits mais surtout de crassiers, comme à Saint-Étienne ou à La Talaudière, et de chemins de fer, on retrouve par exemple le pont ferroviaire du bois Monzil à Villars qui est le plus vieux pont ferroviaire d'Europe continentale.
Les collines du Clapier et du Bois d'Avaize conservent des traces de très anciens feux de mine ayant transformés au XVIIe siècle ces collines en « montagnes de feu », évoquées par de nombreux auteurs de cette époque. Les affleurements de roches cuites hérités de ces feux constituent les plus vieux vestiges miniers visibles aujourd'hui sur le bassin de Saint-Etienne.
De la période industrielle, il ne reste également plus grand-chose de l'activité minière. Il serait difficile pour un touriste qui viendrait à Saint-Étienne de retrouver l'emplacement des 192 puits qui ont pour la plupart été construits au XIXe siècle. Il ne reste qu'un chevalement, celui du puits Couriot, exploité à partir de 1912, dominé par deux imposants terrils, que les habitants de Saint-Étienne, les Stéphanois, appellent « crassiers » ou les deux « mamelles » de Saint-Étienne.
Le puits Couriot est maintenant un musée.
Le premier crassier prend forme en 1938 ; en dix ans, il atteint les cent cinquante mètres de haut et il faut donc en faire un deuxième. En pas moins de 81 ans, la végétation a eu le temps de pousser sur ces crassiers pour créer un tout autre paysage.

Les crassiers Michon surplombant Saint-Etienne.

#### Histoire récente
La ville a ensuite orienté son développement vers le design, notamment par le portage d'un évènement international depuis 1998, la création d'une structure dédiée en 2009 et l'intégration du réseau UNESCO en 2010.
Le club de football jouit d'une réputation forte et Saint-Étienne est désignée en 2020 ville la plus foot de France par le magazine France Football.
Entre 1970 et 2010, à cause de la désindustrialisation, Saint-Étienne a connu une forte décroissance démographique (elle était une des grandes villes françaises à souffrir de déclin urbain avec Roubaix et Le Havre). Elle suit une évolution similaire à celles de villes comme Newcastle upon Tyne, Sheffield, Dortmund, Pittsburgh, Cleveland ; ou comme Turin et Détroit (Michigan) qui sont devenues, comme Saint-Étienne, des cités du réseau des villes créatives UNESCO. Depuis 2010, la population stéphanoise s'est stabilisée autour de 172 000 habitants et a même augmenté lors des derniers recensements.
En 2023 elle accueille la Coupe du monde 2023 de rugby à XV puis en 2024 elle sera l'un des hôtes des Jeux olympiques d'été de 2024

## Politique et administration

Ancien logo de la Ville de Saint-Étienne (juillet 2004 - juin 2021).

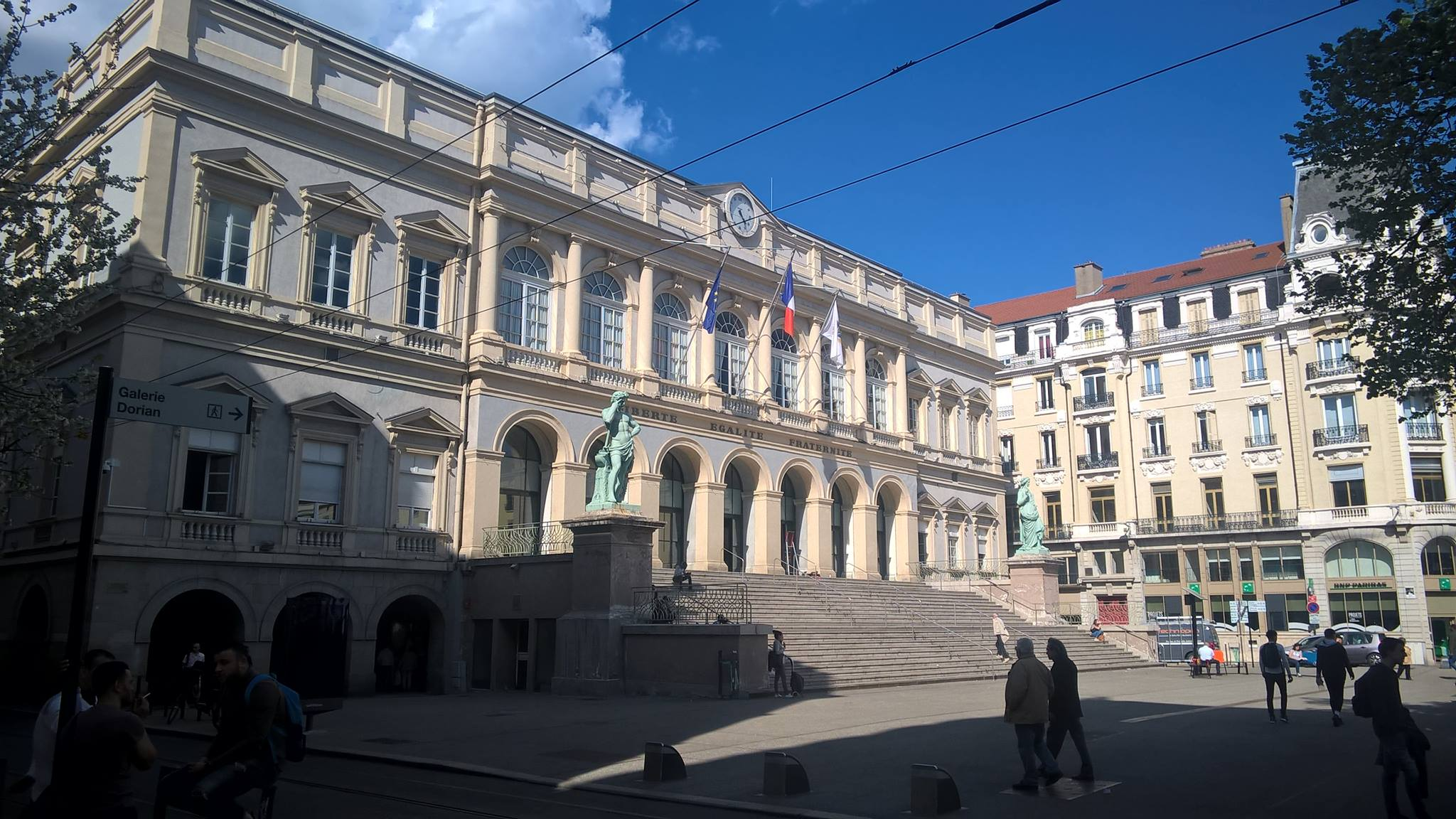
L'hôtel de ville au printemps 2017.

Au Moyen Âge, la ville était gouvernée par des syndics et consuls élus siégeant à l'ancien Hôtel-de-Ville (actuelle place Boivin), et dépendait du seigneur de Saint-Priest-en-Jarez pour la justice et la voirie.
Saint-Étienne a été créée en tant que commune indépendante de Saint-Priest-en-Jarez, sous le nom d'Armes (Commune-d'Armes ou Armes-Ville) dans le Canton-d'Armes en 1793.
Elle est renommée Saint-Étienne en 1801, Saint-Étienne-sur-Loire de façon très ponctuelle et utilisée uniquement en 1969 dans le décret d'absorption de Saint-Victor-sur-Loire, et à nouveau Saint-Étienne dès la fin de 1969, pour le rattachement de Terrenoire.
Saint-Étienne a annexé plusieurs communes : Beaubrun, Montaud (Loire), Outre-Furan et Valbenoîte en 1855, Saint-Victor-sur-Loire et Terrenoire en 1969 et Rochetaillée (Loire) en 1973.
Elle a cédé Planfoy à Saint-Genest-Malifaux en 1863.

### Liste des maires

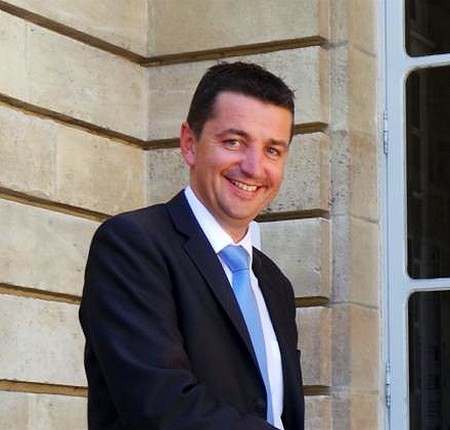
Gaël Perdriau, maire actuel.

| Période       | Période       | Identité                  | Étiquette        | Qualité                                                          |
| ------------- | ------------- | ------------------------- | ---------------- | ---------------------------------------------------------------- |
| octobre 1947  | décembre 1964 | Alexandre de Fraissinette | RPF, CNI puis CR | Avocat Sénateur (1948-1955) Député (1962-1964)                   |
| décembre 1964 | mars 1977     | Michel Durafour           | CR               | Journaliste Sénateur (1965-1967)                                 |
| mars 1977     | mars 1983     | Joseph Sanguedolce        | PCF              | Mineur                                                           |
| mars 1983     | avril 1994    | François Dubanchet        | UDF-CDS          | Sénateur (1974-1983)                                             |
| mai 1994      | mars 2008     | Michel Thiollière         | UDF puis UMP-RAD | Professeur d'anglais Sénateur (2001-2010)                        |
| mars 2008     | mars 2014     | Maurice Vincent           | PS               | Professeur des universités Sénateur (2011-2017)                  |
| mars 2014     | En cours      | Gaël Perdriau             | UMP, LR puis DVD | Délégué commercial Président de Saint-Étienne Métropole (2014- ) |

### Tendances politiques et résultats
Aux élections européennes de juin 2024, le parti au pouvoir n'arrive que quatrième avec un pourcentage de 11,79% (contre 22,46% en 2019),, derrière  le Rassemblement national (23,72% contre 19,54% en 2019),, LFI (22,04% contre 7,1% en 2019),, et PS-Place publique (13,90% contre 6,25% en 2019),, ces deux derniers partis terminant respectivement 2e et 3e, mais en nette hausse.

#### Récapitulatif de résultats électoraux récents
| Scrutin             | 1er tour | 1er tour | 1er tour | 1er tour | 1er tour | 1er tour | 1er tour | 1er tour | 1er tour | 1er tour | 1er tour | 1er tour | 2d tour     | 2d tour     | 2d tour     | 2d tour     | 2d tour     | 2d tour     | 2d tour     | 2d tour     | 2d tour     | 2d tour     | 2d tour     | 2d tour     |
| Scrutin             | 1er      | 1er      | %        | 2e       | 2e       | %        | 3e       | 3e       | %        | 4e       | 4e       | %        | 1er         | 1er         | %           | 2e          | 2e          | %           | 3e          | 3e          | %           | 4e          | 4e          | %           |
| ------------------- | -------- | -------- | -------- | -------- | -------- | -------- | -------- | -------- | -------- | -------- | -------- | -------- | ----------- | ----------- | ----------- | ----------- | ----------- | ----------- | ----------- | ----------- | ----------- | ----------- | ----------- | ----------- |
| Municipales 2014    |          | UCD      | 36,74    |          | PS       | 31,34    |          | FN       | 18,30    |          | EELV     | 5,41     |             | UCD         | 36,74       |             | UGE         | 31,34       |             | FN          | 11,79       | Pas de 4e   | Pas de 4e   | Pas de 4e   |
| Européennes 2014    |          | FN       | 22,16    |          | UMP      | 22,16    |          | PS       | 15,90    |          | EELV     | 9,85     | Tour unique | Tour unique | Tour unique | Tour unique | Tour unique | Tour unique | Tour unique | Tour unique | Tour unique | Tour unique | Tour unique | Tour unique |
| Régionales 2015     |          | UCD      | 29,50    |          | PS       | 27,11    |          | FN       | 23,64    |          | EELV     | 7,36     |             | UGE         | 42,74       |             | UCD         | 38,35       |             | FN          | 18,91       | Pas de 4e   | Pas de 4e   | Pas de 4e   |
| Présidentielle 2017 |          | LFI      | 24,94    |          | LREM     | 24,82    |          | LR       | 17,51    |          | FN       | 17,14    |             | EM          | 74,14       |             | FN          | 25,86       | Pas de 3e   | Pas de 3e   | Pas de 3e   | Pas de 4e   | Pas de 4e   | Pas de 4e   |
| Européennes 2019    |          | LREM     | 22,46    |          | RN       | 19,54    |          | EELV     | 14,61    |          | LR       | 9,45     | Tour unique | Tour unique | Tour unique | Tour unique | Tour unique | Tour unique | Tour unique | Tour unique | Tour unique | Tour unique | Tour unique | Tour unique |
| Municipales 2020    |          | UCD      | 46,88    |          | PS       | 21,30    |          | EELV     | 12,42    |          | RN       | 9,24     |             | UCD         | 58,91       |             | UGE         | 41,08       | Pas de 3e   | Pas de 3e   | Pas de 3e   | Pas de 4e   | Pas de 4e   | Pas de 4e   |
| Régionales 2021     |          | LR       | 34,38    |          | EELV     | 15,66    |          | PS       | 14,29    |          | RN       | 12,09    |             | LR          | 45,49       |             | UGE         | 43,60       |             | RN          | 10,91       | Pas de 4e   | Pas de 4e   | Pas de 4e   |
| Présidentielle 2022 |          | LFI      | 33,29    |          | LREM     | 25,09    |          | RN       | 16,65    |          | REC      | 7,27     |             | LREM        | 68,13       |             | RN          | 31,87       | Pas de 3e   | Pas de 3e   | Pas de 3e   | Pas de 4e   | Pas de 4e   | Pas de 4e   |

### Jumelages
Au 1er janvier 2012, Saint-Étienne est jumelée avec 17 villes.
- Coventry (Royaume-Uni) depuis 1955
- Louhansk (Ukraine) depuis 1959
- Ferrare (Italie) depuis 1960
- Granby (Canada) depuis 1960
- Wuppertal (Allemagne) depuis 1960
- Windsor (Canada) depuis 1963
- Geltendorf (Allemagne) depuis 1966 (jumelage avec la commune associée de Saint-Victor-sur-Loire)
- Tamatave (Madagascar) depuis 1971
- Nazareth Illit (Israël) depuis 1974
- Annaba (Algérie) depuis 1982
- Xuzhou (Chine) depuis 1984
- Des Moines (États-Unis) depuis 1985
- Patras (Grèce) depuis 1990
- Ben Arous (Tunisie) depuis 1994
- Katowice (Pologne) depuis 1994
- Oeiras (Portugal) depuis 1996
- Fès (Maroc) depuis 2006

### Coopération décentralisée
- Bobo Dioulasso (Burkina Faso) depuis 2009
- Monastir (Tunisie) depuis 2012

| La ville de Monastir en Tunisie · La ville de Wuppertal en Allemagne · La ville d'Annaba en Algérie · La ville de Katowice en Pologne · La ville de Coventry au Royaume-Uni · La ville de Windsor au Canada · La ville de Xuzhou en Chine · La ville de Ferrara en Italie · La ville de Patras en Grèce · La ville de Bobo Dioulasso au Burkina Faso · La ville de Tamatave à Madagascar · La ville de Desmoines aux Etats-Unis · La ville de Granby au Canada · La ville de Oieras au Portugal · La ville de Nazareth Illit en Israël · La ville de Lougansk en Ukraine |

### Villes de design, membres du réseau des villes créatives UNESCO
Depuis novembre 2010, Saint-Étienne fait partie du réseau des villes créatives UNESCO, comme ville de design. Les coopérations entre les vingt-et-une villes de ce réseau sont nombreuses et se développent maintenant en dehors du strict cadre du design.
- Berlin (Allemagne)
- Buenos Aires (Argentine)
- Graz (Autriche)
- Kobe (Japon)
- Montréal (Canada)
- Nagoya (Japon)
- Pékin (Chine)
- Séoul (Corée du Sud)
- Shanghai (Chine)
- Shenzhen (Chine)
- Bilbao (Espagne)
- Curitiba (Brésil)
- Dundee (Royaume-Uni)
- Helsinki (Finlande)
- Turin (Italie)
- Bandung (Indonésie)
- Budapest (Hongrie)
- Detroit (États-Unis)
- Kaunas (Lituanie)
- Puebla (Mexique)
- Singapour (Singapour)

### Politique environnementale
La métropole de Saint-Étienne propose à ses habitants plusieurs sites et services en matière de gestion des déchets ménagers, qu'il s'agisse de déchets polluants ou encombrants. Le territoire comptabilise 13 déchetteries dispersées à l'Etrat, Firminy, La Ricamarie, Roche-la-Molière, Saint-Chamond, Saint-Etienne le Soleil, Saint-Etienne Chauvetière, Saint-Jean-Bonnefonds, Tartaras, Andrézieux-Bouthéon et Lorette.
Il n'existe pas à ce jour de service général de collecte des déchets encombrants à domicile, que ce soit sur un mode de collecte fixe ou sur rendez-vous. Seuls quelques administrés pourront bénéficier ponctuellement d'un ramassage à domicile, sur simple demande auprès de la mairie de Saint-Étienne. Dans ce cas, seuls les déchets électroménagers et mobiliers sont acceptés, si leur volume total ne dépasse pas les 1 mètre cube.
Il est formellement interdit de déposer des déchets encombrants sur la voie publique, sous peine d'une répréhension pécuniaire. Le site de la ville de Saint-Étienne précise enfin qu'il existe des associations qui récupèrent certains déchets encombrants, dans un but de revalorisation des déchets et/ou de création d'activité propice à l'insertion sociale et professionnelle.

## Population et société

### Démographie

#### Évolution démographique
L'industrialisation amène une très forte croissance démographique de 1800 à 1926. Après un recul industriel de vingt ans cette croissance reprend dans les années cinquante mais ne durera que vingt ans et actuellement[Quand ?] la population est revenue à son chiffre de 1946 voire celui compris entre 1921 et 1926.
Ce recul démographique est le reflet des difficultés qu'ont subies les principales industries stéphanoises dès le début des années soixante-dix : tout d'abord les Houillères de la Loire en raison de la concurrence du pétrole et du charbon des pays étrangers, de 26 029 employés en 1945, les effectifs sont ramenés sous le seuil des 3 000 en 1973.
Puis Manufrance déposera le bilan en 1986 ; en 2001, c'est la Manufacture d'armes de Saint-Étienne reprise par GIAT industries qui ferme ses portes. D'une population de 223 223 habitants en 1968, dans ses limites géographiques actuelles, la ville est passée à 199 396 en 1990, 177 480 en 2006 puis 170 761 habitants en 2014.
Cette perte de population se fait principalement au profit de communes périphériques, notamment celles situées dans la plaine du Forez.

L'évolution du nombre d'habitants est connue à travers les recensements de la population effectués dans la commune depuis 1793. Pour les communes de plus de 10 000 habitants les recensements ont lieu chaque année à la suite d'une enquête par sondage auprès d'un échantillon d'adresses représentant 8 % de leurs logements, contrairement aux autres communes qui ont un recensement réel tous les cinq ans,.

En 2022, la commune comptait 172 569 habitants, en évolution de +0,38 % par rapport à 2016 (Loire : +1,32 %, France hors Mayotte : +2,11 %).
| 1793   | 1800   | 1806   | 1821   | 1831   | 1836   | 1841   | 1846   | 1851   |
| ------ | ------ | ------ | ------ | ------ | ------ | ------ | ------ | ------ |
| 25 000 | 16 259 | 18 035 | 19 102 | 33 064 | 41 534 | 48 554 | 49 614 | 56 003 |

| 1856   | 1861   | 1866   | 1872    | 1876    | 1881    | 1886    | 1891    | 1896    |
| ------ | ------ | ------ | ------- | ------- | ------- | ------- | ------- | ------- |
| 94 432 | 92 250 | 96 620 | 110 814 | 126 019 | 123 813 | 117 875 | 133 443 | 136 030 |

| 1901    | 1906    | 1911    | 1921    | 1926    | 1931    | 1936    | 1946    | 1954    |
| ------- | ------- | ------- | ------- | ------- | ------- | ------- | ------- | ------- |
| 146 559 | 146 788 | 148 656 | 167 967 | 193 737 | 191 088 | 190 236 | 177 966 | 181 730 |

| 1962    | 1968    | 1975    | 1982    | 1990    | 1999    | 2006    | 2011    | 2016    |
| ------- | ------- | ------- | ------- | ------- | ------- | ------- | ------- | ------- |
| 210 311 | 223 223 | 220 181 | 204 955 | 199 396 | 180 210 | 177 480 | 170 049 | 171 924 |

| 2021    | 2022    | - | - | - | - | - | - | - |
| ------- | ------- | - | - | - | - | - | - | - |
| 172 718 | 172 569 | - | - | - | - | - | - | - |

#### Pyramide des âges
La population de la commune est relativement jeune. En 2020, le taux de personnes d'un âge inférieur à 30 ans s'élève à 40,7 %, soit au-dessus de la moyenne départementale (34,9 %). À l'inverse, le taux de personnes d'âge supérieur à 60 ans est de 25,8 % la même année, alors qu'il est de 28,6 % au niveau départemental.
En 2020, la commune comptait 83 009 hommes pour 91 073 femmes, soit un taux de 52,32 % de femmes, légèrement supérieur au taux départemental (51,6 %).
Les pyramides des âges de la commune et du département s'établissent comme suit.
| Hommes | Classe d’âge | Femmes |
| ------ | ------------ | ------ |
| 1      | 90 ou +      | 2,5    |
| 7,4    | 75-89 ans    | 10,8   |
| 13,7   | 60-74 ans    | 15,8   |
| 16,5   | 45-59 ans    | 16,1   |
| 18,2   | 30-44 ans    | 16,4   |
| 24,3   | 15-29 ans    | 22,2   |
| 18,9   | 0-14 ans     | 16,2   |

| Hommes | Classe d’âge | Femmes |
| ------ | ------------ | ------ |
| 0,8    | 90 ou +      | 2,3    |
| 8      | 75-89 ans    | 11     |
| 17,1   | 60-74 ans    | 18,2   |
| 19,5   | 45-59 ans    | 18,7   |
| 17,5   | 30-44 ans    | 17     |
| 17,9   | 15-29 ans    | 16     |
| 19     | 0-14 ans     | 16,8   |

### Enseignement

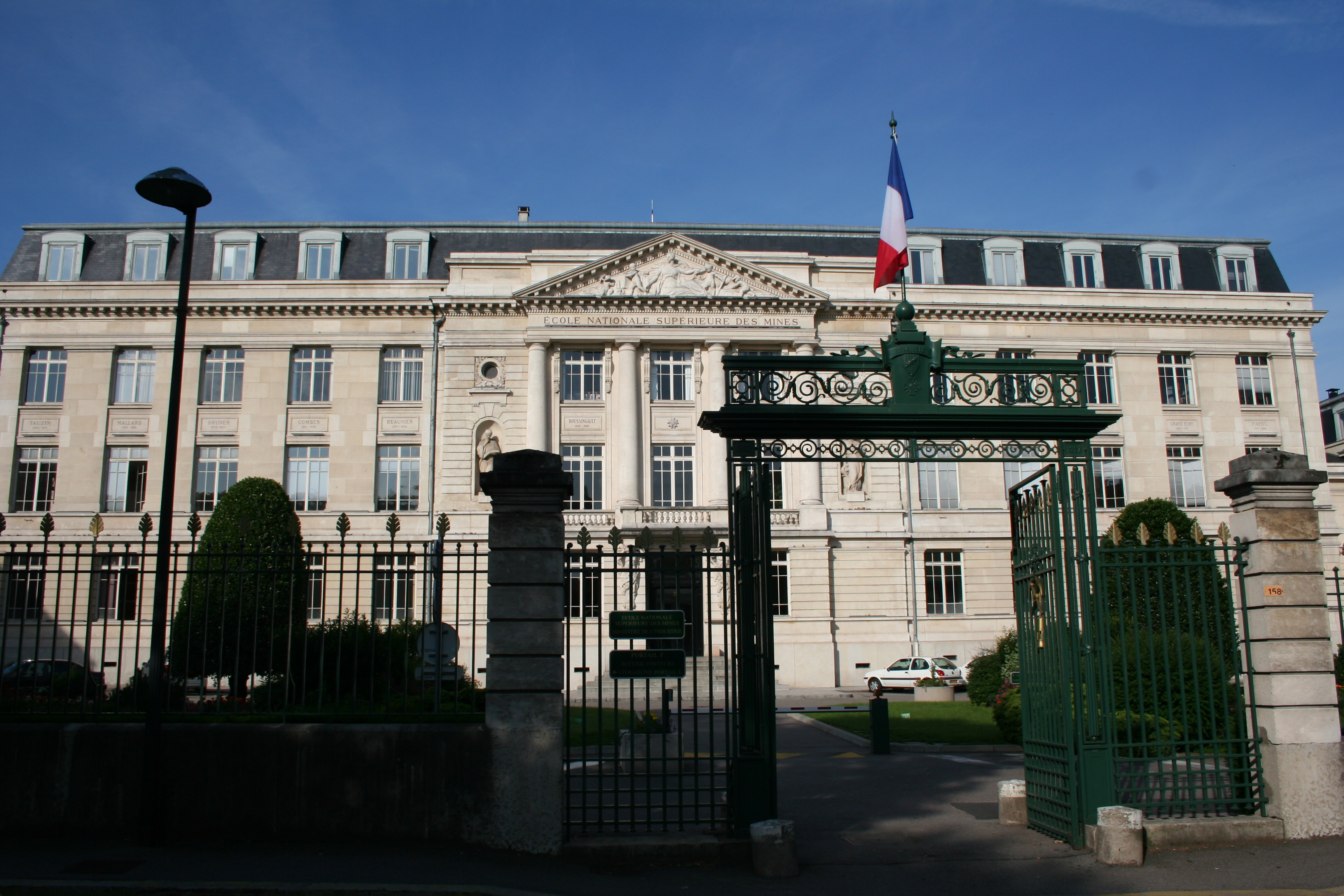
École nationale supérieure des mines de Saint-Étienne.

L'agglomération compte 25 000 étudiants post-bac à travers des formations universitaires et grandes écoles intégrant des formations d'ingénierie santé, de sciences et design, de sciences humaines et économie, d'ingénierie et technologie, etc.
L'image de la ville dans le domaine des études supérieures est plutôt bonne. Le magazine L'Étudiant de septembre 2013 l'a d'ailleurs placée en 8e position des grandes villes étudiantes françaises et Saint-Étienne est la 1re ville française pour ce qui est de la croissance de la population étudiante (2001-2011).
Selon un sondage du mensuel L'Étudiant et de l'hebdomadaire Version Femina (courant 2007), Saint-Étienne arrive en tête des villes universitaires française en matière d'équipements sportifs, seconde dans la catégorie « bars-restos-fastfoods », et troisième en matière de loisirs et culture. En matière de logements universitaire, la ville se place 10e sur 31. La capitale ligérienne remporte la 1re place pour les cursus courts (BTS, DUT, BTSA, etc.). Quant aux capacités d'insertion dans le monde professionnel, les étudiants stéphanois se situent à la 11e place sur les 31 villes sondées.
- Enseignement secondaire :
  - Lycées de Saint-Étienne.
- Enseignement supérieur :
  - Université Jean-Monnet ;
  - École d'Économie (SE²) ;
  - École nationale supérieure des mines de Saint-Étienne (EMSE ou ENSMSE) ;
  - École nationale d'ingénieurs de Saint-Étienne (ENISE) ;
  - Télécom Saint-Étienne (TELECOM Saint-Étienne) ;
  - Institut Supérieur des Techniques de la Performance (ISTP) ;
  - École nationale supérieure d'architecture de Saint-Étienne (ENSASE) ;
  - Institut de formation en masso-kinésithérapie (IFMK) de l’externat Saint-Michel ;
  - École nationale supérieure de sécurité sociale (EN3S) ;
  - École supérieure art et design de Saint-Étienne (ESADSE) ;
- Institut universitaire de technologie de Saint-Étienne et Roanne ;
  - École supérieure de commerce (ESC) — Campus EM Lyon Business School depuis la rentrée 2013 ;
  - Institut d'optique Graduate School (IOGS) ;
  - Institut universitaire de formation des maîtres (IUFM) ;
  - École de la comédie de Saint-Étienne — l'un des six établissements d'art dramatique basé au sein d'un théâtre ;
  - Centres de formation en soins infirmiers (CHU et Croix-Rouge) ;
  - École de masso-kinésithérapie ;
  - Conservatoire national des arts et métiers (CNAM) ;
  - Conservatoire de Saint-Étienne ;
  - Centre international d'ostéopathie (CIDO) ;
  - Institut régional universitaire polytechnique (IRUP) ;
  - Institut régional du travail social (IRTS) ;
  - International Rhône-Alpes Media (IRAM) ;
  - Institut d'études politiques de Lyon (IEP) - Campus de Saint-Etienne depuis 2017.

### Manifestations culturelles et festivités
- Salon grand public :
  - Tatou Juste : en novembre, regroupement des initiatives en lien avec l’environnement et les solidarités depuis 2005[183].
- Festival artistique :
  - Biennale internationale du design de Saint-Étienne : depuis 1998 qui a lieu tous les deux ans dans la première quinzaine de mars pendant un mois à la Cité du design.
  - Fête du Livre de Saint-Étienne : (tous les ans dans la deuxième quinzaine d'octobre pendant trois jours : vendredi, samedi et dimanche) C'est une des fêtes du livre les plus fréquentées de France, depuis 1986.
- Festival de musique :
  - Les Jazzeries d'hiver, en janvier au Fil.
  - Festival Musitecture : festival visant à mêler musique et architecture, organisé par les étudiants de l'École nationale supérieure d'architecture de Saint-Étienne (avait lieu en avril).
  - Festival Paroles et musiques : mai.
  - Festival des musiques innovatrices : avait lieu en juin.
  - Festival Bô Mélange (avait lieu en juillet).
  - Festival des Musiques du Monde : Festival composé de concerts, soirées dansantes, animations et films, à la découverte d'autres horizons.
  - Biennale Massenet : festival d'art lyrique qui avait lieu en novembre.
  - Les oreilles en pointe : festival axé sur la découverte de nouveaux talents de la chanson européenne en novembre dans la vallée de l'Ondaine.
  - Festival Piano Passion : était un festival de musique classique au mois de mai.
  - Festival Poto Carrés : était un festival hip-hop, graff, break dance.
  - Les Roches celtiques : festival qui accueille des groupes musicaux d'inspiration celtique en plein air au début juillet.
  - Avatarium : Ce festival proposait chaque année en novembre une programmation éclectique autour des cultures alternatives, et mêle dans le même temps concerts, conférences et animations autour de l’Information Libre.
  - Le Positive Education Festival, festival de musiques électroniques au mois de novembre[184].
  - BWd12 : un festival de musique de chambre à Saint-Victor-sur-Loire en août.
- Festival de théâtre-spectacle-cinéma :
  - Festival 1001 Bass : les cultures urbaines au mois de mars.
  - Tête de Mule : une semaine en avril de critique cinéma pour les enfants.
  - DAN.CIN.FEST : un festival cinéma/danse/société en juin.
  - Festival TRAX : le hip-hop au mois de juin.
  - Festival des 7 Collines : festival de théâtre et cinéma (tous les ans dans la 1re quinzaine de juillet) depuis 1995.
  - Festival des Résistances et des Alternatives : (concerts, cinéma, ateliers, débats, conférences, etc. fin avril - début mai).
  - Festival des Arts burlesques : festival composé de spectacles d'humour, conférences, ateliers d'initiations, défilés burlesques et expositions en février.
  - Festival du film gay et lesbien Face à face : chaque année en octobre-novembre, il présente une sélection de courts et longs métrages thématiques et des rencontres avec les réalisateurs.
  - Curieux voyageurs (anciennement Planète couleurs le festival des voyages) : festival qui réunit des aventuriers, des reporters-conférenciers, des photographes, des musiciens et des écrivains sur le thème du voyage et de l'aventure humaine au mois de mars.
  - Festival « autrement gay » : chaque année au début de juin : festival pluridisciplinaire (théâtres, spectacles, expositions, films, rencontres citoyennes…) organisé par le collectif « autrement gay » : rencontres artistiques ouvertes à tous dans le but de lutter contre les discriminations et notamment l'homophobie.
- Fêtes traditionnelles :
  - Fête de la Sainte-Barbe patronne des mineurs le 4 décembre.
  - Foire économique de Saint-Étienne : tous les ans dans la deuxième quinzaine de septembre pendant onze jours, du vendredi au lundi en huit.
- Fête sportive :
  - Saintélyon est une course à pied nocturne d'endurance entre les villes de Saint-Étienne et de Lyon le premier weekend de décembre depuis 1952, sur une distance de 68 km à l'origine.
  - Le Vélocio épreuve cycliste depuis 1922 se déroulant le deuxième week-end de juin avec la fameuse montée chronométrée du col de la République.
  - Francisco Moser, épreuve cyclosportive qui a eu lieu en 2006[185].

### Santé
Saint-Étienne possède, dans le domaine public, un CHU avec trois hôpitaux :
- L'hôpital de la Charité : il se situe en centre-ville.
- L’hôpital Bellevue : il se situe dans le quartier de Bellevue : C'était l'un des hôpitaux de France les plus importants dans les années 1900, mais depuis 2008, tous les services qu'il possédait ont déménagé à l’Hôpital Nord sauf le service de rééducation. Dans les années à venir, cet hôpital deviendra un hôpital gériatrique. Il possédait la faculté de Médecine qui a déménagé en 2015 à l'hôpital Nord.
- L'hôpital Nord : il se situe à Saint-Priest-en-Jarez, dans le nord de l'agglomération. C'est le seul hôpital public général de Saint-Étienne. Il a ouvert en 1982 et a été agrandi en 2008 pour accueillir tous les services de l'Hôpital Bellevue. Il a accueilli la faculté de Médecine en 2015.

Le CHU de Saint-Étienne est le plus grand employeur du département de la Loire avec 6 900 employés (les 3/4 des employés se trouvent à l'hôpital Nord).
Il est reconnu parmi les meilleurs hôpitaux de France, à la 23e place du tableau d'honneur des 50 meilleurs hôpitaux de France. Il se classe dans les toutes premières places nationales dans certaines spécialités : 2e sur les stimulateurs cardiaques, 9e sur la chirurgie des carotides.
Il y a aussi trois cliniques et hôpitaux privés :
- Le Centre Hospitalier Privé de la Loire : il se situe anciennement à la place de l'immeuble de La Muraille de Chine.
- La Clinique Mutualiste : située à côté de l'hôpital Bellevue, cet établissement privé à but non lucratif géré par la Mutualité française Loire SSAM, se classe parmi les premiers établissements pour certains actes chirurgicaux : 2e sur la traumatologie du genou, 4e sur la prothèse de hanche, 4e sur les hernies de l'abdomen ou encore 8e sur la vésicule biliaire[186].
- La clinique du Parc : elle se situe aux abords de l'hôpital Nord.

### Sports

#### Événements sportifs nationaux et internationaux

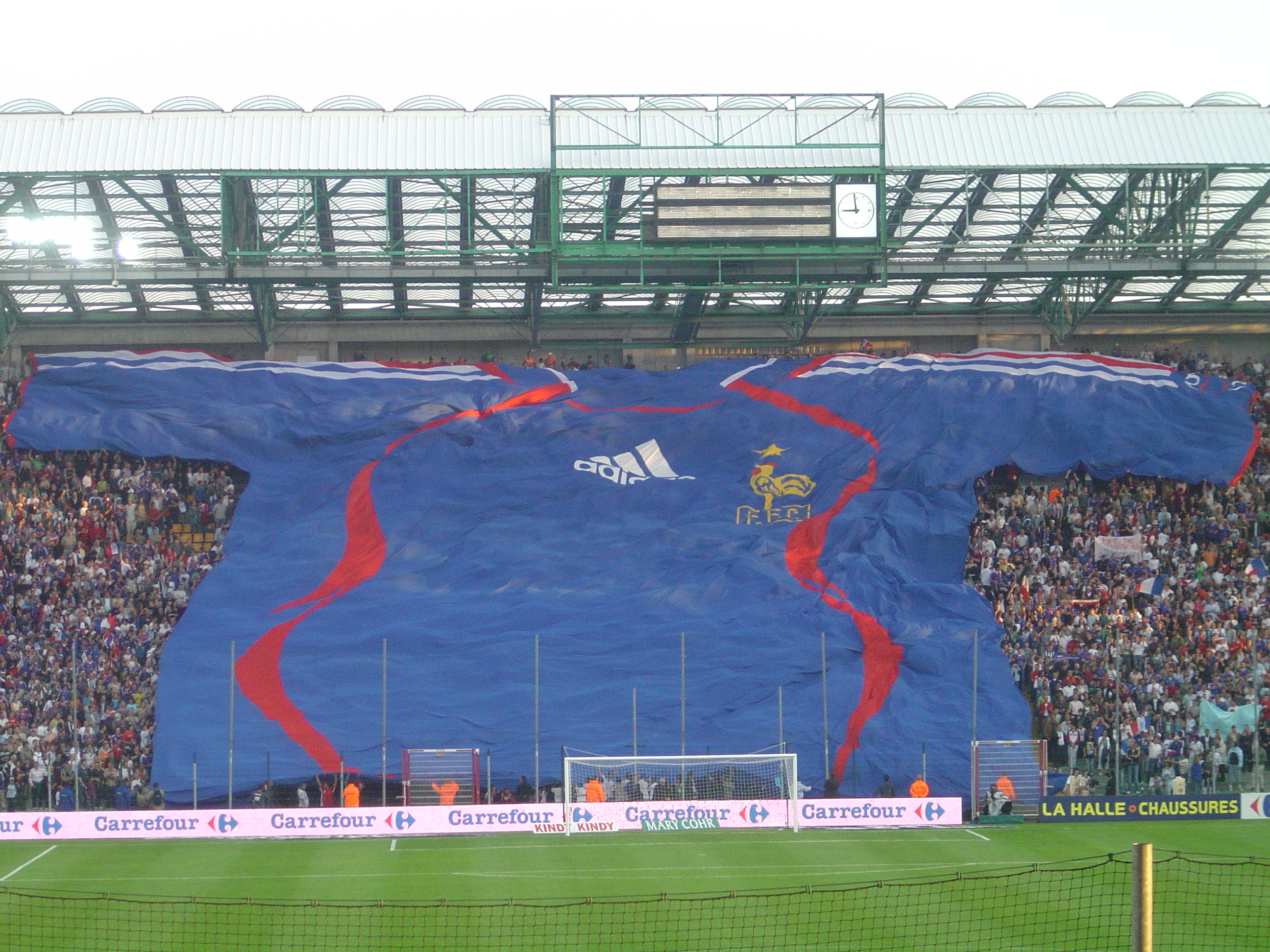
Tifo de football pour le match amical France-Chine.

- Football :
  - Euro 1984[187] : France - Yougoslavie : 3-2, Roumanie - Espagne : 1-1.
  - Qualifications à l'Euro 1996 : France - Roumanie : 0-0.
  - Coupe du monde de football de 1998[188], avec les matches : Yougoslavie - Iran : 1-0, Chili - Autriche : 1-1, Espagne - Paraguay : 0-0, Écosse - Maroc : 0-3, Pays-Bas - Mexique : 2-2, Argentine - Angleterre (1/8) : 2-2 (4-3 aux tirs au but).
  - Coupe du monde de football féminin 2003 : France - Angleterre (Barrage pour la Coupe du Monde) : 1-0
  - Coupe des Confédérations 2003[189], avec les cinq rencontres : France - Japon : 2-1, Japon - Colombie : 0-1, Turquie - États-Unis : 2-1, Brésil - Turquie : 2-2, Turquie - Colombie (3e place) : 2-1.
  - Championnat d'Europe de football 2016 : Portugal - Islande : 1-1, République tchèque - Croatie : 2-2, Slovaquie - Angleterre : 0-0, Suisse - Pologne 1-1 (4-5 aux tirs au but).
  - Jeux olympiques de 2024 avec les six rencontres
    - Féminin : Canada - Nouvelle-Zélande 2-1, France - Canada 1-2, Zambie - Allemagne 1-4
    - Masculin : Argentine - Maroc 1-2, Ukraine - Maroc 2-1 , Etats-Unis - Guinée 3-0

- - Amicaux :
    - France - Écosse : 2-1 (novembre 1997) ;
    - France - Chine : 3-1 (juin 2006) ;
    - France - Nigéria : 0-1 (3 juin 2009) ;
    - France - Danemark : 2-0 (29 mars 2015).

  - Football féminin :
    - France - Australie : 2-0 (octobre 2018).

- Athlétisme :
  - Jeux mondiaux handisports (1990) ;
  - Championnats de France d'athlétisme : 1975, 2001, 2002 et 2019.
- Rugby :
  - Amical : France - Fidji : 77-10 ;
  - Coupe du monde de rugby à XV 2007[190], avec les rencontres : Samoa - États-Unis : 25-21, Écosse - Portugal : 56-10, Écosse - Italie : 18-16.
  - Coupe du monde de rugby à XV 2023, avec 4 rencontres
- Cyclisme :
  - Tour de France : Saint-Étienne a été 25 fois ville-étape du Tour pour 23 éditions de la Grande Boucle a y être passées (une ville peut être plusieurs fois ville-étape au cours d'une même édition lorsqu'elle accueille plusieurs arrivées, ce qui fut le cas pour Saint-Étienne en 1980 et 1986).
    - De par sa proximité avec Lyon et avec le massif du Pilat la ville a accueilli plusieurs contre-la-montre : en 1950 et 1956 eut lieu un contre-la-montre Saint-Étienne-Lyon et le parcours inverse Lyon-Saint-Étienne se dispute en 1953. La ville accueille également quatre autres contre-la-montre disputés dans les massifs autour de la ville, en 1980, 1986, 1997 et en 2005.
    - 25 fois ville étape, Saint-Étienne est la cinquième ville à avoir le plus souvent reçu le Tour depuis la fin de la Guerre[191], derrière Paris (toutes les années), Bordeaux (55), Pau (47) et L’Alpe d’Huez (26).
    - Ville-étape en 1950, 1953 (clm), 1956, 1959, 1961, 1963, 1966, 1968, 1971, 1977, 1978, 1980 (une arrivée plus un contre-la-montre, 1983, 1985, 1986 (une arrivée plus un contre-la-montre), 1990, 1992, 1995, 1997 (clm), 1999, 2005 (clm), 2008, 2014 et 2019.
    - Le Tour passa également à Saint-Étienne (sans s'y arrêter) au cours de ses deux premières éditions en 1903 et 1904 : en 1903 eut lieu la première ascension de l'histoire, celle du col de la République. Ce col figure également au programme de la deuxième édition de 1904 mais, dans la montée, des partisans du coureur régional Antoine Fauré prennent les autres concurrents à partie. Henri Desgrange privera dorénavant la ville de Tour et celui-ci n'y reviendra que 46 ans plus tard.

  - Paris-Nice : Saint-Étienne a été ville-étape à 58 reprises. Elle l'a été sans interruption de 1935 à 1939 et de 1953 à 1995. Elle a été la ville qui a accueilli le plus la course. Hormis Paris et Nice qui sont les villes du grand départ et de la grande arrivée de la course. Auparavant la course s'appelait Paris-Saint-Étienne ou encore Paris-Saint-Étienne-Nice. Elle accueillera un contre la montre le 7 mars 2018 avec une arrivée devant le Stade Geoffroy-Guichard.
  - Critérium du Dauphiné libéré : Saint-Étienne a accueilli la course par 24 reprises.
  - Grand Prix de Saint-Étienne Loire : se déroulant depuis 1998 chaque dernier samedi du mois de mars.

#### Équipements sportifs

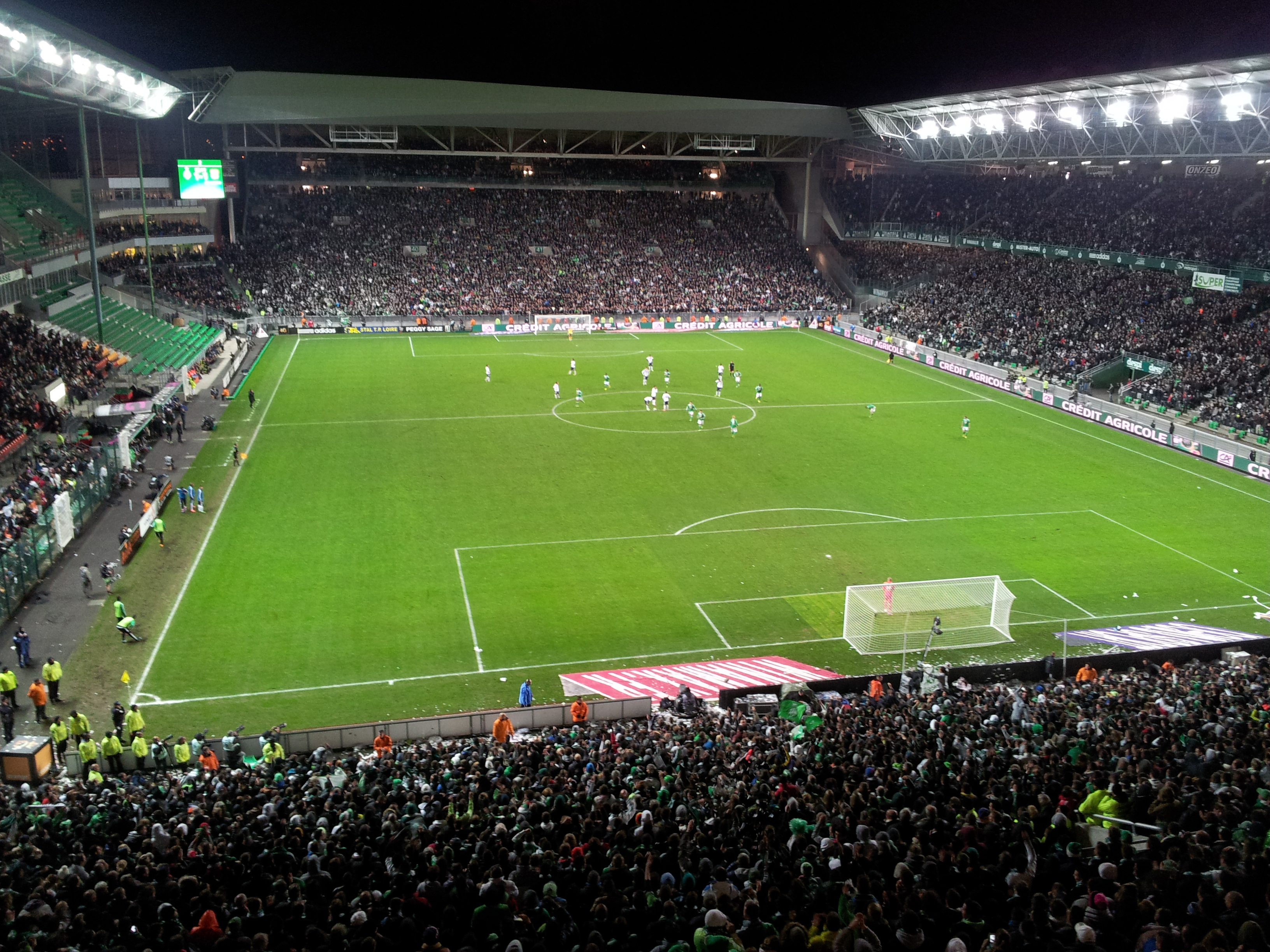
Stade Geoffroy-Guichard à Saint-Étienne.

Saint-Étienne possède de nombreux équipements sportifs, en voici une liste non exhaustive :
- Stade Geoffroy-Guichard : en vue de l'Euro 2016 de football, le mythique Chaudron a été rénové et agrandi. Une capacité portée à près de 42 000 places, le stade Geoffroy-Guichard est la vitrine du territoire et le reflet de son positionnement : design, créatif et collectif. La toiture de la tribune officielle du stade est louée pour 20 ans à une société qui a installé 2 600 m2 de panneaux solaires durant l'été 2007. C'est l'une des surfaces de capteurs photovoltaïques les plus importantes en France. Il est l'endroit où se jouent les matchs de l'AS Saint-Étienne ;
- Stade Salif-Keita : situé dans le parc des sports de l'Étivallière. Ayant surtout été consacré au rugby auparavant, mais accueillant les rencontres de l'AS Saint-Étienne féminine désormais ;
- Stadium Pierre-Maisonal : accueillait les matchs de basket du Saint-Étienne basket jusqu'à sa disparition en 2012 et accueille maintenant les matches du SAM Handball (Nationale 1(3e division)) (2 500 places) ;
- Parc des sports de l'Étivallière (19 hectares de terrains et d'équipement) ;
- Parc des sports de Méons ;
- Centre de gymnastique Séraph-Berland : qui accueille la gymnastique féminine de haut niveau et héberge le Pôle France ;
- Golf de Saint-Étienne (107 hectares de verdure) : unique golf français de 18 trous situé en centre-ville, ouvert en 1989 sur le site d'une ancienne décharge ;
- Skatepark de Saint-Étienne (parc François-Mitterrand) ;
- Piscine Raymond Sommet : dotée essentiellement en intérieur d'un bassin de natation de 50 mètres par huit couloirs, et d'une fosse à plongeon avec trois plongeoirs (deux planches et une plate-forme de hauteurs respectives un mètre, trois mètres, cinq mètres) ;
- Mur d'escalade : de 15 mètres de haut et classé international (Gymnase Jean Gachet) ;
- l'Arena Saint-Étienne Métropole : inaugurée en septembre 2022 et hébergeant les rencontres du Saint-Chamond Basket[192].
- Sports d'hiver :
  - Station de ski alpin de Chalmazel à 68 km (1 h 15 min) ;
  - Station de ski Alpin & nordique de Prabouré à 59 km (50 min) ;
  - Espace nordique des monts du Pilat à 20 km (20 min).

#### Associations sportives
- Football :
  - AS Saint-Étienne en Ligue 2 (Seconde division) et l'équipe réserve en National 3 (cinquième division) ;
  - AS Saint-Étienne (féminines) en Première Ligue.
- Basket-ball :
  - Association Saint-Etienne Basket (ASEB)
- Athlétisme :
  - Coquelicot 42.
- Cyclisme :
  - L'Espoir cycliste Saint-Étienne Loire (EC Saint-Étienne Loire) qui évolue en première division nationale.
- Rugby :
  - Club athlétique de Saint-Étienne Loire sud rugby en Fédérale 1 (troisième division) en 2011-2012 après avoir évolué en Pro D2 (deuxième division en 2010-2011).
- Football Américain :
  - Les Giants, club fondé en 1984 (Titans de 1984-1987, puis Giants depuis 1987) actuellement en D2, champions de France de D3 en 2009 et de Flag football en 2007-2008 ;
- Autres :
  - Avant-Garde de Saint-Étienne (AGSE) association sportive et culturelle omnisports affiliée à la Fédération sportive et culturelle de France ;
  - Handball Saint-Étienne Andrezieux (HBSA) National 2 (quatrième division) pour les séniors filles et National 1 (troisième division) pour les séniors garçons. Moins de 18 ans en Championnat de France et les moins de 16 ans en Championnat régional ;
  - CASE volley en Nationale 2 masculine (quatrième division) ;
  - Club athlétique de Saint-Étienne club omnisports ;
  - Sarbacane ;
  - Saint Étienne Handisport avec la section basket en nationale 1B.

#### Les pôles sportifs
- 1 pôle France de gymnastique féminine[193]
- 1 pôle France de course d'orientation[194]
- 1 pôle Espoir de cyclisme[195]

#### Football
L'équipe de football du club de Saint-Étienne (ASSE, pour Association sportive de Saint-Étienne) a dominé le football français dans les années 1960 et 70, remportant :
- 10 fois le championnat de France (premier club français à l'avoir réalisé) (1956/1957 - 1963/1964 - 1966/1967 - 1967/1968 - 1968/1969 - 1969/1970 - 1973/1974 - 1974/1975 - 1975/1976 - 1980/1981)[196],
- six fois la coupe de France (1962 - 1968 - 1970 - 1974 - 1975 - 1977)[197] ;
- trois fois le championnat de France de Ligue 2 (1963, 1999 et 2004)[198] ;
- une fois la Coupe de la Ligue en avril 2013 (1-0) face à Rennes ;

et perdant 1 à 0 la finale de la coupe d'Europe en 1976 à Glasgow. L'Hampden Park, où se joua la finale, est depuis resté connu des amateurs de football français pour ses poteaux carrés, ce qui a fait le malheur des Verts qui tirèrent deux fois sur la barre transversale.
Les joueurs sont surnommés les Verts (de la couleur de leur maillot), et le stade de l'équipe, le stade Geoffroy-Guichard (42 000 places), est surnommé « le chaudron »(ou « l'enfer vert » pour ceux qui viennent l'y affronter).
Beaucoup des joueurs les plus renommés du football français ont joué dans cette équipe, par exemple Aimé Jacquet, Michel Platini, Hervé Revelli, Patrick Revelli, Dominique Rocheteau, Dominique Bathenay, Jean-Michel Larqué, Jacques Santini, Laurent Blanc, Grégory Coupet, Willy Sagnol, Bernard Lacombe, Jeremie Janot, ainsi que de grands footballeurs étrangers tels qu'Oswaldo Piazza, Ivan Curkovic, Johnny Rep, Joseph-Antoine Bell, Rachid Mekloufi.
C'est l'équipe qui a lancé l'engouement national pour le football avec ses nombreuses réussites.
Son stade (Geoffroy-Guichard) est encore connu pour être l'un des plus animés de France pour ce qui est du nombre de supporteurs et de l'ambiance (victoire en championnat des tribunes (LFP) lors de trois saisons consécutives : 2006/2007, 2007/2008, 2008/2009).
Le club de l'ASSE a été élu club français le plus populaire et le public stéphanois fait partie du top 10 des meilleurs publics du monde.

#### Sarbacane
L'autre sport « typique » de Saint-Étienne est la sarbacane, que certains médecins recommandaient pour que les mineurs expulsent la poussière de leurs poumons, pour essayer d'enrayer la silicose. En stéphanois, un joueur de sarbacane s'appelle un « baveux » et le sport est encore pratiqué de nos jours dans les associations.

### Taux d'équipement

Cette carte représente le taux de variation sur une période de 9 ans du taux d'équipements pour 1000 habitants dans l'intercommunalité Saint-Étienne Métropole.

Le taux d'équipement permet de mesurer le « niveau d'équipement et de service rendus par un territoire à la population » : en recensant le nombre d'équipements (commerciaux, de santé, de service, d'éducation ou encore de l'administration) et en divisant à la population puis en multipliant par 1 000. Saint-Étienne, ville en déclin, est concurrencée par sa périphérie et l'augmentation croissante de la population dans les communes limitrophes. Cette carte permet d'avoir une représentation spatiale de l'évolution du taux d'équipement et donc d'avoir une idée des dynamiques d'aménagement sur ces territoires entre 2007 et 2016.
Ainsi, on remarque que les communes périphériques à l'Est de Saint-Étienne ont connu une forte augmentation de leur taux d'équipement (entre +62 % et +170 %). Châteauneuf, par exemple, a connu la plus forte augmentation avec un taux de +170 %, passant ainsi d'un taux d'équipement de 8,9 à 24 pour 1000 habitants. D'un côté cette augmentation est donc à nuancer, il s'agit d'abord d'un rééquilibrage entre les différentes communes, pour mieux équiper des communes où l'offre d'équipements étaient très faibles, contrairement à Saint-Étienne qui était déjà relativement bien équipé (27,2 ‰ en 2007 à 35 ‰ en 2016). De l'autre, l'augmentation du taux d'équipement s'explique par une augmentation de la population dans ces communes. Entre 2007 et 2015, Châteauneuf a connu une augmentation de +6 % de sa population, alors que Saint-Étienne a connu une perte de -2,5 % de sa population sur la même période.
Les villes de l'est de la communauté d'agglomération sont à la fois, celles qui ont connu les plus fortes augmentations de population (Tartaras +11,5 %, Pavezin +24,8 %, Farnay +10,7 %) et donc une amélioration de leur taux d'équipement (respectivement +76,8 %, +67,3 % et +103,4 %).
Le cas de la commune de la Tour-en-Jarez est aussi très parlant, commune limitrophe de Saint-Étienne, elle a vu sa population fortement augmenter entre 2007 et 2015 (+15 %) et son taux équipement également (+85,9 %). La commune attire par sa proximité avec la préfecture couplée à un caractère encore rural, c'est la logique même de la périurbanisation. Cette dynamique est assumée par la mairie, le slogan de la commune « La-Tour-en-Jarez une ville à la campagne ».
Le déclin urbain dont souffre Saint-Étienne s'explique donc en partie par la concurrence des communes périphériques, elles bénéficient d'une plus forte augmentation de leur population, qui se traduit également par un plus fort investissement dans leurs équipements.

### Médias

#### Radios locales
- France Bleu Saint-Étienne Loire : depuis septembre 2013. Elle émet sur l'ensemble des départements de la Loire et de la Haute-Loire ainsi que sur une partie du département du Rhône depuis ses locaux de la Cité du design (97.1 FM).
- Activ Radio : radio commerciale généraliste locale de la Loire (90.0 FM).
- NRJ Loire : radio musicale émettant avec des décrochages locaux (102.8 FM).
- Chérie Loire : radio musicale du même groupe que NRJ émettant avec des décrochages locaux (95.9 FM).
- Radio Dio : radio associative et alternative, née en 1981. Elle reste une des dernières radios libres de France apparues à cette époque (89.5 FM).
- Loire FM : la radio associative de la place Bobby Sands (100.9 FM).
- Radio Espérance : radio catholique émettant sur une large couverture allant de Guéret à Gap (93.9 FM).
- RCF Saint-Étienne : La radio du diocèse de Saint-Étienne (94.7 FM).
- Radio Scoop : radio commerciale généraliste locale d'une partie de la région Auvergne-Rhône-Alpes avec décrochages locaux à destination de la Loire (91.3 FM).
- Loire radio : radio commerciale généraliste de la Loire.

#### Télévision
- France 3 Rhône-Alpes : chaîne publique locale. Elle propose notamment un décrochage local pour une édition consacré à Saint-Étienne lors de ses JT.
- TL7 : chaîne locale stéphanoise.
- Onzéo : chaîne de l'AS Saint-Étienne et d'autres clubs (AS Nancy-Lorraine, RC Lens, Chamois niortais…)

#### Presse écrite
- Le Progrès : quotidien d'information locale et régionale.
- La Gazette de la Loire : hebdomadaire d'information locale.
- Saint-Étienne & moi : bimestriel gratuit d'information locale et sportive.
- Sports Forez Vert : le premier magazine omnisports gratuit de la région stéphanoise.
- L'Essor : hebdomadaire d'information locale et régionale.
- Le Petit Bulletin : journal mensuel gratuit d'infos culturelles.

#### Sites d'informations locales
- IF saint-etienne.fr
- 42info.fr
- Forez Info
- L'agenda

### Cultes

#### Édifices religieux
- Cathédrale Saint-Charles : fondée de 1912 à 1923, style néogothique primitif, plan de la croix latine avec transept et triple nef, clocher en façade, elle mesure 80 mètres de long, 30 mètres de large et 17 mètres sous la voûte, orgue de chœur de 1930, imposant orgue de A. Durand de 1968, beau tabernacle, intérieur intéressant. La cathédrale reste inachevée, il manque entre autres choses ses 3 clochers, son dôme et des ornements intérieurs et extérieurs : le projet initial fut trop ambitieux à l'époque.
- Grand'Église : fondée au XVe siècle, style gothique forézien en grès houiller, chœur gothique flamboyant, mise au tombeau polychrome, imposant orgue « Mutin-Cavaillé Coll » de 1922, Tableau du Vœu de Peste. La Grand'Église est inscrite au titre des Monuments historiques depuis le 29 décembre 1949.
- Église Notre-Dame : érigée au XVIIe siècle, belle façade de style jésuite du XIXe siècle, à l'intérieur : bel orgue « Callinet » de 1837 classé Monument historique, une chaire sculptée par Claude Désiré, des émaux du chemin de croix faits par Camille Le Tallec, une épine de la couronne du Christ, une lettre autographe de saint Louis.
- Église Notre-Dame de La Paix (Quartier de Solaure)
- Église Saint-Louis : l'une des plus centrales et des plus fréquentées de la ville. Son édification remonte au XVIIe siècle. Elle est alors l'église du Couvent des Minimes. Elle devient un théâtre et une salle de bal durant la Révolution, après celle-ci elle retrouve sa fonction cultuelle et son état actuel. À voir : les fresques de Joseph Lamberton (1867-1943) sur la vie de Louis IX (dans le chœur) et le grand orgue dans le style germanique baroque (1997) de Denis Londe (Jura).
- Église Sainte-Marie : construite le long de l'ancienne rue de Lyon. Son intérieur recèle de tableaux et des peintures murales ; elle date du XIXe siècle, étonnante architecture néo-byzantine, orgue de 1801. L'église Sainte-Marie est inscrite au titre des Monuments historiques depuis le 17 août 1994.
- Église Saint-François : la première église datait du XIXe siècle, mais elle fut détruite lors de bombardements en 1944. L'église actuelle fut construite dans les années 1950, ou les rares restes de l'église détruite ont été conservés. L'église Saint-François a été labellisée « Patrimoine du XXe siècle » par l'État en 2003.
- Église Saint-Ennemond : église datant du XIXe siècle.
- Chapelle de la Charité : très belles boiseries du XVIIIe siècle, bel escalier du XVIIe siècle, magnifique décor Empire, autel à baldaquin en marbre de style baroque italien. La chapelle de la Charité ainsi que les deux sacristies et ses escaliers sont inscrits au titre des Monuments historiques depuis le 7 novembre 1979.
- Église de Terrenoire : édifice de style roman construit de 1897 à 1928, qui mesure 45 mètres de long et 15 mètres de large. L'orgue, classé au titre des Monuments historiques depuis 1987, fut construit vers 1846 par les facteurs Hippolyte-César Beaucourt et Jean-Melchior Voegeli de Lyon.
- Centre Saint-Augustin : église du (XXe siècle) construite à la suite d'une donation.
- Église Saint-Roch : église du XIXe siècle, construite après une épidémie.
- Chapelle Notre-Dame-de-Bon-Secours (XIXe siècle), parfois appelée « église des Pères » (ou « chapelle des Capucins ») domine la colline des Pères. La Vierge à l'Enfant monumentale (Étienne Montagny, statuaire) hissée sur un piédestal à son sommet a été bénite et inaugurée en 1867[207].
- Église de Valbenoîte : église datant du XIIIe siècle.
- Église du Sacré-Cœur, La Terrasse (Saint-Étienne) : elle fait partie de la paroisse Bienheureux Antoine Chevrier
- Église Saint-André
- Église Saint-Jean-Baptiste : église du XIXe siècle, dans l'ancienne commune de Montaud[208].
- Église de la Nativité
- Église Saint-Pierre Saint-Paul : aussi appelée église de la Rivière car située dans le quartier du même nom. Elle fut construite en 1859-1861 et inaugurée en 1862. En 1938, une partie des voûtes latérales s'effondre endommageant une grande partie du bâtiment. Il faudra attendre 1942, et la fin de lourds travaux, pour que l'église accueille à nouveau du public[209].
- Temple protestant de Saint-Étienne : situé rue Élisée-Reclus, il est inauguré en avril 1860. Inscrit à l'Inventaire supplémentaire des Monuments historiques depuis 2009. Vitraux de 1967.
- Synagogue et Association Culturelle Israélite : situé 34, Rue d'Arcole à l'emplacement de l'ancienne synagogue bâtit en 1880 et détruite (à cause d'un affaissement de terrain) dans les années 1960.

La ville compte également 15 lieux de cultes musulman, mosquées et salles de prières.
- Grande Mosquée Mohamed-VI la construction débuta en 2006 et fut inaugurée en 2012. Elle est un exemple de l’art architectural marocain.
- Mosquée de Montreynaud dont la première pierre a été posé le 6 novembre 2011[211]

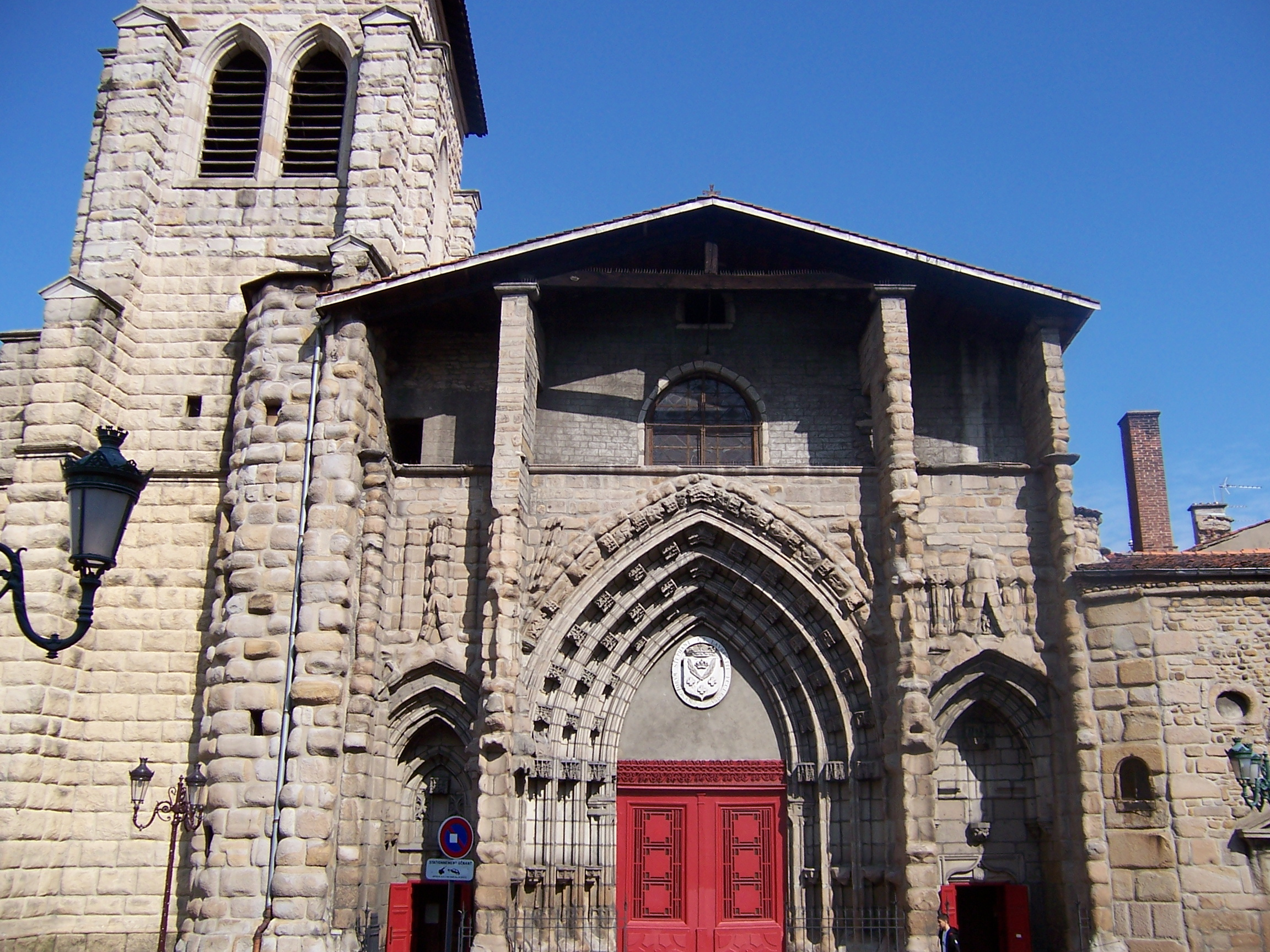
La Grand'Église.
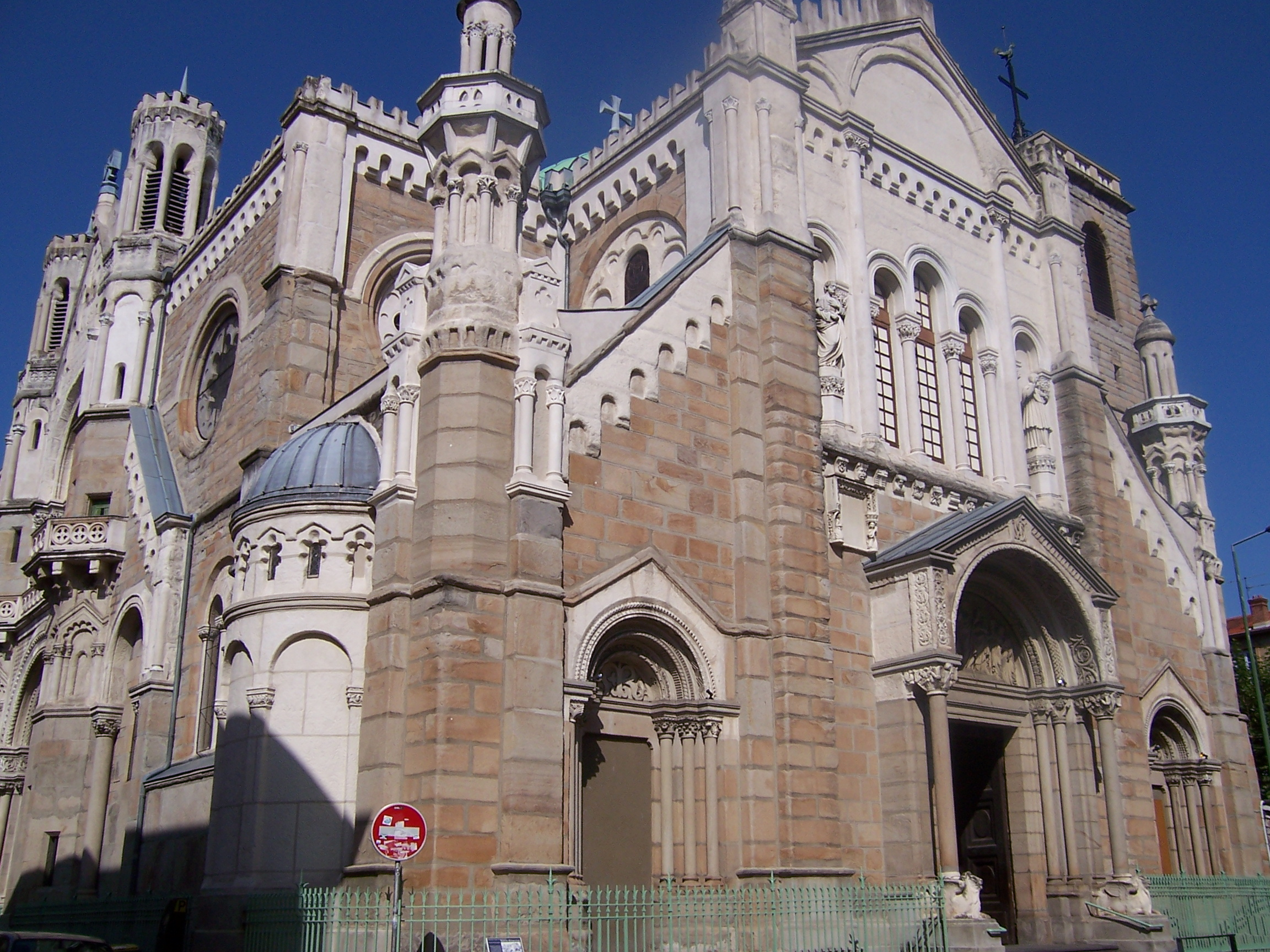
L'église Sainte-Marie.
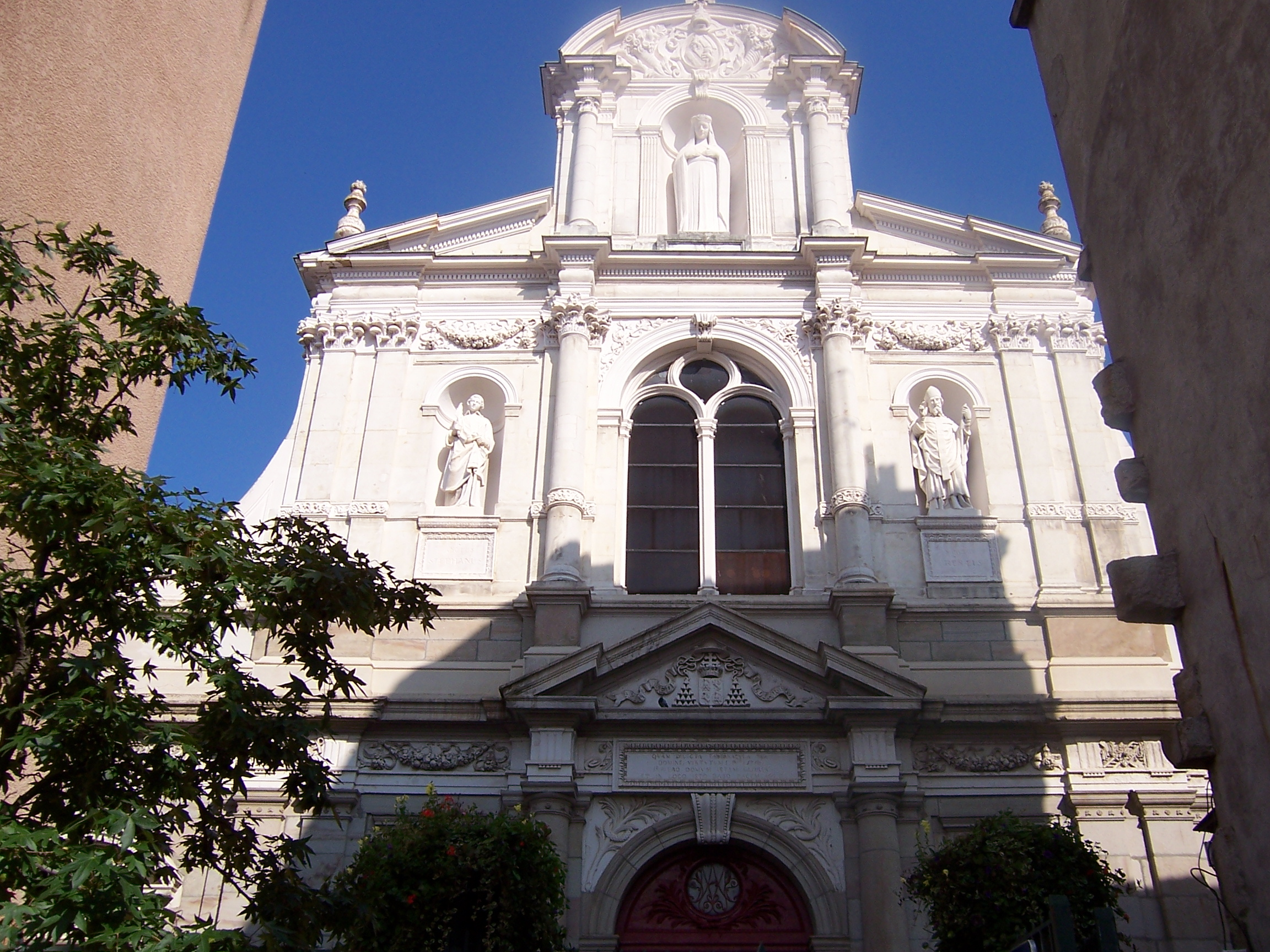
Église Notre-Dame.

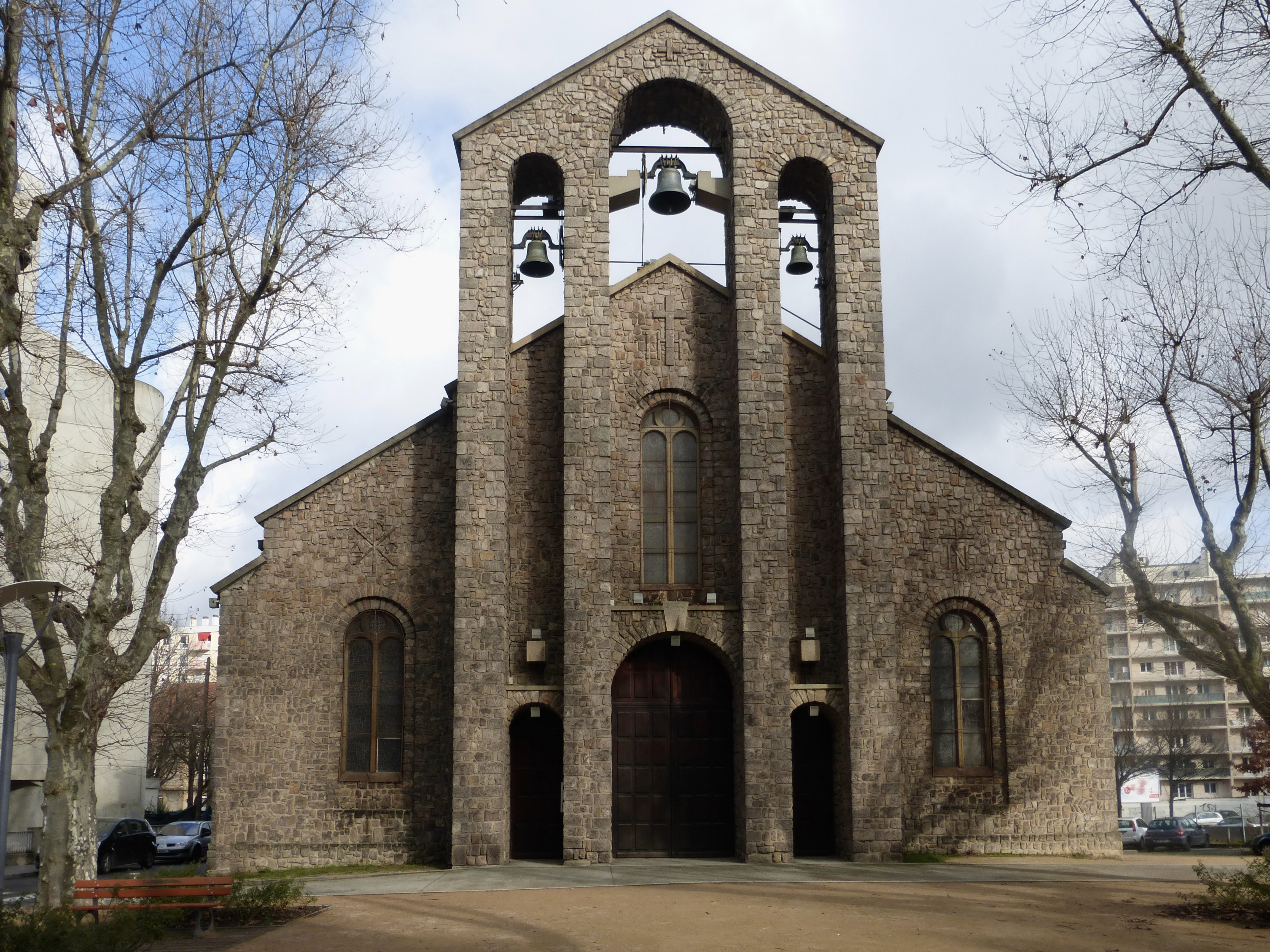
Église Saint-Pierre Saint-Paul.
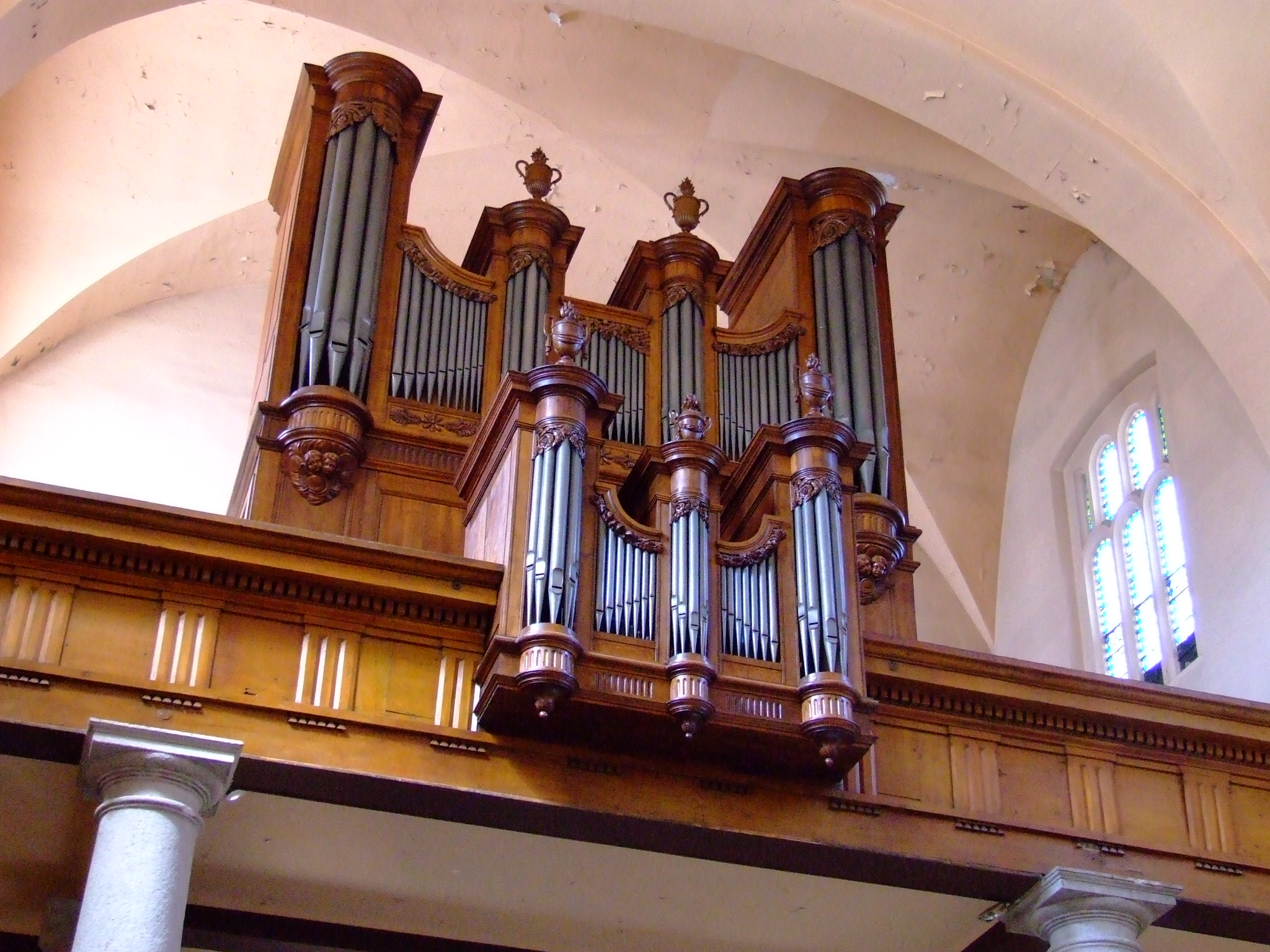
Orgue Callinet (1837) église Notre-Dame.
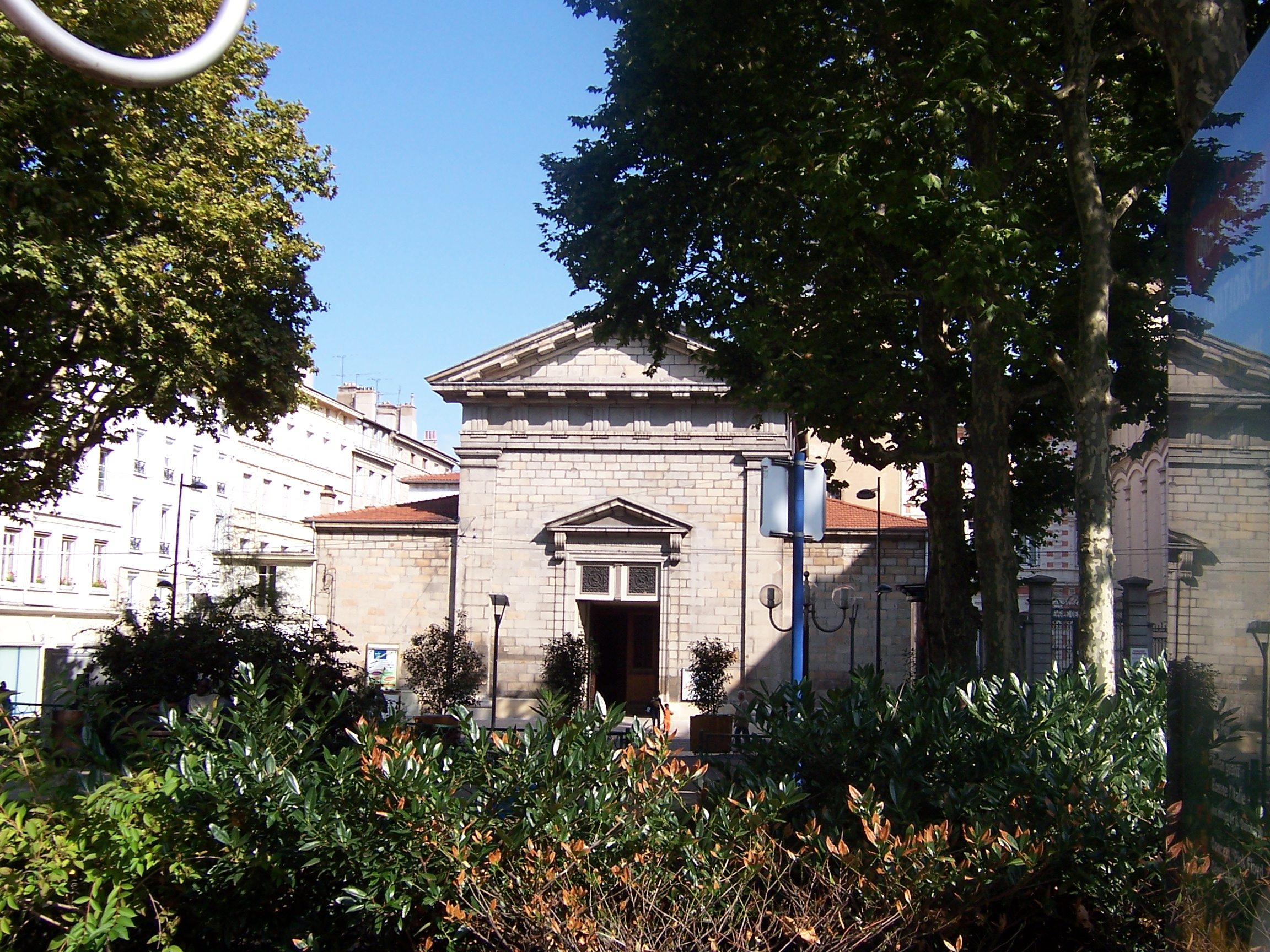
Église Saint-Louis.

### Vie militaire
Listes des unités militaires ayant tenu garnison à Saint-Étienne :
- 16e régiment d'infanterie, 1906
- 38e régiment d'infanterie, (avant) 1906 — 1940 (jusqu'à ?)
- 14e régiment de dragons, 1914
- 30e régiment de dragons, 1906

## Économie

### Revenus de la population et fiscalité
Le niveau de vie médian de la commune s'élève à 16 794 € par an, une somme moins élevée (-17,81 %) que le niveau de vie médian en France (19 785 €).
50,3 % des foyers fiscaux de la ville sont imposables.
Le taux de pauvreté s'élève à 7,1 points de plus que le taux de pauvreté français (13,9 %).

### Entreprises et commerces

#### Agroalimentaire
- La grande distribution : le Groupe Casino dont Geoffroy Guichard est le fondateur.
- Les Chocolateries (Chocolat Weiss, NatraZahor France, Chocolat des Princes, Chocolat Pupier, Coulois, Stéphana Granetias, Esclatine Gauthier, Favarger, Casino, Escoffier, Barbier, Pelletier…) développées grâce notamment à la navigation sur la Loire et ses canaux puis l'implantation près de nœuds ferroviaires et la création en 1895 au 15 de la rue Gris de Lin d'un entrepôt sous douane de fèves de cacao en provenance des pays producteurs[213].

#### Affaires
- Le quartier des affaires de Châteaucreux sur une superficie de 40 ha dont 250 000 m2[214] de bureaux au sud et au nord de la gare TGV, reliée au centre-ville par le tramway. Le siège social mondial du Groupe Casino est le fer de lance du pôle tertiaire en devenir (avec une surface totale de 50 000 m2 réunissant les 13 sites actuels du groupe).
- Quartier de Centre Deux où l'on trouve le plus grand centre commercial de l'agglomération, l'Inspection académique de la Loire ou l'École nationale supérieure de Sécurité sociale (EN3S).

#### Recherche
Saint-Étienne est la 9e métropole française pour ce qui est des brevets déposés, devant Rennes, Nantes, Bordeaux ou encore Montpellier.
- Le Pôle des Technologies Médicales rassemble un tiers du potentiel de Rhône-Alpes dans les technologies médicales[216].
- L'optique, avec notamment le « Pôle optique et vision »[217] Il regroupe, l'enseignement, la recherche fondamentale, la recherche technologique et la production industrielle.
- Le design célébré depuis quelques années déjà avec la Biennale internationale Design Saint-Étienne et la conception de la cité du design sur l'ancien site de la Manufacture Royale d'Armes[218].
- Le pôle Sporaltec[219] qui réunit les filières de la mécanique, du textile, de la plasturgie et les industries des équipements de sports, de loisirs et de santé.
- Le pôle de compétitivité ViaMéca[220] qui regroupe les filières de l'aéronautique, des véhicules roulants, les machines-outils et les biens d'équipement.

#### Industrie
- De nombreuses entreprises dans la métallurgie, la mécanique et la sous-traitance automobile : General Dynamics et sa filiale AxleTech, Ascométal, SAM Outillages, Linamar Famer Rivoire, PCI SCEMM, SEAC Saint-Étienne Automotive Components, Lemforder Mécacentre…
- Floerger commence la production de polyacrylamides (floculants traitant l'eau sale destinée aux machines à vapeur) en 1968 dans une ancienne étable d'une usine de boulets de Saint-Étienne[221].
- Verney-Carron, leadeur français de l'arme de chasse.
- JDSU France dans l'électronique.
- Thuasne dans le textile médical.
- Le pôle de l’eau[222] et de l’environnement, qui fédère plus de 150 partenaires aux compétences diversifiées et complémentaires dans le secteur du traitement de l’eau et de l’environnement.
- Le Centre européen des biens d’équipement industriel[223], qui regroupe 1 300 entreprises en mécanique et traitements de surfaces, la recherche ainsi que l'enseignement supérieur.
- Berthiez est un constructeur français de machines-outils.

#### Commerce
Liste des principaux centres commerciaux de Saint-Étienne et son agglomération :
- Centre commercial du centre-ville Centre Deux : Auchan, Go Sport… (100 boutiques)
- Centre commercial de la Porte du Forez : Auchan, Décathlon, Alinéa…
- Centre commercial Monthieu : Auchan, Darty, Go sport, Fnac … (60 boutiques, agrandi en 2017)
- Centre commercial La Ricamarie : Carrefour, Brico Dépôt…
- Galerie Dorian : galerie marchande fermée, démolie, remplacée par un pôle de santé.

Fin Septembre 2020, le Centre Commercial Steel ouvre ses portes dans le quartier Monthieu-Pont de l’Âne, en face du Centre commercial Monthieu. Il s'étend sur plus de 70 000 m2 et accueille des moyennes et grandes surfaces, notamment des restaurants et espaces de loisirs,.

#### Réalisations infrastructurales duXXIesiècle
- Zénith de Saint-Étienne Métropole, premier zénith de Rhône-Alpes imaginé par Norman Foster.
- « Le Fil », 1re scène de musiques actuelles de Rhône-Alpes.
- Réaménagement des places Jean-Jaurès, Jacquard, Chavanelle, Dorian et Hôtel-de-Ville pour aménager un espace réservé aux piétons, vélos et transports en commun.
- Parking souterrain Chavanelle.
- Restructuration de toutes les lignes de tram plus l'extension du réseau jusqu’à Châteaucreux.
- Rénovation et agrandissement du stade Geoffroy-Guichard à 42 000 places en vue de l'Euro 2016 de football.
- Technopôle à Montreynaud.
- Création du Pôle Santé, véritable centre de gravité de dimension nationale, ayant pour ambition d'être le lieu de collaborations pédagogiques, scientifiques et industrielles fructueuses entre médecins, ingénieurs, entreprises, étudiants… Plusieurs acteurs seront regroupés autour de l'hôpital Nord : la Faculté de médecine (localisée actuellement à Bellevue), le Centre Ingénierie et Santé (CIS) de l’École nationale supérieure des mines de Saint-Étienne, l'Institut régional de médecine et d'ingénierie du sport (IRMIS) et le Centre Hygée (prévention et éducation sur les cancers)[226].
- Reconversion total du quartier de Montchovet dans le sud de la ville grâce à la destruction du plus grand immeuble d'habitation européen "La muraille de Chine" en y construisant le centre hospitalier privé de la Loire.
- Modification de la circulation en ville : le centre-ville est réservé à la desserte locale. Un boulevard urbain a été créé pour contourner le centre-ville
- Cité du design au cœur du quartier créatif Manufacture avec la Platine, la tour observatoire et l’École supérieure d'art et design de Saint-Étienne (ESADSE).
- Transformation totale du quartier de Châteaucreux : aménagement du 1er pôle d'échange multimodal du territoire stéphanois, constructions d'immeubles pour accueillir des logements et des bureaux, construction du siège mondial du groupe Casino, du siège du Centre national du Chèque Emploi Service Universel (CNCESU), des bâtiments l'Horizon A et B accueillant Le Progrès, la BNP Paribas…
- Rénovation et acquisitions de nouvelles rames de tramway.

## Culture locale et patrimoine

### Lieux et monuments
Le patrimoine architectural remarquable de Saint-Étienne, du XIVe au XXe siècle, lui a valu le label Ville d'Art et d'Histoire décerné en 2000. De plus depuis le 22 novembre 2010, Saint-Étienne est la 1re ville française et la 2e ville européenne après Berlin, à avoir intégré le réseau des villes créatives design UNESCO.

La tour de la Droguerie, la Bourse du Travail, l'hôtel de ville, la préfecture, la Manufacture d'armes, le plus ancien pont ferroviaire d'Europe continentale (classé monument historique) et bien d'autres édifices sont autant d'exemples de ce patrimoine remarquable.

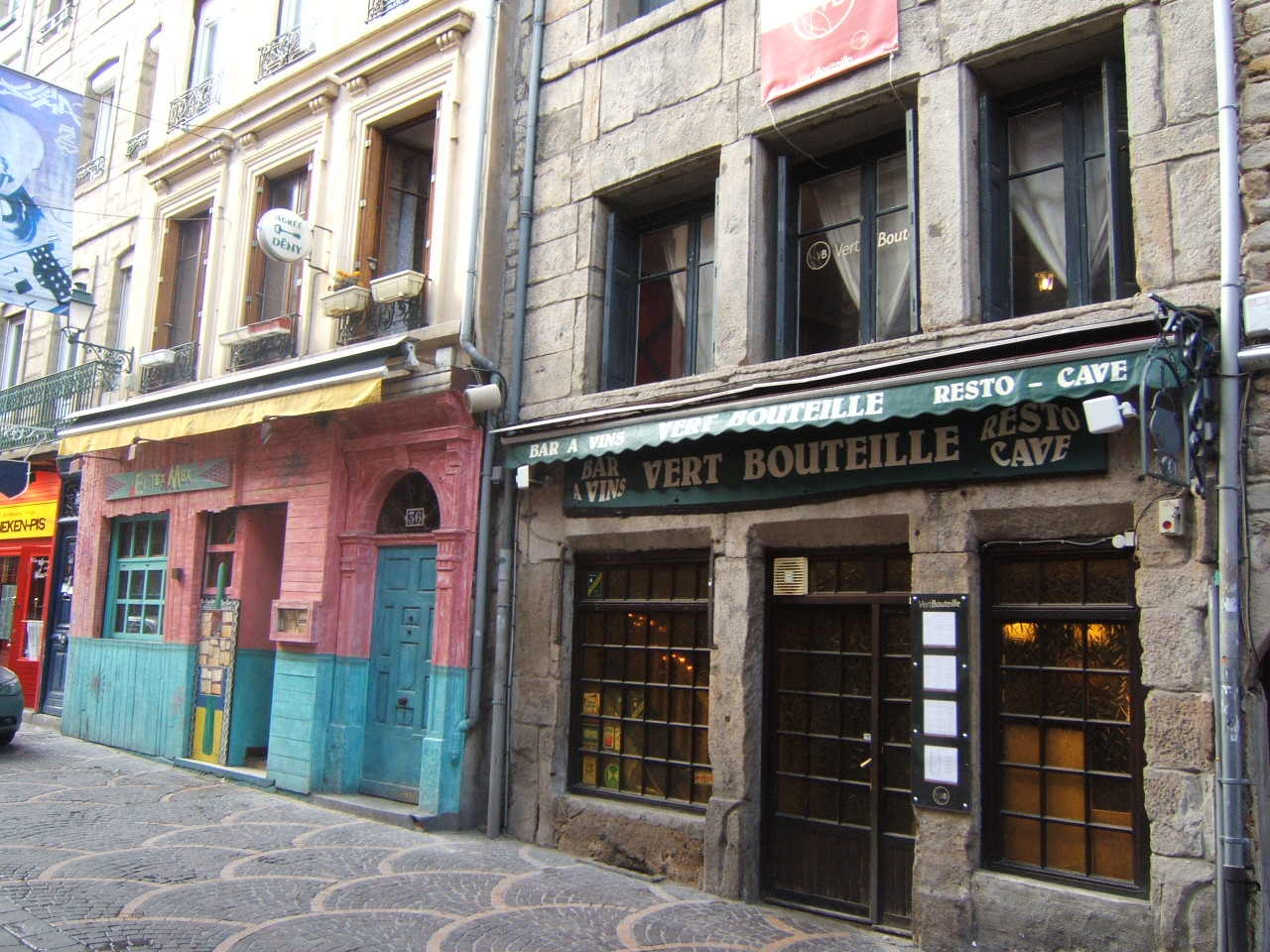
Rue des Martyrs de Vingré dans la zone piétonnière.

Saint-Étienne offre plus de 700 hectares de parcs et espaces verts. La ville possède aussi une riche statuaire. Une réplique de la statue de la Liberté est visible non loin du centre-ville, sur la place Jules-Ferry, au croisement de la Grand-Rue et de la rue Chevreul.
À quelques minutes du centre-ville se trouvent :
- le pont du Bois Monzil à Villars, le plus ancien pont ferroviaire d'Europe continentale 1827 classé à l'inventaire des monuments historiques ;
- Saint-Victor-sur-Loire (village-quartier excentré appartenant à Saint-Étienne) qui possède un port de plaisance et une plage, également appelé « la plage des Stéphanois » et la réserve naturelle régionale Saint-Étienne - Gorges de la Loire.

Le château féodal de Rochetaillée est visitable.
Le parc naturel régional du Pilat, situé dans des forêts de moyenne montagne. Ce vaste parc de plus de 700 km2 culmine à 1 432 mètres au Crêt de la Perdrix. Il constitue une réserve importante pour la faune et la flore de ces régions montagneuses. Il est aussi composé d’un important site de sport d’hiver avec l'Espace nordique du Haut Pilat, le tout à moins de 30 minutes du centre-ville.

#### Architecture

##### Architecture duXVIesiècle
- La Demeure Chamoncel, dite Maison François Ier (7 et 9, place Boivin) construite en 1547 dans le centre médiéval de la ville est la plus remarquable des maisons du XVIe siècle restant à Saint-Étienne. L’édifice possède une façade à élévation gothique, mais l'influence de la renaissance est sensible dans le décor extérieur (médaillons) et surtout intérieur (plafond à la fougère et les cheminées monumentales). Édifice classé monument historique (depuis le 17/11/1998)[230].
- Maison dite « Le Mouton à cinq pattes » (rue du Théâtre) maison à colombage du XVIe siècle.
- Tour de la Droguerie (place du Peuple) construite au XVIe siècle. La tour n'avait pas de vocation défensive mais était située à proximité des anciens remparts qui ceinturaient la vieille ville.
- Hôtel particulier de Jullien-Chomat de Villeneuve (rue Gambetta) bâtiment du XVIIe siècle. Il est aujourd’hui occupé par le musée du vieux Saint-Étienne.
- La maison Peurière, maison janséniste. Elle a été démolie le 21 janvier 2004 par la municipalité pour la construction d'un parking[231],[232].

##### Architecture duXIXesiècle
- Manufacture d'armes de Saint-Étienne (rue Bergson) construite en 1864, sur une surface de 12 hectares. Conçue dans l'esprit des architectures rationalistes du XVIIIe siècle, dans la lignée des Salines de N. Ledoux, du Grand Hornu près de Mons ; c'est un palais industriel et militaire, en briques rouges et pierres blanches, une représentation prestigieuse de la puissance du second Empire. Une partie des bâtiments dont l'hôtels des directeurs, furent détruits pour la réalisation de la cité du design.
- Manufrance (cours Fauriel) Manufacture d'Armes et Cycles du XIXe siècle.
- Hôtel particulier « Le Palais Mimard » (place Anatole-France) construite au XIXe siècle d'architecture néogothique.
- Immeuble Grand-Cercle (place de l'Hôtel-de-Ville) est un bâtiment XIXe siècle avec des décorations de style rococo.
- Ancienne Chambre de Commerce, dite Maison des avocats, (rue de la Résistance) construite entre 1821 et 1892, par Jean-Michel Dalgabio, Etienne Boisson, et Léon Lamaizière.
- Hôtel de ville (place de l’Hôtel-de-Ville) construit par les architectes Dalgabio en 1821.
- Les Nouvelles galeries (rue Gambetta) a été édifié par Léon Lamaizière en 1895 pour agrandir le bazar de Mme Démogé.
- L'ancienne rue de Lyon, axe historique de la ville jusqu'au XIXe siècle.
- Le théâtre Massenet, construit par Jules Exbrayat et détruit en 1928 lors d'un incendie[233].
- Les Halles Mazerat, construites en 1872.

##### Architecture duXXesiècle
- La Bourse du Travail (cours Victor-Hugo) construite par l'architecte Léon Lamaizière a été inaugurée à trois reprises en 1904, puis 1906 et enfin 1907. Les façades sont décorées du style néo-classique avec les différentes activités stéphanoises représentées : les cycles, les armes, la mine, la métallurgie…
- L’hôtel de la Préfecture (place Jean-Jaurès) construit par l'architecte M. Huguet fut inauguré en 1902. De nombreuses sculptures ornent le bâtiment : le buste casqué de la déesse Athéna, mais aussi les blasons de Saint-Étienne et les deux sous-préfectures Roanne et Montbrison et le blason Loire, ainsi que la façade sud qui résume les grandes moments de l’histoire de la Loire…
- L’immeuble de la Condition des Soies (rue d'Arcole) est un bâtiment construit par Léon et Marcel Lamaiziere, dont l’édification s'acheva en 1910. Il était conçu jusqu'en 1962 pour effectuer les opérations techniques et réglementaires propres à la rubanerie. La façade en calcaire est ornée des courbes de l'art nouveau avec des motifs de la rubanerie et du mûrier. Les fers forgés des fenêtres, de la grille d'entrée et de la rampe d'escalier rappellent aussi la première activité de cette immeuble.
- L'école des mines (cours Fauriel) est édifiée entre 1924 et 1927 de style néo-classique. Il est composé d'un bâtiment central relié en U par deux bâtiments latéraux. Sur la devanture du bâtiment principal, le balcon est soutenu par deux atlantes figurant un mineur et un métallurgiste. Le tout est surmonté d'un fronton représentant l'école qui distribue à des enfants casqués la science sous forme de livres et d'outils. Deux statues symbolisant la science et l'industrie ont été insérées dans des niches. Différents noms d’élèves, de professeurs et de directeurs marquants sont sculptés sur la façade. L’école reçut différentes extensions, en 1969, avec la construction d’un bâtiment au sud. De 1973 à 1975, d'autres ajouts sont réalisés avec la construction de la Rotonde et d’autres bâtiments.
- Immeuble de La Loire Républicaine (place Jean-Jaurès) construit par l'architecte Léon Lamaizière au XXe siècle pour le journal de La Loire Républicaine.
- Immeuble Preynat-Séauve (avenue de la Libération) bâtiment du XXe siècle de type haussmannien.
- Bâtiments administratifs des Hospices Civils (rue Michelet) bâtiment du XXe siècle.
- Hôtel particulier Hatier (rue de la Richelandière) est un bâtiment de style Art déco, construit en 1931 pour le pharmacien Hatier par l'architecte Armand Subit et l'ingénieur Henri Gouyon. Il abrita le restaurant trois étoiles de Pierre Gagnaire.
- Les Maisons sans escalier (54 et 56 boulevard Daguerre) sont construites en 1933 et 1939 par l'architecte Auguste Bossu ; leur distribution intérieure se fait au seul moyen d'une rampe unique.
- Immeuble moderne (rue des Creuses) est une réalisation de l'architecte Auguste Bossu au XXe siècle.
- Hôtel des Ingénieurs ou ancien Hôtel de la Société amicale des anciens élèves de l'école des Mines, (avenue de la Libération) construit en 1907 par Teisseire et Clermont.
- La Muraille de Chine (boulevard de la Palle) l'un des plus grands bâtiments d’habitations d’Europe, démoli le 26 mai 2000.

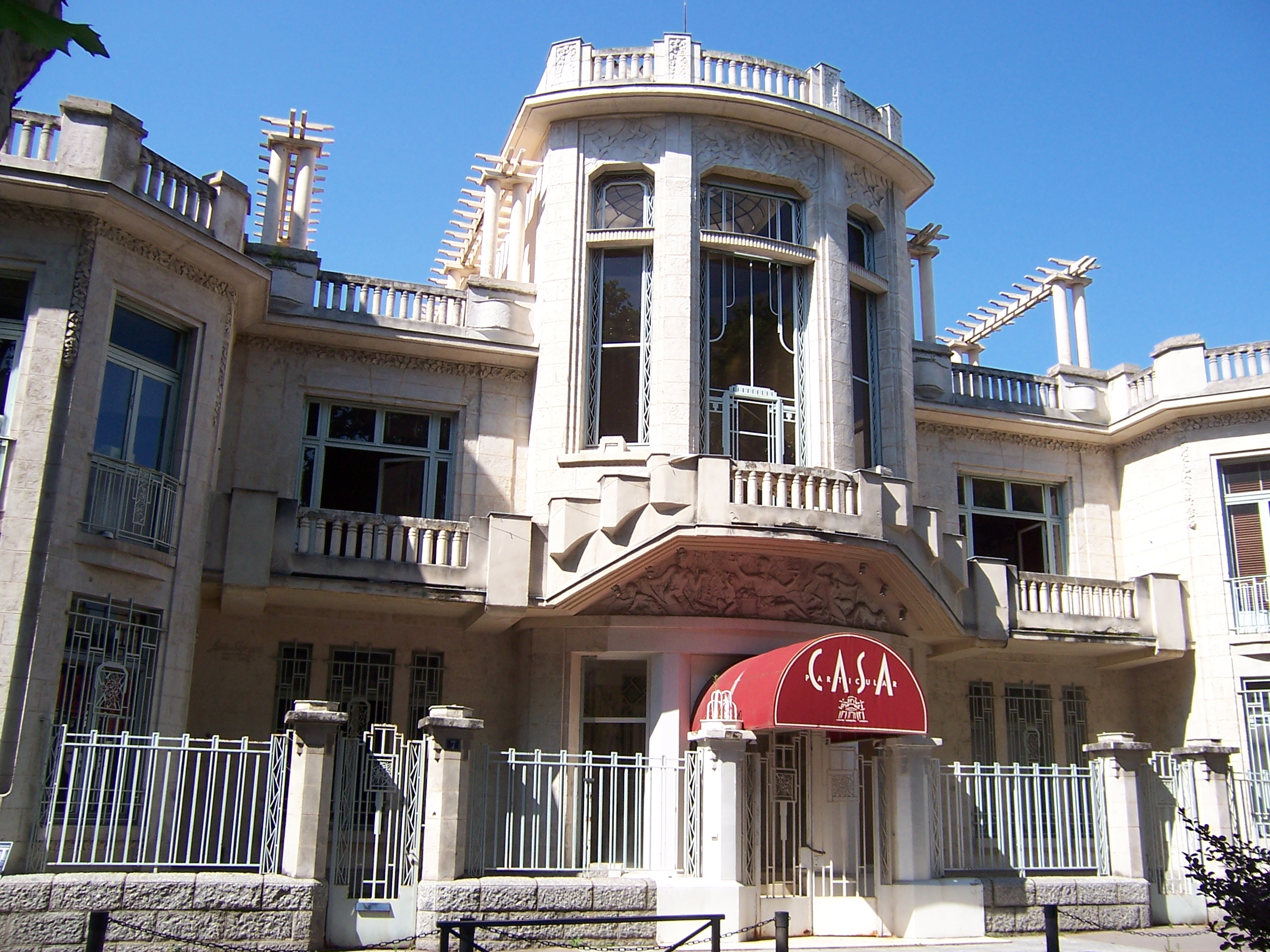
Hôtel particulier Subit-Gouyon.
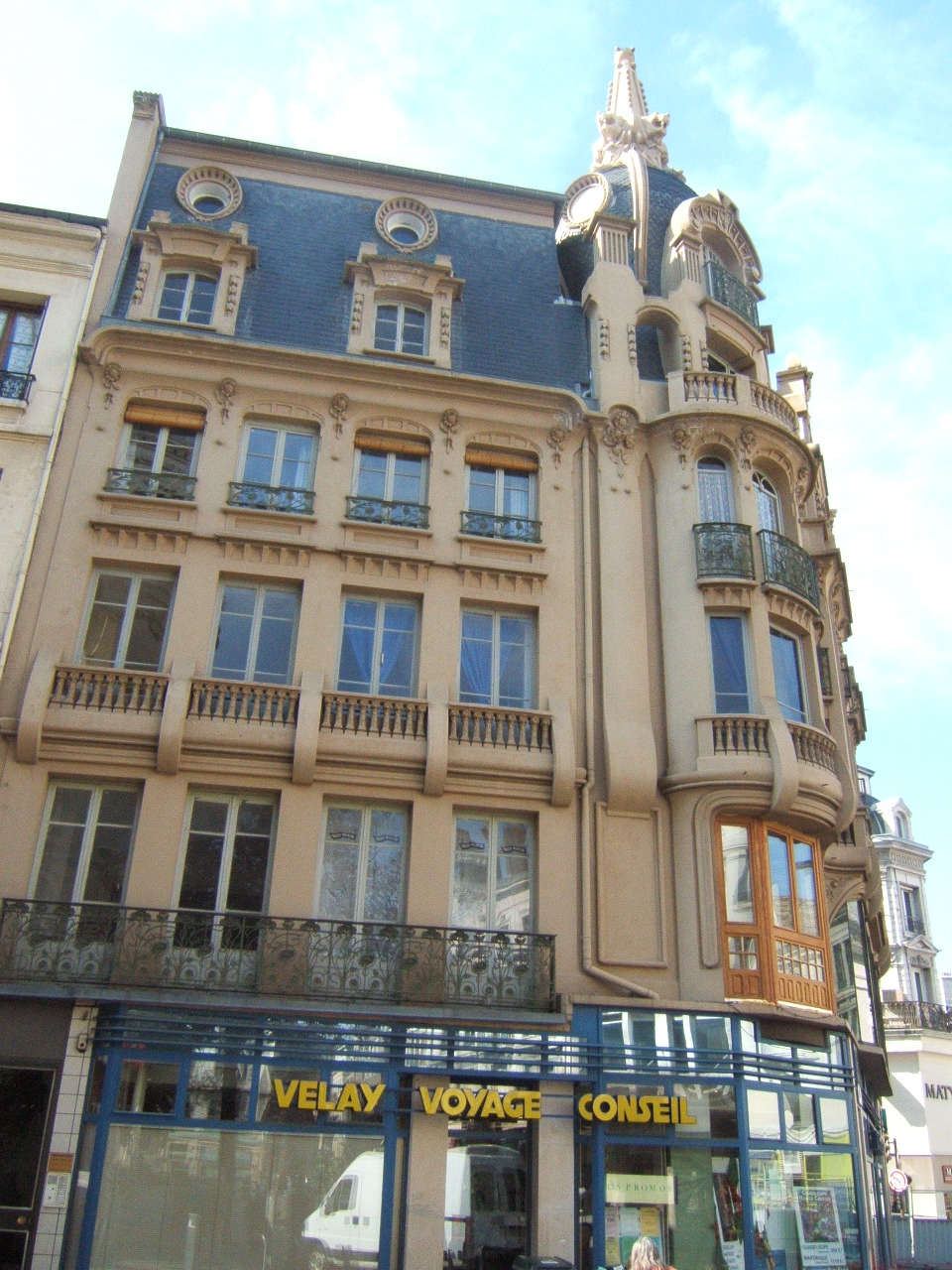
Immeuble Preynat-Séauve.
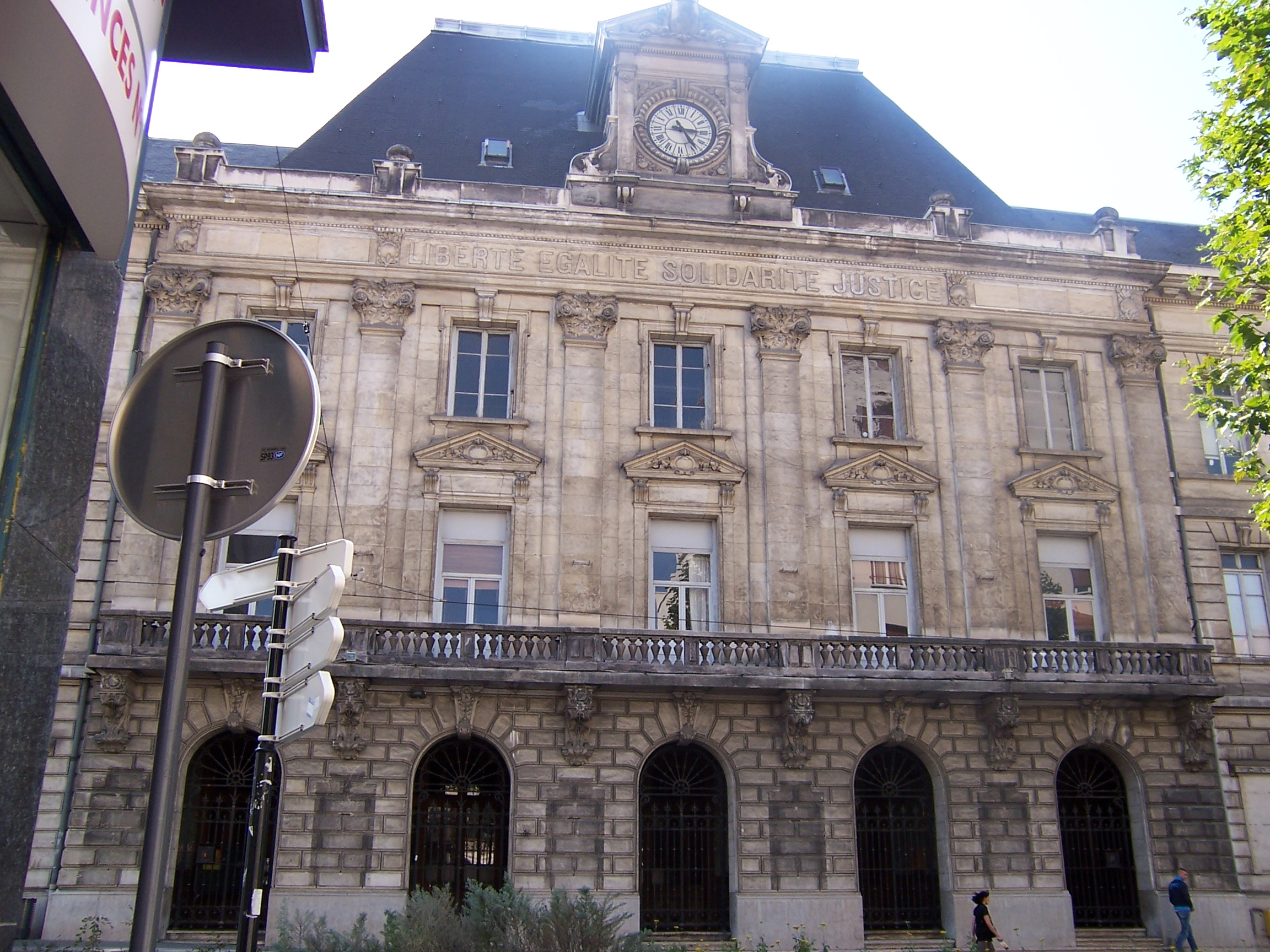
Bourse du travail.
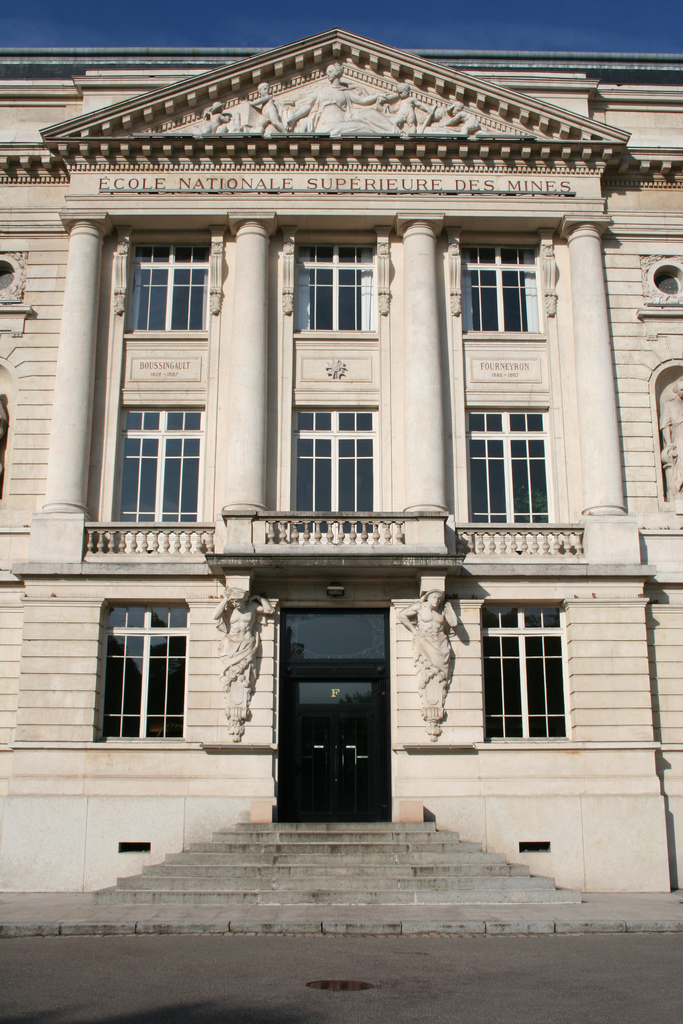
École des mines.

##### Plus hautes structures
Les trois plus hautes structures de la ville sont :
- La tour-réservoir Plein Ciel de Montreynaud, construite en 1972 et dont l'antenne culminait à 92 mètres, et 63 mètres pour le bâtiment en lui-même. Cette tour a été détruite le 24 novembre 2011.
- La tour de Beaulieu, rue Le Corbusier (69 mètres), tour d'habitation de 22 étages construite en 1956[234].
- La tour Cassin, rue René Cassin à la Cotonne (66 mètres), tour d'habitation de 21 étages construite en 1965[235].

L'émetteur du Guizay, quant à lui situé sur la commune de Planfoy, domine la ville qu'il dessert en télévision, radio et téléphonie mobile. Avec 113 mètres, c'est la plus haute structure du département.

### Équipements culturels

#### Musées

##### Muséesintra muros
Le musée d'art et d'industrie est installé dans un bâtiment de style style Second Empire récemment remis en valeur, au milieu d'un jardin. Ce musée conserve la 1re collection mondiale de rubans, la 1re collection française de cycles et la 2e collection française d'armes. Il présente un riche témoignage du passé industriel de la ville et notamment le fait qu'elle était la capitale du vélo.
Le musée de la Mine a été inauguré en 1991. Les anciens bâtiments du puits Couriot abritent aujourd'hui la mémoire des anciennes houillères du bassin de la Loire. La « plâtre » de l'ancien site minier aménagé en parc urbain a été baptisé en 2013 parc Joseph Sanguedolce.
Le musée du vieux Saint-Étienne était installé dans un hôtel particulier du XVIIe siècle. Ses collections, présentées dans un intérieur au plafond à fougères XVIIe siècle - une spécialité locale - illustrent l'histoire de Saint-Étienne. Ses collections sont, depuis 2018, présentées dans le musée d'art et d'industrie.
Le conservatoire de Saint-Étienne et les Ateliers des meilleurs ouvriers de France exposent de nombreuses œuvres originales créées dans les ateliers situés dans le même site.
Le musée des Verts est consacré à l'équipe de football de l'Association sportive de Saint-Étienne.
Le mémorial de la Résistance et de la Déportation de la Loire retrace l'histoire douloureuse de la Résistance et de la déportation lors de la guerre 1939–1945 dans la région.
La Maison du patrimoine et des lettres est installée dans la demeure Chamoncel depuis 2021.

##### Muséesextra muros
Le musée d'Art moderne et contemporain de Saint-Étienne Métropole, situé à Saint-Priest-en-Jarez possède la deuxième collection d'art contemporain de France après le Centre Beaubourg (plus de 4 000 m2 de surface d'exposition, près de 20 000 œuvres conservées, restaurées et valorisées, près de 2 000 pièces design.). Les plus grands artistes modernes et contemporains sont représentés dans ce musée.
Le musée des transports urbains de Saint-Étienne et sa région, situé à Saint-Priest-en-Jarez dans le site du dépôt principal de la STAS (exploitant du réseau urbain stéphanois) expose l'histoire des transports urbains de l'agglomération et abrite quelques-uns des anciens matériels de transports urbains de la ville (tramways, trolleybus, bus).

#### Sites et équipements culturels
- Cité du design.
- Parc Giron : centre d'antiquaires.
- Zénith inauguré en octobre 2008 qui peut accueillir jusqu'à 7 200 spectateurs. Johnny Hallyday y a commencé sa tournée d'adieu Tour 66 en mai 2009. C'est le 1er Zénith de Rhône-Alpes.
- Opéra de Saint-Étienne.
- Palais des spectacles : il servait aux spectacles avec une capacité de 4 500 places jusqu'en octobre 2008. Il est maintenant remplacé par le Zénith.
- Planétarium de Saint-Étienne : destination l'Univers pour un voyage passionnant.
- La Rotonde : centre qui associe l’approche pédagogique, expérimentale et culturelle autour de thématiques scientifiques.
- Le Fil : 1re scène de musiques actuelles (SMAC) de Rhône-Alpes.
- Le Clapier : ancienne gare réaménagée en salle de concerts.
- Centre des congrès de Saint-Étienne.
- La Comédie de Saint-Étienne est une scène d'importance nationale qui a été la première scène théâtrale décentralisée par Jean Dasté.
- Le site Couriot / Musée de la mine (plateforme basse et bâtiments du jours).
- Parc des Expositions.
- Le Gran Lux : salle de visionnage associative.
- La cinémathèque de Saint-Étienne.
- Salle Jeanne-d'Arc.
- Le Triomphe : programmation de type café-théâtre et concert avec des pièces en gaga.
- L'Épallle théâtre : théâtre avec une programmation autour du one-man-show.
- Le Théâtre de la Grille Verte : une programmation autour du théâtre amateur.
- Chok théâtre.
- Le Verso : centre de création théâtrale contemporaine.
- Le Nouveau Théâtre Beaulieu (Programmation Jeune Public, Festival des Arts Burlesques, Festival Bô Mélange, Médiation Culturelle).
- Nouvel Espace culturel : programmation en direction du grand public.
- Le cinéma d'art et d'essai Le Méliès aujourd'hui situé place Jean-Jaurès, dans l'ancien immeuble du Progrès (4 salles). Il possède désormais un deuxième lieu, Le Méliès saint-François, depuis le rachat du cinéma d'art et d'essai Le France (classé Recherche), situé près du quartier de Châteaucreux (2 salles).
- Les cinémas L'Alhambra (anciennement Gaumont) et Le Camion Rouge, anciennement gérés par les anciens propriétaires des cinémas L'Eden et Le Royal, aujourd'hui fermés. Rachetés en 2020 par le groupe Megarama[239].
- La galerie d'Art contemporain Le Réalgar.
- L'Assaut de la Menuiserie (galerie d'art contemporain, indépendante et associative).

#### Parcs, jardins publics et fleurissement

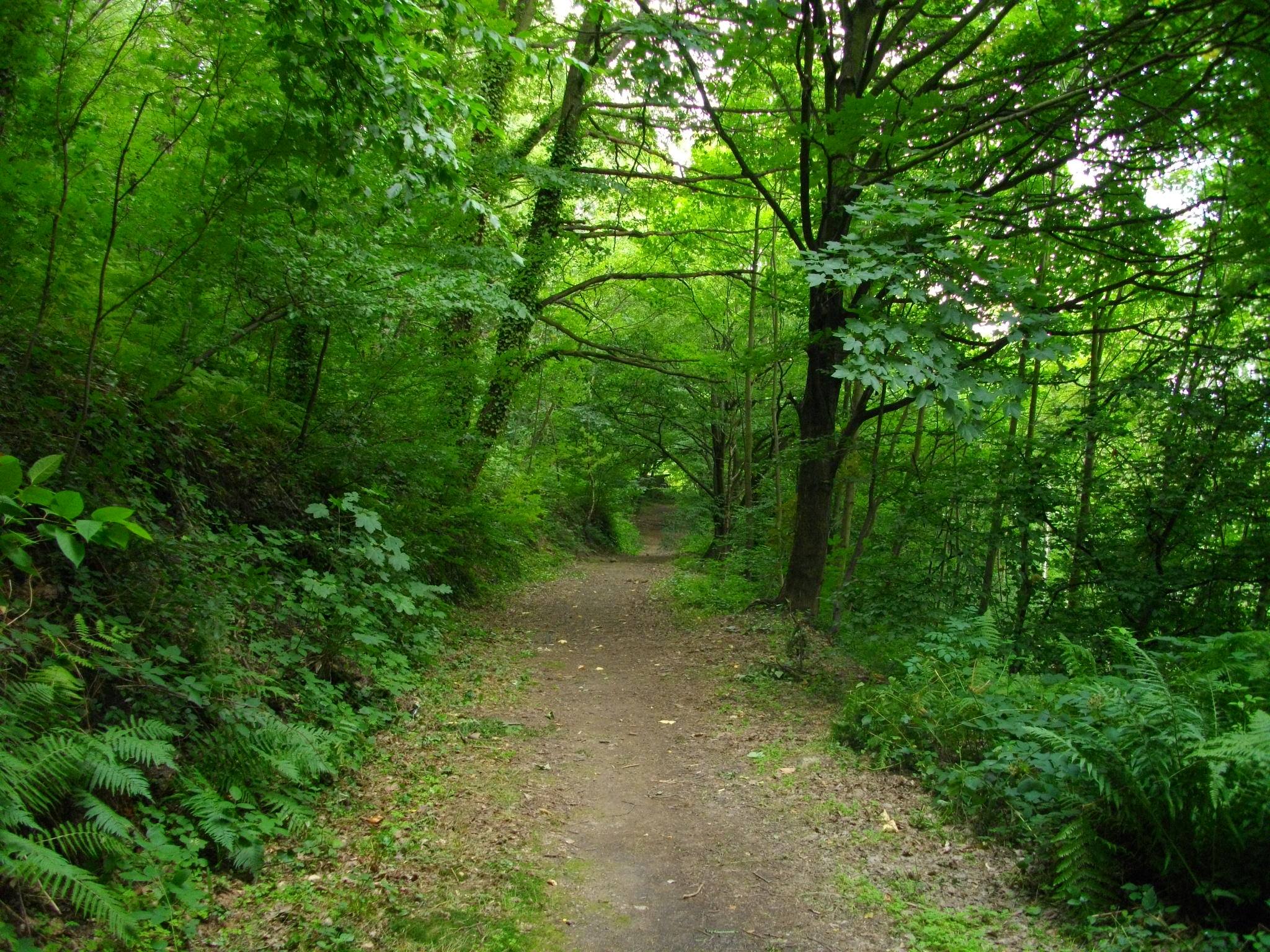
Parc du Bois d'Avaize.

Saint-Étienne est une des grandes villes françaises qui possèdent le plus d'espaces verts intra-muros, avec plus de 700 hectares de parcs et jardins publics dispersés dans toute la ville. En voici les principaux :
- Parc Montaud : d'une superficie de 50 hectares, c'est le plus grand parc de la ville. Riche d'une flore variée, de sculptures, de tables d'orientation (vue panoramique sur la ville), ce parc dominant la cité à 642 mètres d'altitude fait le bonheur des astronomes amateurs. On y trouve également les vestiges de l'ancien puits Sainte-Marie.
- Parc de l'Europe : le parc de l'Europe, créé en 1964, peut être considéré comme un lieu intermédiaire entre parc et square. En 1992, sa surface passe de 9 à 11 hectares. Tout proche du Rond-Point, au sud de Saint-Étienne, ce parc est très fréquenté comme promenade avec son mini-train, son manège et ses multiples jeux d'enfants (dont sa fameuse immense « toile d'araignée »), sa fontaine et son espace pour les patineurs et les skate-boarders. Le parc de l'Europe renferme un parcours de jardins de vivaces particulièrement intéressant au plan de la mise en scène et de l'attrait botanique. Il représente un vrai poumon vert au sud de l'agglomération stéphanoise.
- Jardin des Plantes : ce vaste parc, situé sur la colline de Villebœuf (exploitée jusqu'en 1928 par la Société des mines de Villebœuf), est riche d'une flore très variée. Il offre une belle perspective sur le centre-ville. L'Opéra-théâtre de Saint-Étienne a élu domicile au sein du Jardin des Plantes.
- Parc de la Perrotière : un parc situé dans le quartier de Terrenoire avec présence d'un petit château au centre.
- Parc François-Mitterrand : situé au sein du quartier créatif Manufacture, ce parc est bordé par un bowling, une patinoire, une piscine municipale, le zénith de Saint-Étienne et propose des jeux pour enfants ainsi qu'un skatepark.

Ainsi que de nombreux autres petits parcs et squares, qui sont autant de poumons de verdure un peu partout dans la ville. La ville est également riche de nombreux jardins ouvriers.
Les jardins ouvriers sont à Saint-Étienne une initiative du Père Volpette, un jésuite qui les lance en 1894 en demandant aux notables de la ville de prêter aux ouvriers des terrains à cet effet, sous la garantie de l'église catholique. L'Église y voyait un moyen de moraliser et d'adoucir la vie difficile des ouvriers, les notables y voyaient un moyen de les détourner du syndicalisme et de la politique. Ces ambitions honorables trouvent leur consécration pendant le régime de Vichy, qui encourage un retour à l'agriculture familiale et à la réconciliation sociale d'une France déchirée par la guerre. C'est ainsi qu'en 1946, il y a un jardin ouvrier pour 10 habitants à Saint-Étienne, soit 17 000 en tout. La plupart des grandes sociétés locales ont mis des parcelles à disposition et le jardinage est une activité de presque la totalité des Stéphanois. Mais les deux tiers de ces jardins sont sacrifiés à l'urbanisme d'après-guerre. Ce n'est qu'à partir des années 1970, où la ville commence à se battre pour changer sa réputation de ville noire, qu'une nouvelle politique municipale les présente comme un élément typique et leur sauvegarde comme une priorité. Les responsables s'occupent alors de leur apparence, car beaucoup tiennent selon eux du bidonville. Ils standardisent les parcelles, obligent les jardiniers à s'équiper de cabanes toutes identiques. En 2002, une enquête municipale dénombre 3 184 jardins organisés en 33 parcelles pour un total de 871 511 m2. Presque la moitié des terrains appartiennent alors à la ville. Ils sont gérés par deux associations. Le jardinier type a 59 ans, est ouvrier ou employé à la retraite et s'occupe de son jardin depuis plus de 10 ans. Cette enquête montre aussi une proportion de jardiniers étrangers de 37 %, soit quatre fois plus que dans la ville. Qu'ils soient immigrés ou autochtones, leur attachement au jardin est fort, souvent issu de souvenirs d'enfance.
En 2014, la commune de Saint-Étienne bénéficie du label « ville fleurie » avec « 2 fleurs » attribuées par le Conseil national des villes et villages fleuris de France au concours des villes et villages fleuris.

### Personnalités liées à la commune

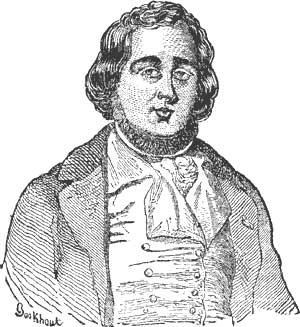
Jules Janin.

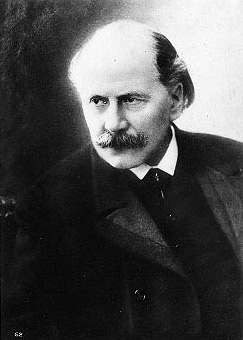
Jules Massenet.

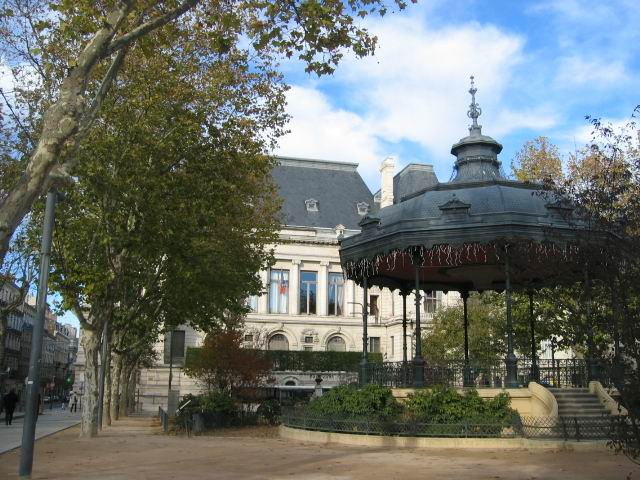
Place Jean-Jaurès.

#### Écrivains
- Marcellin Allard (1550-1618), écrivain.
- Jean-Baptiste Sonyer Dulac (1728-1792), magistrat, jurisconsulte et historien.
- Claude Fauriel (1772-1844), historien et linguiste.
- Jules Janin (1804-1874), écrivain et critique théâtral.
- Marc Stéphane (1870-1944), écrivain et éditeur.
- Cécile Sauvage (1883-1927), poétesse et mère d'Olivier Messiaen, vécut dans la ville.
- Guy Chastel (1883-1962), pseudonyme de Paul Granotier, poète et historien.
- Léon Husson (1897-1982), philosophe.
- Jean Guitton (1901-1999), écrivain, philosophe.
- Maurice Montuclard (1904-1988), écrivain et prêtre-ouvrier.
- Charles Exbrayat (de son vrai nom Charles Exbrayat-Durivaux) (1906-1989), écrivain.
- Laurence Iché (1921-2007), poétesse surréaliste.
- Albert Camus (1913-1960), écrivain, fit des séjours réguliers pour ses insufflations, alors qu'il écrivait La Peste.
- Marius Bailly (1916-2000), écrivain, a passé sa vie à Saint-Étienne.
- Pierre Boutang (1916-1998), écrivain, philosophe, journaliste et traducteur.
- Gilbert Simondon (1924-1989), philosophe.
- Jacques Cousseau (1925-2017), écrivain, scénariste et acteur.
- Maurice Denuzière (1926-), journaliste et écrivain.
- Étienne Copel, (1935-), général de brigade aérienne de l'Armée de l'air française
- Jean-Noël Blanc (1945-), écrivain.
- Pierre Charras (1945-2014), acteur et écrivain.
- Monique Pinçon-Charlot (1946-), sociologue écrivaine née à Saint-Étienne.
- Paul Fournel (1947-), écrivain, membre de l'Oulipo.
- Alain Cahen (1950-1978), écrivain.
- Bernard Pouderon (1951-), écrivain
- Georges Didi-Huberman (1953-), philosophe et historien de l'art.
- Pascal Fioretto (1962-), écrivain.
- Alberto Lombardo (1964-), écrivain de théâtre.
- Hafid Aggoune (1973-), écrivain.
- Ivan Zinberg (1980-), écrivain.
- Sabri Louatah (1983-), écrivain.

#### Pédagogue, Directeur d'école
- David Comberry (1792-1834), le premier directeur sourd de l'institution des sourds de Saint-Étienne, en France.

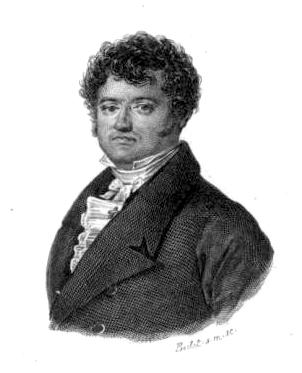
David Comberry, le premier directeur sourd de l'institution des sourds de Saint-Étienne, en France.

#### Comédiens
- Alexandre Arquillière (1870-1953), acteur et homme de théâtre, mort à Saint-Étienne.
- Jean Dasté (1904-1994) homme de théâtre, engagé dans le théâtre populaire.
- Louis de Funès (1914-1983) comédien français, s'est marié à Saint-Étienne, le 27 avril 1936 avec sa première femme Germaine-Louise-Élodie Carroyer.
- Marc Eyraud (1924-2005), acteur français, connu pour son rôle de l'inspecteur Ménardeau dans la série Les Cinq Dernières Minutes.
- Jacky Nercessian (1950-), comédien, scénariste et humoriste et Ambassadeur du territoire stéphanois.
- Muriel Robin (1955-), comédienne, scénariste et humoriste.
- Jean Dell (1961-) comédien, scénariste et metteur en scène.
- Christiane Bopp (1963-), actrice.
- Nicolas Gabion (1972-), comédien.
- Juliette Arnaud (1973-), actrice, scénariste et dialoguiste et ambassadrice du territoire stéphanois.
- André Marcon (1948-) acteur français, nommé en 2016 au César du meilleur acteur dans un second rôle pour Marguerite.
- Chicandier (1978-), humoriste et acteur français[241].

#### Architectes, peintres, dessinateurs, photographes, plasticiens, stylistes
- Antonin Moine (1796-1849), sculpteur.
- Henri Valton (1798-1878), peintre mort dans l'ancienne commune de Terrenoire.
- François Chéri-Rousseau (1826-1908), photographe.
- Léopold Carlier (1839-1922), architecte.
- Félix Thiollier (1842-1914), érudit stéphanois, historien et archéologue, artiste photographe, collectionneur et éditeur.
- José Frappa (1854-1904), peintre.
- Léon et Marcel Lamaiziere (1855-1940 et 1879-1922), architectes qui ont marqué par leurs constructions le paysage urbain stéphanois.
- Joseph Lamberton (1867-1943), peintre et sculpteur.
- Antoine Jacquemond (1885-1970), peintre.
- Auguste Bossu (1889-1946), architecte qui exerça principalement à Saint-Étienne où il est né et mort.
- Jean-Bernard Aldebert (1909-1974), dessinateur humoristique et affichiste.
- Pierre Cardin (1922-2020), couturier.
- Piem (de son vrai nom Pierre de Barrigue de Montvallon) (1923-), dessinateur.
- Jean-Claude Bertrand (1928-1987), peintre.
- Jean Cardot (1930-2020), sculpteur.
- Nicole Claveloux (1940-), dessinatrice.
- Chantal Montellier (1947-), dessinatrice.
- Orlan (1947-), artiste plasticienne et Ambassadrice du territoire stéphanois.
- Pierre Tranchand dit Pica (1953-), dessinateur.
- Yves Chaland (1957-1990), dessinateur.
- Philippe Favier (1957-), plasticien.
- Valérie Jouve (1964), photographe.
- Jean-Michel Othoniel (1964-), plasticien et Ambassadeur du territoire stéphanois.
- Oliv' (1976-), dessinateur.
- Bernard Ceysson (1939-), directeur de musée, galeriste.

#### Hommes et femmes de journaux, de radio et de télévision
- Gérard Simonian (1934-2003), journaliste, chef des sports à La Tribune Le Progrès de 1967 à 1991.
- Julie (1949-), animatrice radio, Europe 1.
- Bruno Gaccio (1958-), humoriste, coauteur des Guignols de l'info sur Canal+ de 1992 à 2007.
- Louis Laforge (1968-), journaliste, sur France 3, Ambassadeur du territoire stéphanois.
- Difool, (David Massard), animateur radio emblématique de Skyrock (1969-).
- Gérald Kierzek (1974-), médecin chroniqueur, Magazine de la santé sur France 5, Le Grand 8 sur D8.
- Marina Lorenzo (1980-), présentatrice et journaliste sportive.
- Marion Jollès (1981-), animatrice télé, journaliste sportive TF1.
- Loïc Ballet (1985-), journaliste, animateur de télévision, France 2.
- Alain Maneval (1953-2022), animateur de télévision et de radio, acteur.
- Liseron Boudoul (1963-), journaliste, écrivaine.

#### Réalisateurs
- Paul Mesnier (1904-1988), réalisateur.
- Robert Mazoyer (1929-1999), réalisateur de téléfilms.
- Philippe Grandrieux (1954-), réalisateur.

#### Compositeurs, musiciens, chanteurs, groupes et interprètes
- Jules Massenet (1842-1912), grand compositeur romantique, ami de Franz Liszt, parmi ses œuvres les plus célèbres on peut citer : Manon (1882), Werther (1892) ou Thaïs (1894).
- Charles Coda, (1874-1924), compositeur.
- Denis Joly (1906-1979), compositeur, organiste et directeur du conservatoire de Saint-Étienne.
- Jean Bonfils, (1921-2007), organiste compositeur, musicologue.
- David Gilmour (1946-) y vécut quelques mois en 1966 avant d'intégrer Pink Floyd[242]. Il aurait résidé place Jules Guesde et se produisait au club "La Plage" (rue de la Convention).
- Bernard Lavilliers (1946-), chanteur et Ambassadeur du territoire stéphanois.
- Jean-François Heisser (1950-), pianiste classique.
- Jean-Luc Perrot (1959-), organiste et compositeur.
- Serge Teyssot-Gay (1963-), guitariste de Noir Désir.
- Mickaël Furnon (1970-), chanteur du groupe Mickey 3D.
- Norma Ray (1970-), auteur, compositrice, chanteuse, danseuse et choriste.
- Bartone (1973), chanteur.
- Gaëtane Abrial (1988-), chanteuse, demi-finaliste de la Nouvelle Star 2007.
- Sliimy (1989-), chanteur de pop français.
- Benighted (1998), groupe de musique.
- Dub Incorporation (1998), groupe de musique reggae.
- Brain Damage (groupe de dub) (1999), formation de dub.
- Angil (2000-2014), chanteur pop-folk post-moderne, leader du groupe Angil & the Hiddentracks.
- Zed Yun Pavarotti (1997-), chanteur-rappeur.
- Terrenoire (Raphaël 1990-) (Théo 1996-), groupe de musique produisant de la pop et de la variété française.
- L'Entourloop (2013-), groupe de musique de reggae/hip-hop

#### Artistes de cirque
- Henry's (Henri Réchatin)(1931-2013), funambule célèbre pour ses numéros d'équilibre.
- Les frères Emmanuel Roche (1866-1934) et Camille Roche (1871-1954), fondateurs du Cirque Roche.

#### Vidéastes
- Mathieu Sommet (1988-), vidéaste et créateur Internet.
- Léo Grasset (1989-), vidéaste sur internet et écrivain.

#### Militaires
- Joseph Marcellin Rullière (1787-1863), homme politique et général français, ministre de la Guerre de 1848 à 1849, Pair de France.
- Charles Jules Parlier (1827-1888), général de brigade.
- Francis Garnier (1835-1873), officier de Marine et explorateur du Mékong.
- Étienne de Ladoucette, (1844-1912) officier des gardes mobiles qui s'illustra lors de la guerre franco-prussienne de 1870, député des Ardennes sous la IIIe République.
- Ferdinand Foch (1851-1929), maréchal de France, a été élève au collège de l’Externat Saint-Michel de 1866-1869
- Marie Émile Fayolle (1852-1928), maréchal de France, a aussi été élève au collège de l’Externat Saint-Michel de 1867-1870
- Louis Gentil (1896-1945), général et résistant, Compagnon de la Libération
- Pierre Chanal (1946-2003), potentiel tueur en série, principal suspect de l'affaire des disparus de Mourmelon.

#### Miss
- Christiane Lillio (1950-) née au Maroc, Miss Saint-Étienne en 1967, Miss France en 1968.

#### Danseurs
- Jade Janisset (1998-), danseuse, interprète et chorégraphe, a étudié la danse à Saint-Étienne.

#### Politiques
- Antoine Neyron (1738-1807), négociant et homme politique.
- Pierre Gagnière, religieux et homme politique né à Saint-Étienne.
- Louis-Joseph Praire-Royet (1756-1793), négociant de rubans et homme politique.
- Fleury Robert (1773-1859), député et maire de Saint-Étienne où il est né et mort.
- Hippolyte Royet (1788-1853), homme politique.
- Étienne Peyret-Lallier (1780-1871), avocat, conseiller général et député de la Loire, maire de Saint-Étienne où il est né.
- Pierre-Frédéric Dorian (1814-1873), industriel, député et ministre des Travaux publics (1870-1871).
- Victor Duchamp (1815-1887), homme politique, maire de Saint-Étienne de 1881 à 1884.
- Marius Chavanne (1817-1886), homme politique, né et mort à Saint-Étienne.
- Eugène Flotard (1821-1910), homme politique né à Saint-Étienne, député du Rhone, fondateur de L'Économiste français.
- Jean-Baptiste Cunit (1826-1880), avocat et homme politique à Saint-Étienne où il passa sa vie.
- Pierre Barralon (1840-1908), maire de Saint-Etienne, négociant.
- Gabriel Réal (1845-1909), notaire et homme politique, né à Saint-Étienne.
- Joannès Caton (1849-1914), militant déporté en Nouvelle-Calédonie pour sa participation à la Commune de Saint-Etienne.
- Alfred Colombet (1852-1915), homme politique lié à la création du musée d'art et d'industrie de Saint-Étienne.
- Jean Neyret (1855-1944), industriel et homme politique.
- François Claudius Koenigstein, dit Ravachol (1859-1892), anarchiste.
- Jean Boudoint (1860-1943), homme politique, avocat à Saint-Étienne où il est mort.
- Aristide Briand (1862-1932), député de Saint-Étienne de 1902 à 1919, rapporteur de la loi de séparation des Églises et de l'État, onze fois président du Conseil et vingt fois ministre, prix Nobel de la Paix de 1926.
- Louis Jean Dupin (1864-1951), député, maire de Montbrison, est né à Saint-Étienne.
- Abraham Schrameck (1867-1948), homme politique.
- Louis Soulié (1871-1939), homme politique, avocat, journaliste et patron de presse, maire de Saint-Étienne où il est né.
- Antoine Durafour (1876-1932), ministre du Travail (1925-1926).
- André Magnan (1886-1943), homme politique.
- Gaston Vidal (1888-1949), homme politique.
- Claudius Buard (1900-1978), instituteur, résistant, militant communiste et du mouvement ouvrier, homme politique, premier adjoint au maire de Saint-Étienne où il est mort.
- Alexandre de Fraissinette (1902-1964), journaliste, avocat, sénateur puis député de la Loire, maire de Saint-Étienne où il est mort.
- André Magnan (1903-1985), avocat et député de la Loire, est né à Saint-Étienne.
- Michel Durafour (1920-2017), ministre du Travail (1974-1976), puis Budget (1977) et de la Fonction publique (1989-1991).
- Mélanie Berger-Volle (1921-), militante trotskiste contre l'austrofascisme autrichien et résistante française, témoin de son temps; vit à Saint-Étienne.
- Lucien Neuwirth (1924-2013), connu pour sa loi sur la contraception.
- Henri Colombier (1927-2000), homme politique, né et mort à Saint-Étienne.
- Charles Fiterman (1933-), électricien, ministre d'État et des Transports (1981-1983).
- Huguette Bouchardeau (1935-), ancienne ministre et femme politique française.
- Gérard Lindeperg (1938-), ancien député et homme politique français.
- Daniel Mandon (1939-2023), homme politique.
- Christian Cabal (1943-2008), homme politique et professeur en médecine, œuvra à Saint-Étienne où il est mort.
- Guy Chambefort (1944-), homme politique.
- Michel Thiollière (1955-), ancien sénateur, ancien maire (1993-2008) et homme politique français.
- Maurice Vincent (1955-), homme politique, sénateur, maire de Saint-Étienne.
- Jean-Louis Gagnaire (1956-), homme politique, député et vice-président délégué au Développement Économique, Industrie et PME de la région Rhône-Alpes.
- Gaël Perdriau (1972-), actuel maire de la ville.
- Nicolas Gougain (1984-), ancien syndicaliste étudiant et militant du mouvement LGBT français.

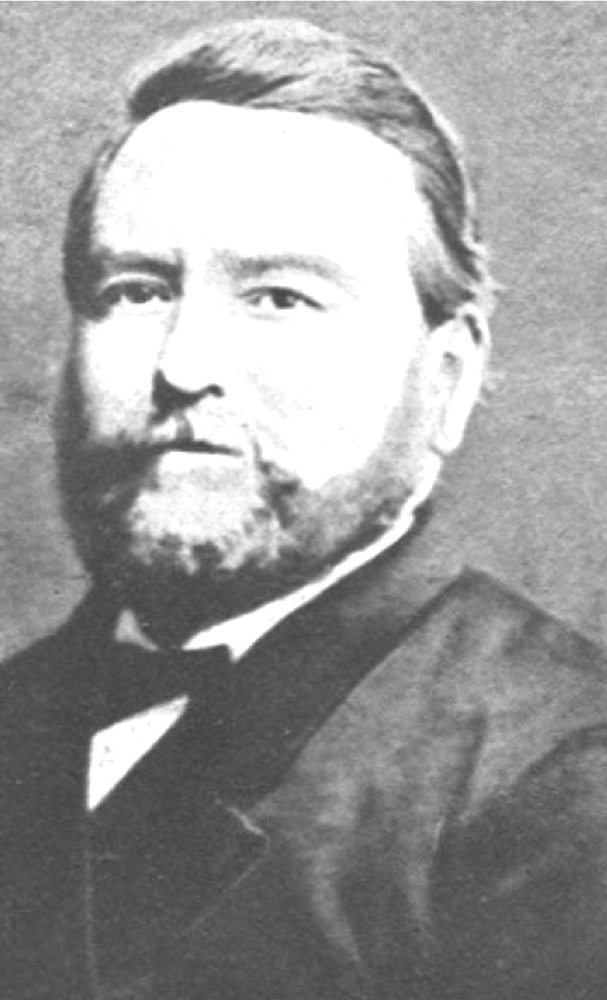
Pierre Barralon, maire de Saint-Etienne de 1893 à 1895

#### Religieux, ecclésiastiques
- Louis Comte, pasteur à Saint-Étienne où il est mort.
- Jacques-Victor-Marius Rouchouse (1870-1948), MEP, évêque de Chengdu.
- Abbé Robert Ploton (1901-1975), résistant, curé de paroisse à Saint-Étienne où il est né.
- Jean-Paul Vincent (1911-1956), né à Saint-Étienne, évêque de Bayonne, Lescar et Oloron de 1963 à 1986.
- Paul Desfarges (1944-), né à Saint-Étienne, archevêque émérite d'Alger.
- Dominique Rey (1952-), évêque de Fréjus-Toulon.

#### Entrepreneurs et industriels
- Denis Épitalon (1794-1874), négociant et industriel en rubanerie et passementerie à Saint-Étienne où il est né. Une rue porte son nom.
- Jules Balaÿ (1795-1862), industriel rubanier, banquier et député de la Loire. A défendu le transfert de la préfecture à Saint-Étienne où il est né.
- André Descours (1819-1904), fondateur du groupe Descours et Cabaud.
- Francisque Balaÿ (1820-1872), industriel, agronome et député de la Loire, né à Saint-Étienne.
- Maximilien Evrard (1821-1905), industriel et maire de Sorbiers.
- Philippe Blanc (1832-1920), homme politique et fabricant d'armes à Saint-Étienne où il est mort.
- Henri Fayol (1842-1925), un des fondateurs du management moderne.
- Léon Desjoyeaux (1865-1934), homme d'affaires, l'un des fondateurs de la firme Mercedes, puis président de Mercedes France.
- Vélocio (1853-1930), fondateur de la manufacture stéphanoise de cycles « La Gauloise ».
- Étienne Mimard (1862-1944), fondateur de Manufrance.
- Antoine Wolber (1863-1927), né à Saint-Étienne, fondateur de la manufacture de pneumatiques Wolber.
- Geoffroy Guichard (1867-1940), fondateur du Groupe Casino.
- Roger Rocher (1920-1997), industriel et ancien président de l'ASSE.

#### Scientifiques
- Jean-Louis Alléon-Dulac (1723-1788), avocat et naturaliste, né et mort à Saint-Étienne.
- Benoît Fourneyron (1802-1867), ingénieur, inventeur de la première turbine hydraulique.
- Jules Garnier (1839-1904), ingénieur, découvreur du nickel en Nouvelle-Calédonie.
- Jules-Léon Dutreuil de Rhins, (1846-1894), géographe et explorateur.
- Émile Jaboulay (1879 - 1961), chimiste spécialisé dans les alliages, mort à Saint-Étienne.
- Lucien Balozet (1892 - 1972), biologiste et médecin vétérinaire, né à Saint-Étienne.
- Marguerite Gonon (1914-1996), historienne et résistante née à Saint-Étienne)
- Roger Rémondon (1923-1971), historien français, né à Saint-Étienne.
- Michel Debout (1945), psychiatre, professeur de médecine légale et auteur de nombreux ouvrages.
- François Moriconi-Ebrard (Saint-Etienne, 1961 -), géographe, fondateur de la base de données mondiale Geopolis.

#### Sportifs
- Victorine Ollier (1869-1911), coureuse cycliste né à Saint-Étienne.
- Georges Monseur (1884-1961), coureur cycliste belge, mort à Saint-Étienne.
- Louis Hostin (1908-1999), haltérophile.
- Andrea Minasso (1910-1982), coureur cycliste italien mort à Saint-Étienne.
- François Bonnet (1911-1986), footballeur mort à Saint-Étienne.
- Piero Carini (1921-1957), pilote de course automobile mort accidentellement à Saint-Étienne lors des six heures du Forez.
- René Ferrier (1936-1998), footballeur, 24 sélections en équipe de France, champion de France 1957 & 1954, coupe de France 1962.
- Roger Rivière (1936-1976), coureur cycliste né à Saint-Étienne.
- Aimé Jacquet (1941-), ancien joueur, sélectionneur de l'équipe de France sacrée championne du monde en 1998 et Ambassadeur du territoire stéphanois.
- Gérard Farison (1944-), footballeur, 1 sélection en équipe de France.
- Georges Bereta (1946-2023), footballeur, 44 sélections en équipe de France.
- Jocelyne Villeton (1954-), coureuse de fond.
- Jean Castaneda (1957-), footballeur, gardien de but, 9 sélections en équipe de France A.
- Gilles Delion (1966-), coureur cycliste.
- Bertrand Fayolle (1975-), footballeur.
- Charlotte Massardier (1975-), nageuse synchronisée.
- Willy Sagnol (1977-), footballeur, 58 sélections en équipe de France.
- Fabien Boudarène (1978-), footballeur.
- Thierry Gueorgiou (1979-), orienteur installé à Saint-Étienne.
- Sylvain Armand (1980-), footballeur.
- Jamal Alioui (1982-), footballeur.
- Loïc Perrin (1985-), footballeur et Ambassadeur du territoire stéphanois.
- Aravane Rezaï (1987-), joueuse de tennis.
- Alexis Ajinça (1988-), joueur de basket-ball évoluant en NBA, champion d'Europe 2013 et Ambassadeur du territoire stéphanois.
- Elodie Clouvel (1989-), athlète spécialiste de pentathlon moderne, vice-championne olympique 2016.
- Cindy Peyrot (1994-), joueuse de pétanque (FFPJP, Élite) est née à Saint-Étienne.
- Tiffany Gauthier (1993-), skieuse alpine, née à Saint-Etienne

### Patrimoine culturel

#### Le «patois» de Saint-Étienne
Le patois local issu du francoprovençal est appelé « gaga », bien qu'à proprement parler ce ne soit pas un patois, parce qu'il n'y a pas de grammaire spécifique. En revanche, le vocabulaire est plutôt riche. Les « a » sont ouverts (entre le « a » fermé et le « o »). Les « an » se prononcent « éan » (ex. : « maméan » pour maman). Les « e » sont très rarement prononcés : une s'melle (pour semelle), l'ars'nal (pour l'arsenal).
Quelques exemples de mots et d'expressions stéphanois :
- « avoir le babaud » : avoir le cafard ;
- « avoir la lourde » : avoir le tournis ;
- « à cacasson » : accroupi ;
- « babet » : pomme de pin ;
- « berchu » : sans dent ;
- « baraban » : pissenlit ;
- « barboton » : plat avec des pommes de terre, des carottes, des tomates et des petits pois ;
- « beauseigne » : sert à exprimer l'attendrissement, la pitié, la compassion devant la douleur ;
- « bichette » : signifie la même chose que beauseigne ;
- « (avoir) les ébarioles » : avoir des vertiges ;
- « se mettre en caisse » : se mettre en arrêt maladie ;
- « coissou » : dernier-né de la famille ;
- « débarouler » : dégringoler (les escaliers) ;
- « fouilla » : interjection, exclamation ⇒ Houla ! ;
- « gaga » : le stéphanois, l'habitant ou la langue ;
- « gandou » : éboueur ;
- « matru » : petit (et par extension : enfant) ;
- « pagnot » : gamin dépenaillé ;
- « gouliche » : bille ;
- « pétron » : tir puissant (football) ;
- « vogue » : fête foraine ;
- « godiveau » : chipolata ?

#### Gastronomie stéphanoise
- Les bugnes : s'apparentant aux beignets (que l'on consomme aussi à Lyon), elles ont une forme de rectangle allongé au milieu duquel a été taillée une fente dans le sens du rectangle, où l'on a fait passer l'une des deux extrémités. Frites dans l'huile, on les déguste saupoudrées de sucre glace.
- Le sarasson : proche du fromage blanc, il est tiré du babeurre (petit lait résultant de la fabrication du beurre), par précipitation dans l'eau bouillante. Les grains ainsi formés sont récupérés par égouttage. Consommé frais, il est assaisonné aux herbes (ciboulette, éventuellement ail, sel et poivre) et accompagne les pommes de terre cuites à l'eau ou à la vapeur. À Lyon, on ajoute du fromage blanc à cette préparation, qu'on appelle de la cervelle de canut.
- La râpée : galette de pommes de terre et d'œufs battus, équivalente de la crique ardéchoise ou lyonnaise. On la déguste salée et poivrée, ou plus rarement avec du sucre ou de la confiture.
- La soupe mitonnée : soupe de légumes bouillie à feu doux, à laquelle on ajoute beurre et pain dur.
- La salade de barabans : salade de pissenlits, accompagnée de lardons cuits et/ou d'œufs mollets.
- Le barboton : ragoût de pommes de terre, assaisonné de laurier et de thym.
- Le patia : pommes de terre mélangées à de la crème et du beurre, cuites pendant plusieurs heures.
- Les matefaims : sorte de crêpe compacte, faite à l'origine avec de la farine de seigle mélangée à de l’eau légèrement salée. Aujourd’hui, l’eau est très souvent remplacée par du lait et on ajoute des œufs.
- Les grillatons : sorte de pâté issu de résidus de gras et de viande, cuit à la poêle et servi dans des faisselles à fromage.
- Les côtes du forez : vins rouges et rosés produits sur les contreforts des monts du Forez.
- Le pâté chaud : quenelles à la sauce tomate, auxquelles on peut ajouter des olives et/ou des mousserons (marasmes des Oréades), accompagnant généralement le gâteau de foie.
- Le gâteau de foie : sorte de soufflé servi comme viande ; il est généralement servi avec du coulis de tomate.
- Le plat au four (parfois appelé pommes boulangères) : pommes de terre cuites dans un bouillon au four, accompagnées éventuellement de viande.

### Saint-Étienne au cinéma
- 1974 : L'Horloger de Saint-Paul de Bertrand Tavernier.
- 1977 : Le Juge Fayard dit Le Shériff d'Yves Boisset.
- 1989 : Noce blanche de Jean-Claude Brisseau.
- 1991 : Le Brasier d'Éric Barbier.
- 1993 : Le Pays des sourds de Nicolas Philibert.
- 1996 : Les Aveux de l'innocent de Jean-Pierre Améris.
- 1997 : Ni d'Ève ni d'Adam de Jean-Paul Civeyrac.
- 2000 : Les Savates du bon Dieu de Jean-Claude Brisseau.
- 2008 : Les Yeux bandés de Thomas Lilti.
- 2008 : Coupable de Laetitia Masson.
- 2009 : La Grande Vie d'Emmanuel Salinger.
- 2014 : Des lendemains qui chantent de Nicolas Castro.
- 2014 : Geronimo de Tony Gatlif.
- 2015 :  Qui c'est les plus forts ? de Charlotte de Turckheim.

La ville est référencée dans :
- 1955 : Du rififi chez les hommes de Jules Dassin : le personnage principal du film se nomme Tony le Stéphanois.
- 1960 : Description d'un combat de Chris Marker : le narrateur évoque le catalogue de la Manufacture de Saint-Étienne.
- 1961 : Le cave se rebiffe de Gilles Grangier : le précédent graveur du Dabe (Jean Gabin) se nomme Léon le Stéphanois.
- 1966 : Le Deuxième Souffle de Jean-Pierre Melville : le barman se nomme Marcel le Stéphanois.
- 1987 : Ne réveillez pas un flic qui dort de José Pinheiro : le personnage interprété par Serge Reggiani se nomme le Stéphanois.
- 2007 : Le Deuxième Souffle d'Alain Corneau : le barman se nomme Marcel le Stéphanois (remake du film de Melville).

L'Association sportive de Saint-Étienne est évoquée dans :
- 1979 : Le Gendarme et les Extraterrestres de Jean Girault : dans la caserne des gendarmes, on aperçoit un poster de la grande équipe de 1975-1976.
- 1994 : Le Ballon d'or de Cheik Doukouré : sur le parcours de Salif Keita.
- 1994 : Le Péril jeune de Cédric Klapisch : on peut voir une écharpe de l'ASSE dans la chambre d'Alain (Vincent Elbaz).
- 2002 : Trois zéros de Fabien Onteniente : Manu (Samuel Le Bihan) porte le maillot vert Manufrance de l'année 1976 durant tout le film.
- 2008 : Affaire de famille de Claus Drexel : Jean Guignebont (André Dussollier) est un passionné de football et collectionne tout ce qui est en rapport avec la grande époque de l'ASSE.
- 2012 : Radiostars de Romain Levy : Alex (Manu Payet) porte le maillot 2011-2012 de l'ASSE lors d'un déplacement en province.
- 2012 : Les Seigneurs d'Olivier Dahan : Patrick Obéra (José Garcia) a été entraîneur de l'ASSE, club duquel il a finalement été viré.
- 2014 : La prochaine fois je viserai le cœur de Cédric Anger : on peut voir des posters de l'ASSE dans la caserne des gendarmes.
- 2015 : Qui c'est les plus forts ? de Charlotte de Turckheim : une scène se déroule au Stade Geoffroy-Guichard et le titre fait référence à la chanson Allez Les Verts de Jacques Monty.
- 2021 : Stilllwater de Tom McCarthy : un personnage nommé Bill Baker (interprété par Matt Damon) assiste à un match entre l'Olympique de Marseille et l'AS Saint-Étienne au stade Vélodrome (la rencontre se joue le 1er septembre 2019)[245].

### Héraldique
|  | Armoiries de Saint-Étienne : D'azur à deux palmes d'or en sautoir cantonnées en chef d'une couronne royale fermée du même et de trois croisettes pierrées d'argent deux aux flancs, une en pointe. Les ornements extérieurs, se décrivent : L'écu surmonté d'une couronne murale à quatre tours crénelées d'or maçonnées et ouvertes de sable est soutenu par une branche de chêne à dextre et une de laurier à sénestre, toutes deux d'or fruitées d'argent, croisées en pointe en sautoir et liées par un nœud de gueules. |

|  | Armes de Saint-Étienne : D'azur à deux palmes d'or en sautoir cantonnées en chef d'une couronne royale fermée du même et de trois croisettes pierrées d'argent deux aux flancs, une en pointe. Les ornements extérieurs, non représentés ici se décrivent : L'écu surmonté d'une couronne murale à quatre tours crénelées d'or maçonnées et ouvertes de sable est soutenu par une branche de chêne à dextre et une de laurier à sénestre, toutes deux d'or fruitées d'argent, croisées en pointe en sautoir et liées par un nœud de gueules. |

|  | Armes de Saint-Étienne pendant le Premier Empire : D'azur, à deux fusils d'or adossés en pal, accostés de deux clefs d'argent aussi adossées, surmontés d'un lambel d'or à quatre pendants, soutenus d'une molette d'argent, aux deux palmes de même en sautoir brochant sur le tout. |